# Ayutthaya
Ayutthaya (nom complet : Phra Nakhon Si Ayutthaya, thaï พระนครศรีอยุธยา) est la capitale de la province d'Ayutthaya en Thaïlande. Fondée en 1350 ou 1351 par le roi U-Thong (Ramathibodi Ier),,, elle devint la capitale du royaume d'Ayutthaya, ou Siam. Au XVIIe siècle vers 1600, elle comptait quelque 150 000 habitants et, au XVIIIe siècle vers 1700, elle figurait parmi les plus grandes cités du monde, avec près d'un million d'habitants. Détruite en 1767 par l'armée birmane, elle perd son rôle au profit de la nouvelle capitale, Bangkok, et est aujourd'hui principalement connue pour les ruines de ses temples dans un parc historique classé au patrimoine mondial de l'Humanité de l'Unesco,.
Ayutthaya se trouve à environ 70 km au nord de Bangkok.

## Étymologie
Le nom d'Ayutthaya vient de celui de la ville du Ayodhya, en Inde. Cette ville est en effet celle de Rāma, héros du Rāmāyana. Ce nom signifie « qui ne peut être conquis » en sanskrit.

## Géographie

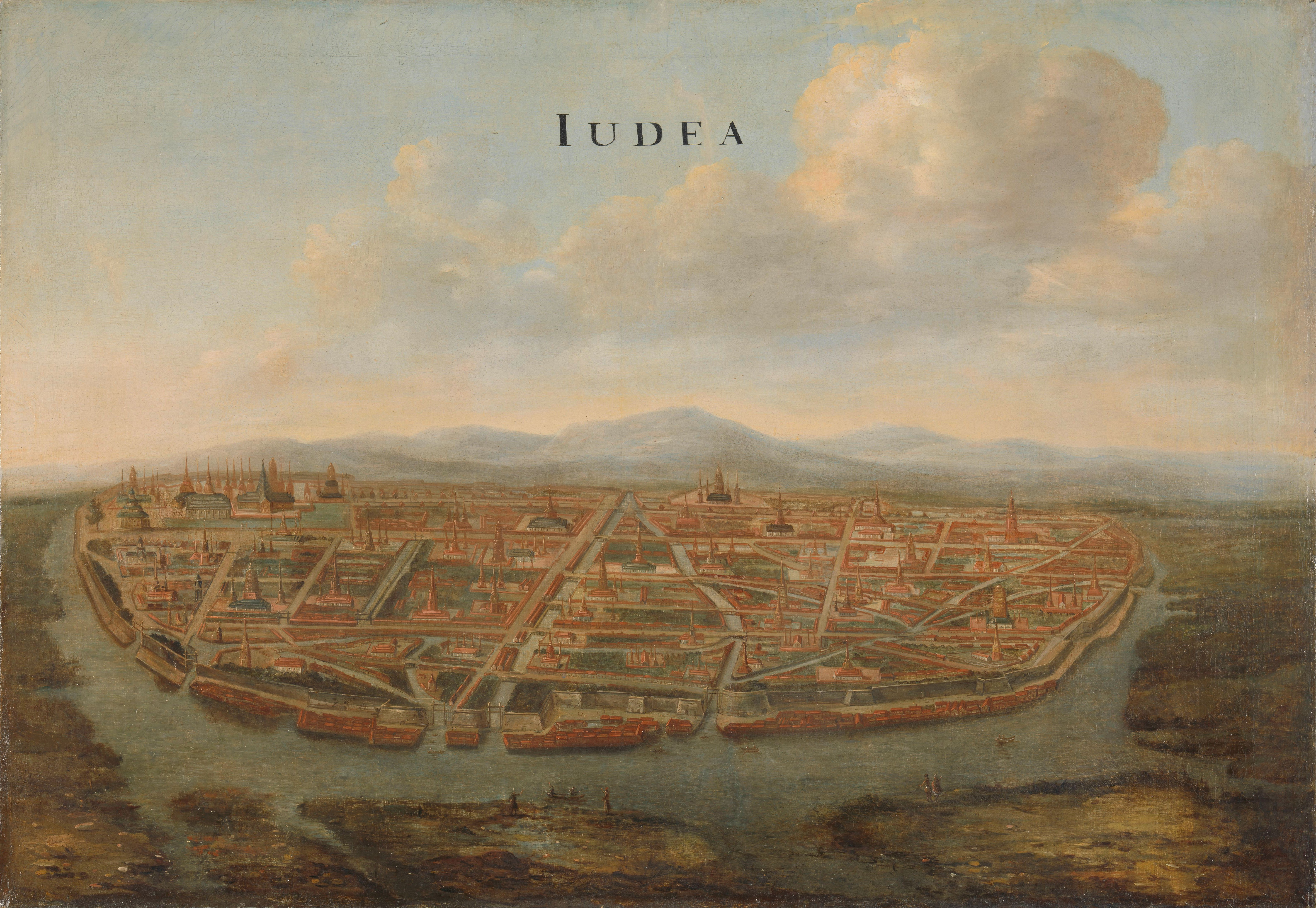
Ayutthata (Iudea) vers 1662

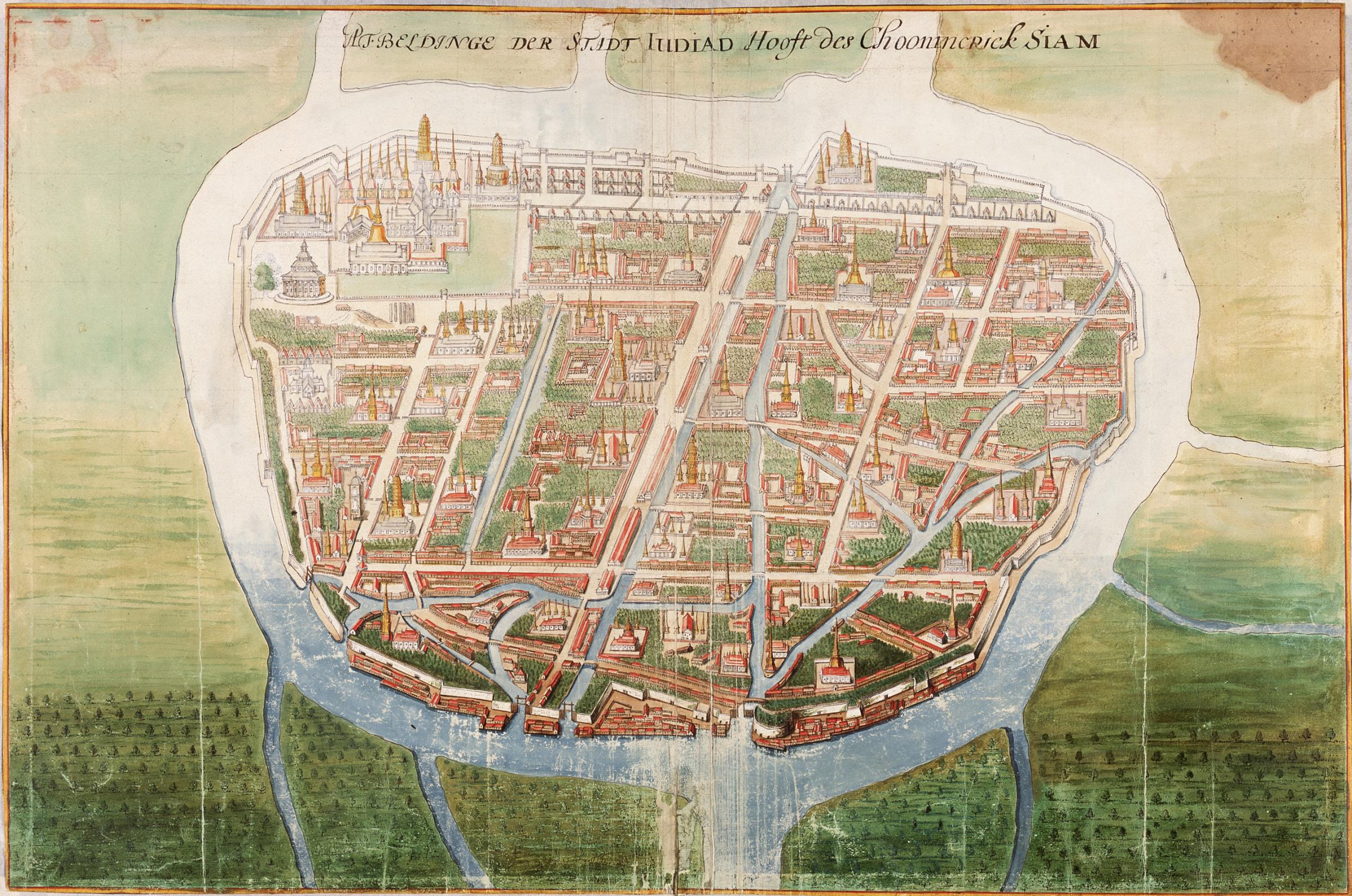
Ayutthaya vers 1665

Située au confluent de la Chao Phraya et de la Pa Sak, la vieille ville d'Ayutthaya se trouvait dans un méandre du fleuve, recoupé par un canal pour en faire une île verdoyante de forme ovale mesurant 4 km d'ouest en est et 2,5 km du nord au sud.
Cette ville était entrecoupée d'un quadrillage dense et assez régulier de canaux (khlongs) et les étrangers la surnommaient parfois "la Venise de l'Est". On s'y déplaçait beaucoup plus en barque qu'à pied car les rues étaient souvent étroites et peu commodes.

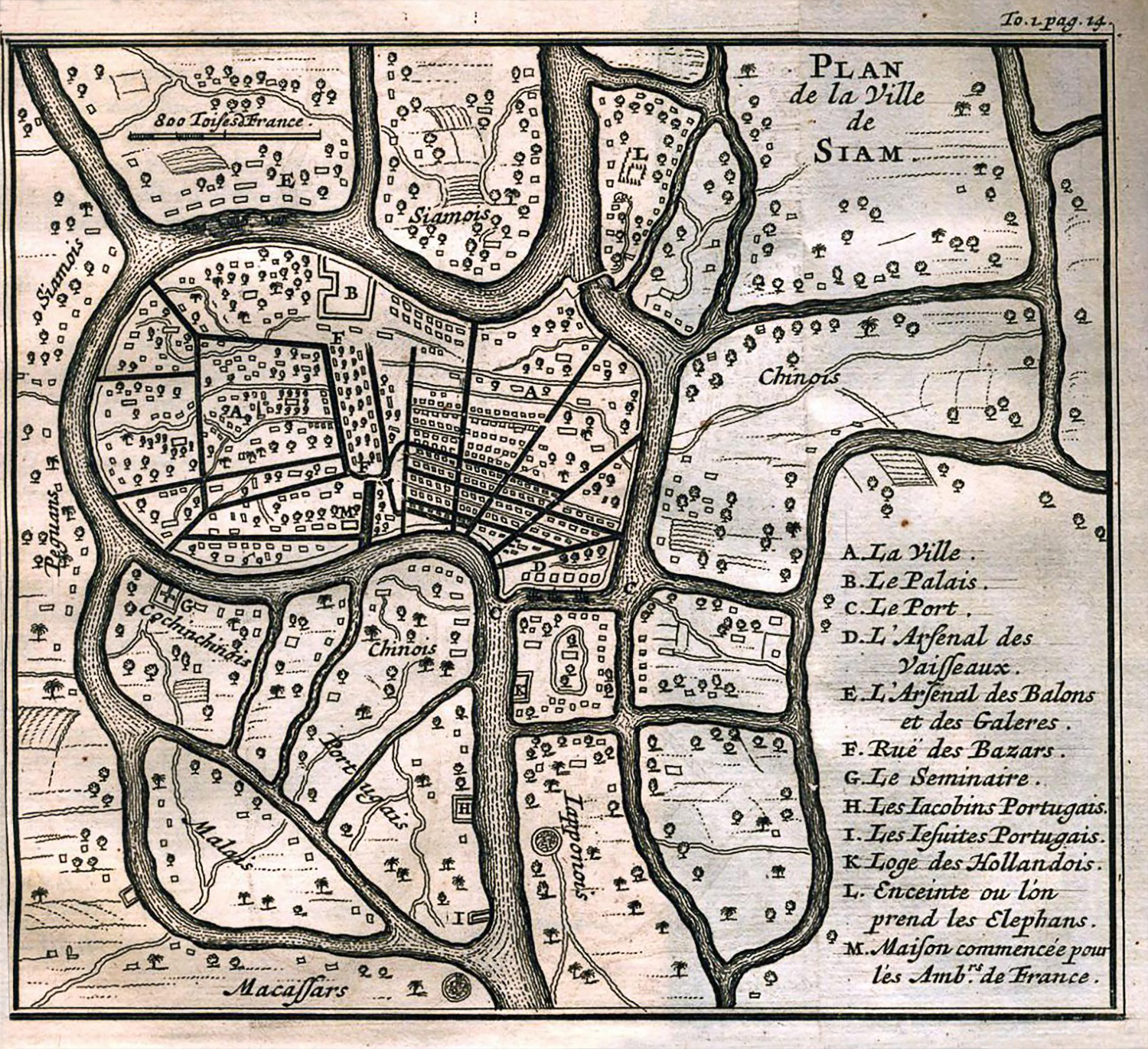
Ayutthaya au XVIIe siècle avec au sud les campements étrangers A. La Ville ; B. Le Palais ; C. Le Port ; D. L'Arsenal des Vaisseaux ; E. L'Arsenal des Bateaux et des Galères ; F. Rue des Bazars ; G. Le Séminaire Saint Joseph ; H. Les Lacobius Portugais ; I. Les Iefuites Portugais ; K. Loge des Hollandais ; L. Enceinte où l'on prend les Eléphants ; M. Maison commencée pour les Ambassadeurs de France

Il y avait aussi de nombreux ponts et des marchés flottants.
Ayutthaya était doté d'un simple rempart de terre dans un premier temps, puis, à partir de 1549 et du roi Maha Chakkraphat, de remparts de briques percés de vingt-trois portes et fortifiés de seize bastions en brique. Un siècle plus tard, à l'époque du roi Narai (1656-1688), ces remparts de briques étaient pour l'essentiel ruinés…
À peine 1/6e de l'île était peuplée : surtout au sud-est, le long du fleuve où arrimaient les navires ; les 5/6e étaient constitués du palais royal, de résidences princières ou nobles et de temples (wats) dotés de vastes jardins.
Les Siamois y habitaient des maisons de bambou, de bois et de palme ; les étrangers y construisaient des maisons de briques selon leurs usages mais fort peu adaptées au climat.
La capitale Ayutthaya était aussi constitué de nombreux faubourgs autour de l'île principale : 
- au nord et à l'ouest, des villages siamois ;
- à l'est et surtout au sud, les campements chinois, pegouans, cochinchinois, malais, macassars (des Célèbes), portugais (dès 1516) ou japonais (avant 1593, avec par exemple Yamada Nagamasa). On trouvait aussi quelques Espagnols, des Hollandais (dès 1608) avec le comptoir de la compagnie néerlandaise des Indes orientales (Vereenigde Oost-Indische Compagnie), des Britanniques (dès 1612) et aussi quelques Français (dès 1662) (en particulier avec l'arrivée de Lambert de la Motte, de Pallu et de missionnaires au séminaire de Saint-Joseph dans le quartier cochinchinois)[11],[12],[13]...

## Histoire
Ayutthaya a été pendant un peu plus de 400 ans une prospère cité-état et un puissant royaume vivant de ses riches campagnes de rizières et des eaux poissonneuses de la Chao Phraya ; richesses agricoles accrues aux XVIIe et XVIIIe siècles par le commerce maritime international.
Pillée par les armées birmanes du roi Bayinnaung en 1569 puis assujettie jusqu'en 1584, Ayutthaya retrouva son indépendance et sa puissance sous le règne de Naresuan (1590-1605). Deux siècles plus tard, la cité fut finalement rasée et incendiée par le roi birman Hsinbyushin en 1767 après un siège de plus d'un an,, date à laquelle le général Taksin, devenu roi de Thaïlande, se replia à 80 km au sud, en aval de la Chao Phraya, pour y fonder la nouvelle capitale, Thonburi(1767-1782) ; puis Phra Yot Fa (Rama Ier) décida, pour des raisons de défense, de transférer la capitale sur la rive gauche à Bangkok le 6 avril 1782.
Les ruines de la cité ont été constituées en Parc historique d'Ayutthaya.

Parc historique d'Ayutthaya et ses principaux monuments (palais royal et temples) : la Chao Phraya (à l'ouest et au sud) reçoit la Pa Sak (à l'est) qui reçoit elle-même la Lopburi (centre-est) : il a suffi de creuser un canal est-ouest pour protéger le site.

Les principaux monuments intra-muros du site sont :
- les ruines du palais royal de Wang Luang au nord de la cité, monument incendié par les birmans en 1767 lors de la prise d'Ayutthaya ;
- et les temples situés à proximité du palais royal : Wat Phra Ram (1369), Wat Mahathat (1384), Wat Ratchaburana (1424)...et Wat Phra Si Sanphet (1492), le plus important de tous.

Parmi les fondations extra-muros, il faut signaler : 
- Wat Phu Khao Thong, vaste stupa de style « môn » construit par les Birmans après leur victoire de 1569 et restauré en 1745 dans le style « thaï » ;
- et le Wat Yai Chai Mongkon, stupa édifié par le roi Naresuan le Grand en 1592 pour célébrer la défaite birmane de Nong Saray.

La ville nouvelle est actuellement reconstruite quelques kilomètres plus loin vers l'est et elle a 53 290 habitants (en 2012).

## Sites culturels

### Musées
- Centre d'étude historique d'Ayutthaya
- Musée National de Chao Sam Phraya: Ce musée a été spécialement créé pour présenter les objets trouvés à Wat Racha Burana[17] et à Wat Maha That[18].

### Anciens temples desXIVe,XVe,XVIeetXVIIesiècles
La partie historique d'Ayutthaya est principalement constituée des ruines de ses anciens temples appelés wats car il ne subsiste aucun palais et aucune habitation en bois de cette époque. Ces ruines représentent une quinzaine de sites, dont des Bouddhas couchés.
Tandis qu'à l'époque de leur construction les temples et sculptures étaient entièrement recouverts de stuc alors peint et éventuellement doré, celui-ci s'est dégradé au fil du temps et ne recouvre plus qu'une infime proportion des constructions. La plupart des statues retrouvées dans les ruines ont été remplacées par des répliques de facture artisanale ; et la brique sous-jacente, de couleur rouge, est aujourd'hui à nu.
Le cœur du temple bouddhiste à l'époque d'Ayutthaya, comme à l'époque de Sukhothaï, est orienté sur un axe est-ouest : c'est un haut stupa (chedi ; reliquaire) à l'ouest associé à un wihan principal (salle d'assemblée des religieux et de laïcs) à l'est ; ce peut être aussi un prang associé à un wihan principal.
L'ubosot (bot ; hall d'ordination, salle d'assemblée réservée uniquement aux religieux, c'est-à-dire aux bonzes et aux novices) ressemble à un wihan en plus petit, caractérisé par ses bornes sacrés, et il est placé généralement en position très excentrée.

#### Principaux temples
| Nom                                                       | Image | Année de construction          | Règne                                  | Notes |
| --------------------------------------------------------- | ----- | ------------------------------ | -------------------------------------- | --- |
| Wat Phutthaisawan (วัดพุทไธศวรรย์)                           |       | Avant la fondation d'Ayutthaya | Ramathibodi I                          | Un prang de grande hauteur marque le centre de la cour interne cernée d'une galerie couverte sur laquelle s'ouvre le grand wihan (vihan) axial de l'est.L'ubosot (bot) est également implanté sur l'axe est-ouest, mais à l'ouest du grand prang et séparé de la galerie. |
| Wat Thammikarat (:วัดธรรมิกราช)                             |       | Avant la fondation d'Ayutthaya | Roi de Lavo                            | |
| Wat Phanan Choeng (วัดพนัญเชิงวรวิหาร)                        |       | 1324                           |                                        | Ce sanctuaire abrite le plus grand Bouddha de brique de Thaïlande (19 m de haut sans le socle ; construit en 1334 et restauré en 1854) |
| Wat Phra Si Sanphet (วัดพระศรีสรรเพชญ)                      |       | 1350                           | Ramathibodi I                          | Wat Phra Si Sanphet est inclus dans le palais royal (Wang Luang) et il n'y résidaient pas de bonzes (comme à Wat Phra Kaeo).Ce temple bouddhiste est centré sur l'alignement de trois stupas (chedis) et de trois sanctuaires. Les wihans (vihans) se distribuent régulièrement autour de la galerie couverte et l'ubosot (bot) est excentré, écarté dans l'angle sud-est. |
| Wat Phra Ram (วัดพระราม)                                   |       | 1369                           | Ramesuan                               | Le petit prang central, cerné de quatre chedi, a été construit sur une terrasse à gradins en 1369. Il a été restauré aux XVe et XVIIIe siècles. On peut y observer des sculptures en stuc d'origine de naga, garuda, bouddhas... La légende veut qu'il soit placé à l'endroit même où le premier roi d'Ayutthaya, U-Thong, a été incinéré. |
| Wat Mahathat (วัดมหาธาตุ พระนครศรีอยุธยา)                     |       | 1374                           | Borommaracha I                         | C'est une construction de latérite, de grès et de briques. Le prang central mesurait à l'origine 46 m puis après une restauration à la suite d'un écroulement 50 m : de nos jours, il est totalement ruiné et il ne subsiste que le socle, une terrasse à gradins.En 1956, des fouilles archéologiques ont mis au jour un trésor essentiellement religieux exposé aujourd'hui au musée national d'Ayutthaya, le Chao Sam Phraya. |
| Wat Ratchaburana (วัดราชบุรณะ พระนครศรีอยุธยา)                |       | 1424                           | Borommarachathirat II                  | Wat Rachanabyraba a une composition similaire à celle de Wat Phutthaisawan mais à une échelle plus grande. Au centre de la cour interne cernée d'une galerie couverte se trouve un prang de grande hauteur. Dans le haut soubassement de ce prang se trouvent 3 cryptes superposées ornées de peintures murales. Ces cryptes abritaient le dépôt de fondation, un trésor découvert en 1957 exposé actuellement au musée national d'Ayutthaya. Le grand wihan (vihan) principal est associé à l'est. L'ubosot (bot) est également implanté sur l'axe est-ouest mais à l'ouest du prang et il est séparé de la galerie. |
| Wat Lokaya Sutharam (วัดโลกยสุธาราม)                        |       | 1452                           | Intharacha                             | |
| Wat Na Phra Men ou Wat Na Phra Meru (วัดหน้าพระเมรุราชิการาม) |       | 1503                           | Ramathibodi II. Restauré sous Rama III | C'est le seul temple à ne pas avoir été détruit lors de l'invasion birmane de 1767. C'est aussi un des rares sites d'Ayutthaya non implanté sur le traditionnel axe est-ouest. |
| Wat Chai Watthanaram (วัดไชยวัฒนาราม)                       |       | 1630                           | Prasat Thong                           | Construit sur le modèle d'un temple d'Angkor sur la rive droite de la Chao Phraya, c'est un des plus célèbres temples d'Ayutthaya. Son grand prang, qui symbolise le mont Meru, axe du monde selon la cosmologie hindoue, est cerné de prangs plus petits. |
| Wat Suwan Dararam (วัดสุวรรณดารารามราชวรวิหาร)               |       |                                | Restauré sous Rama I                   | |
| Wihan Phra Mongkhon Bophit (วิหารพระมงคลบพิตร)              |       | 1951                           |                                        | Ce sanctuaire est construit en 1951 pour abriter le plus grand Bouddha de bronze de Thaïlande (12 m de haut sans le socle, 19 m avec ; fondu sans doute au XVe siècle). C'est le seul bâtiment religieux du parc historique d'Ayutthaya en activité de nos jours, les autres wats étant à l'abandon et en ruines depuis 1767. L'esplanade située devant le wihan était autrefois le site des crémations royales. |

### Autres sites culturels
- Kraal des éléphants (corral à éléphant), une arène délimitée par des piliers rouges qui servait jadis au domptage des éléphants sauvages et à leur entraînement à la guerre, restauré par Rama Ier et plusieurs de ses successeurs, le seul kraal qui subsiste de nos jours en Thaïlande[24].
- Temples bouddhistes Wat Phu Khao Thong, Wat Yai Chai Mongkon...
- Église Saint-Joseph d'Ayutthaya, première église catholique en Thaïlande fondée en 1662.
- Baan Hollanda, village hollandais construit au XVIIe siècle, actuellement en reconstruction dans le but de devenir un musée et un centre d'informations sur la ville.

## Galeries de photographies

### Vestiges archéologiques d'Ayutthaya intra-muros

#### Palais royal Wang Luang

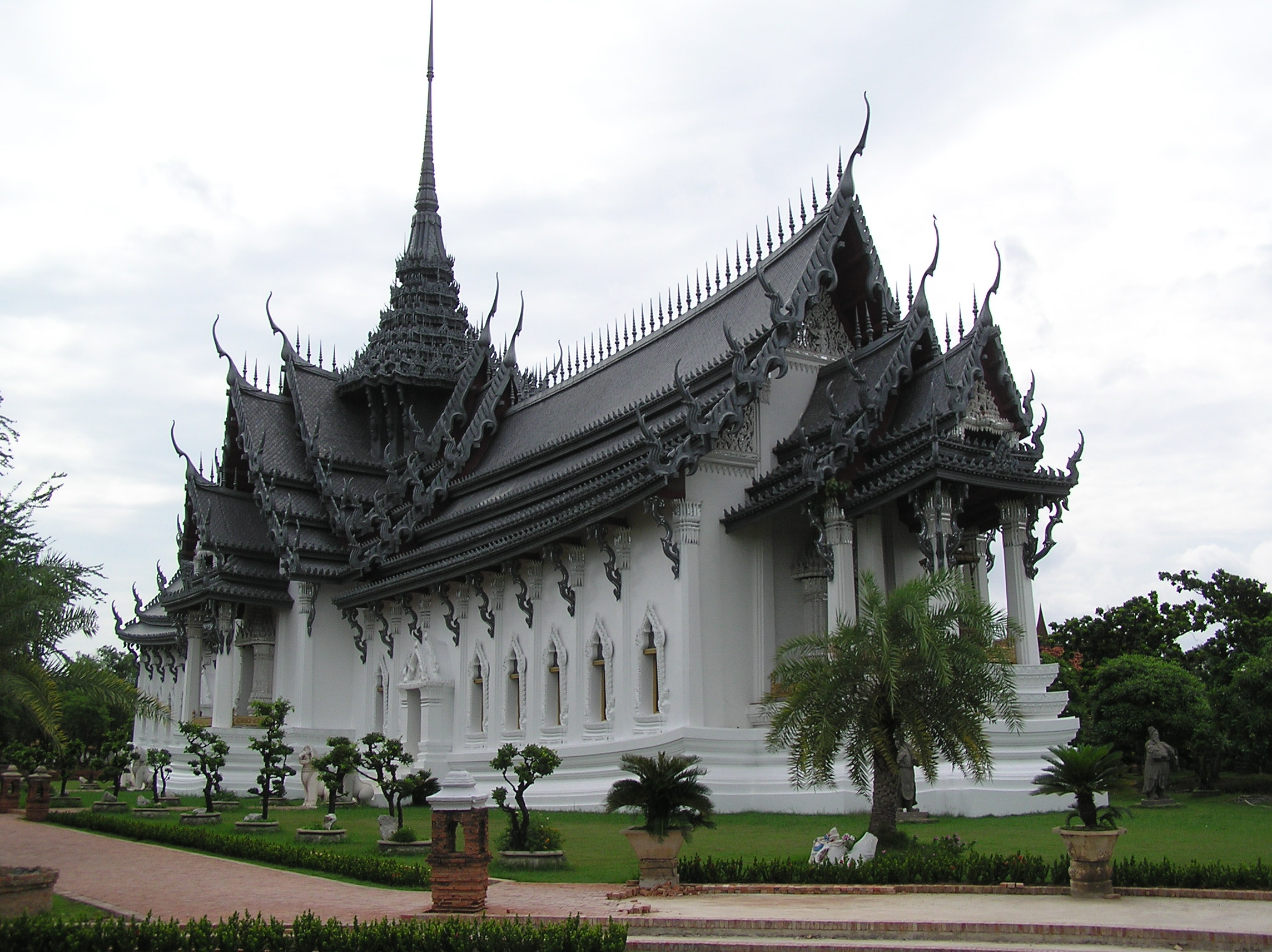
Reconstitution de l'ancienne salle du trône du palais royal d'Ayutthaya au musée de l'Ancien Siam près de Bangkok. Cette architecture palatiale reprend les formes religieuses en les magnifiant. La partie centrale de l'édifice affecte ici la forme d'un prang que flanquent de longs avant-corps hypostyles destinés à accueillir les foules lors des cérémonies

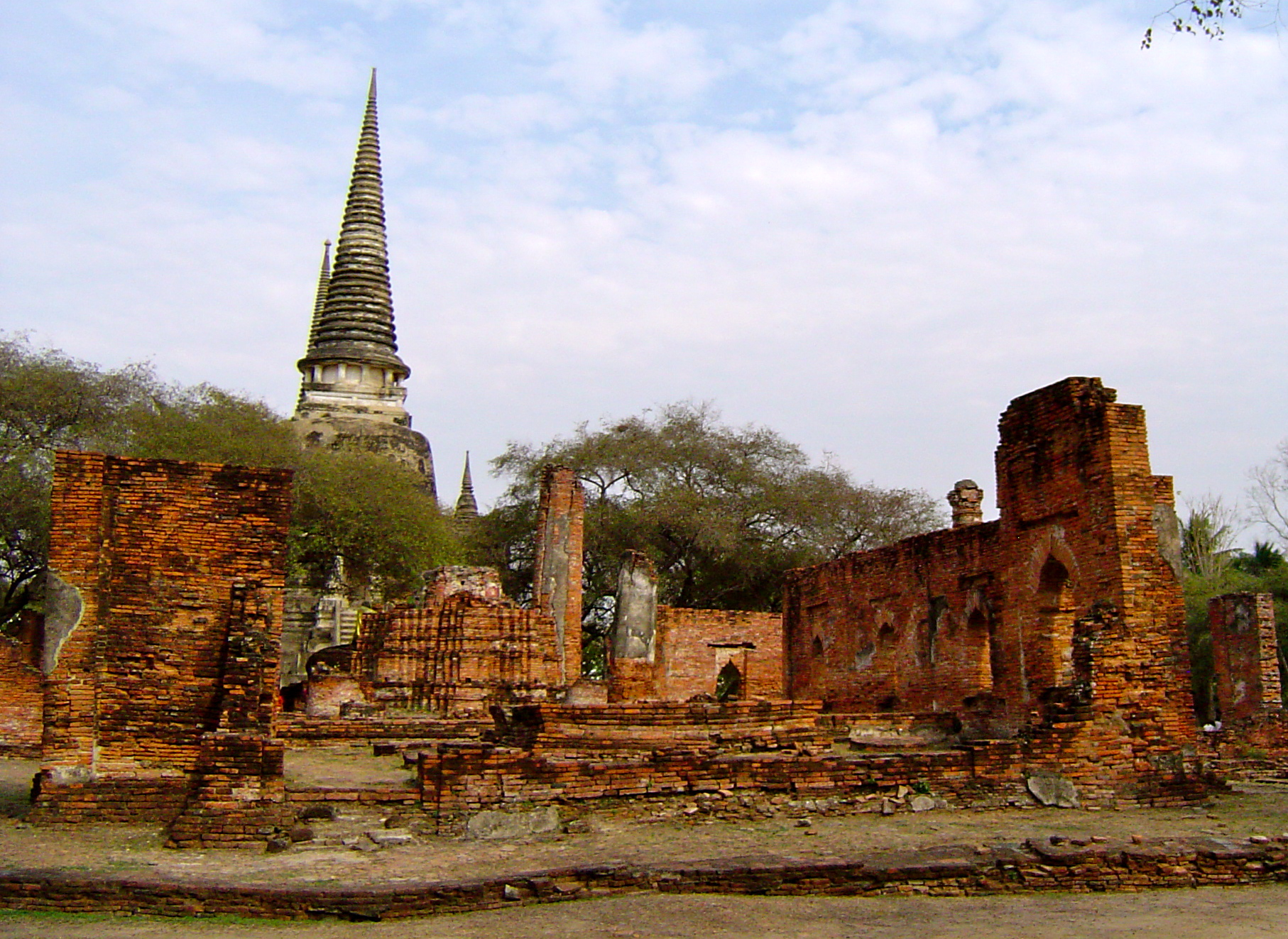
Ruines du palais royal (Wat Phra Si Sanphet)
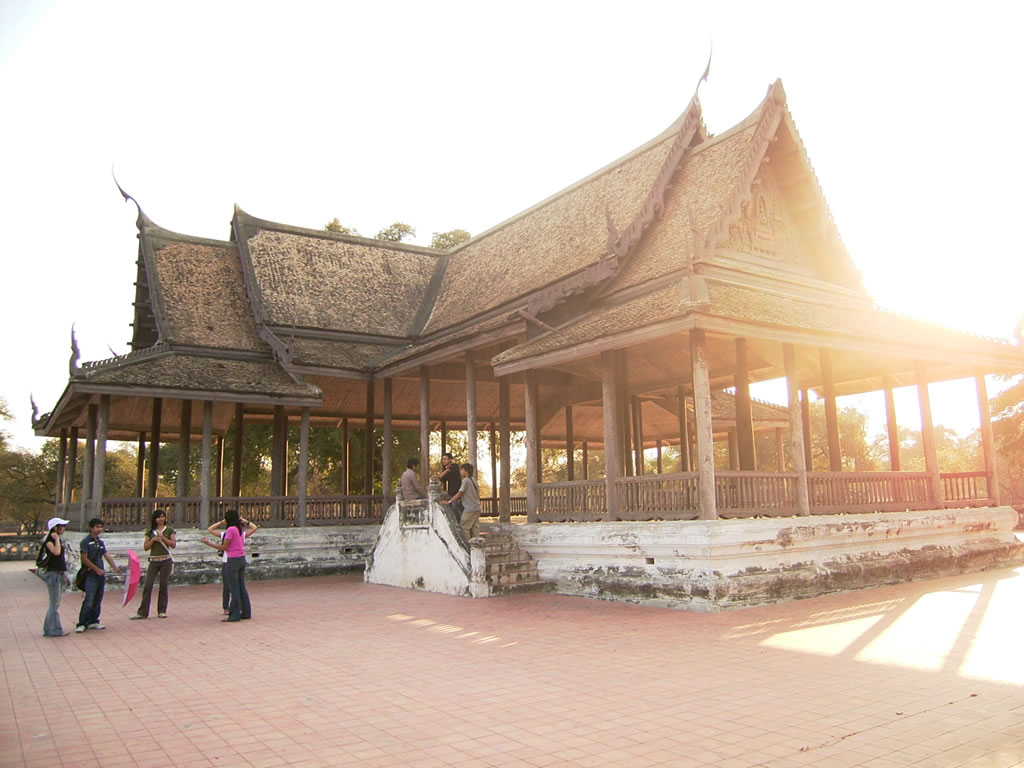
Pavillon Tri Mulk

#### Wat Phra Si Sanphet

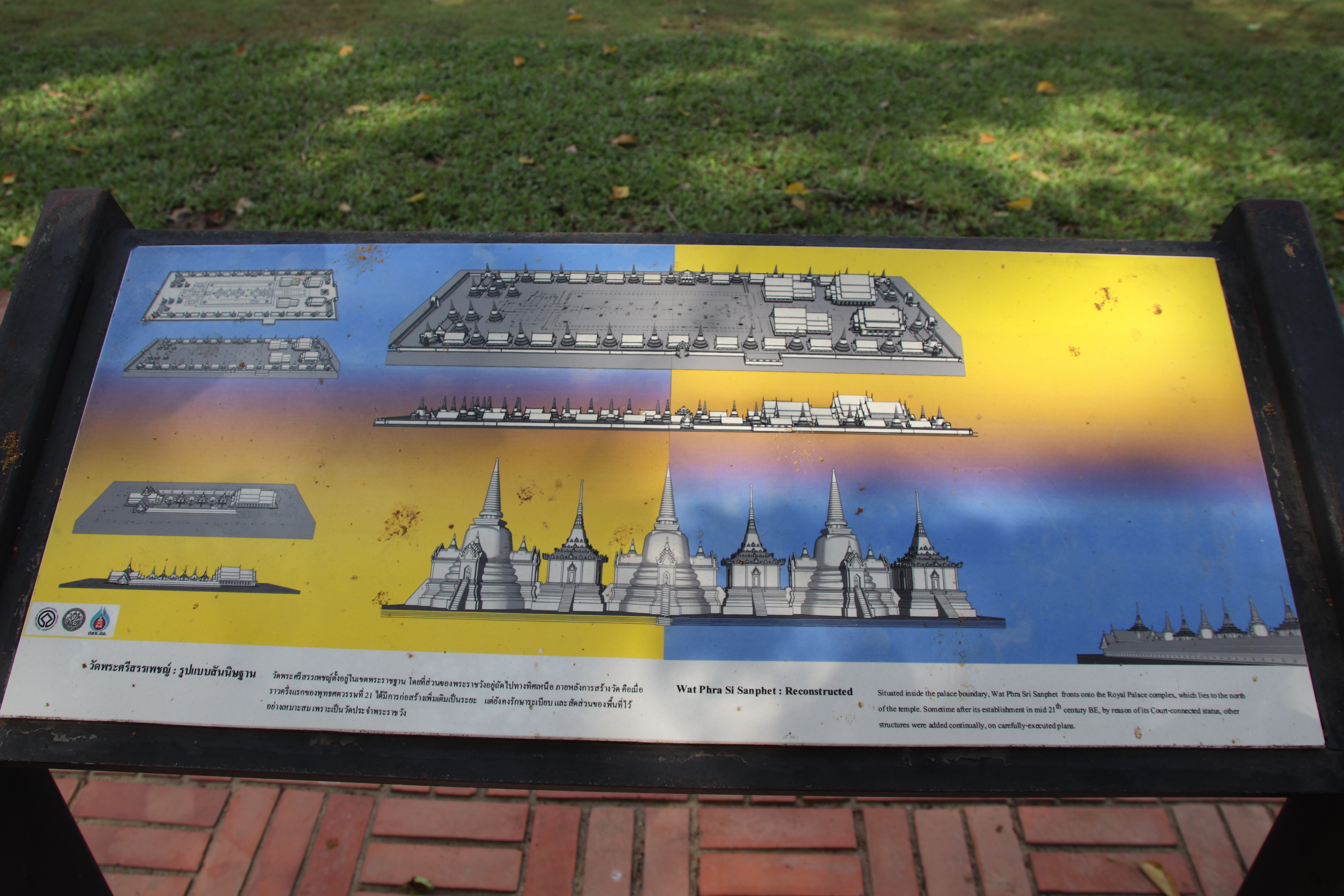
Reconstitution de Wat Phra Si Sanphet.
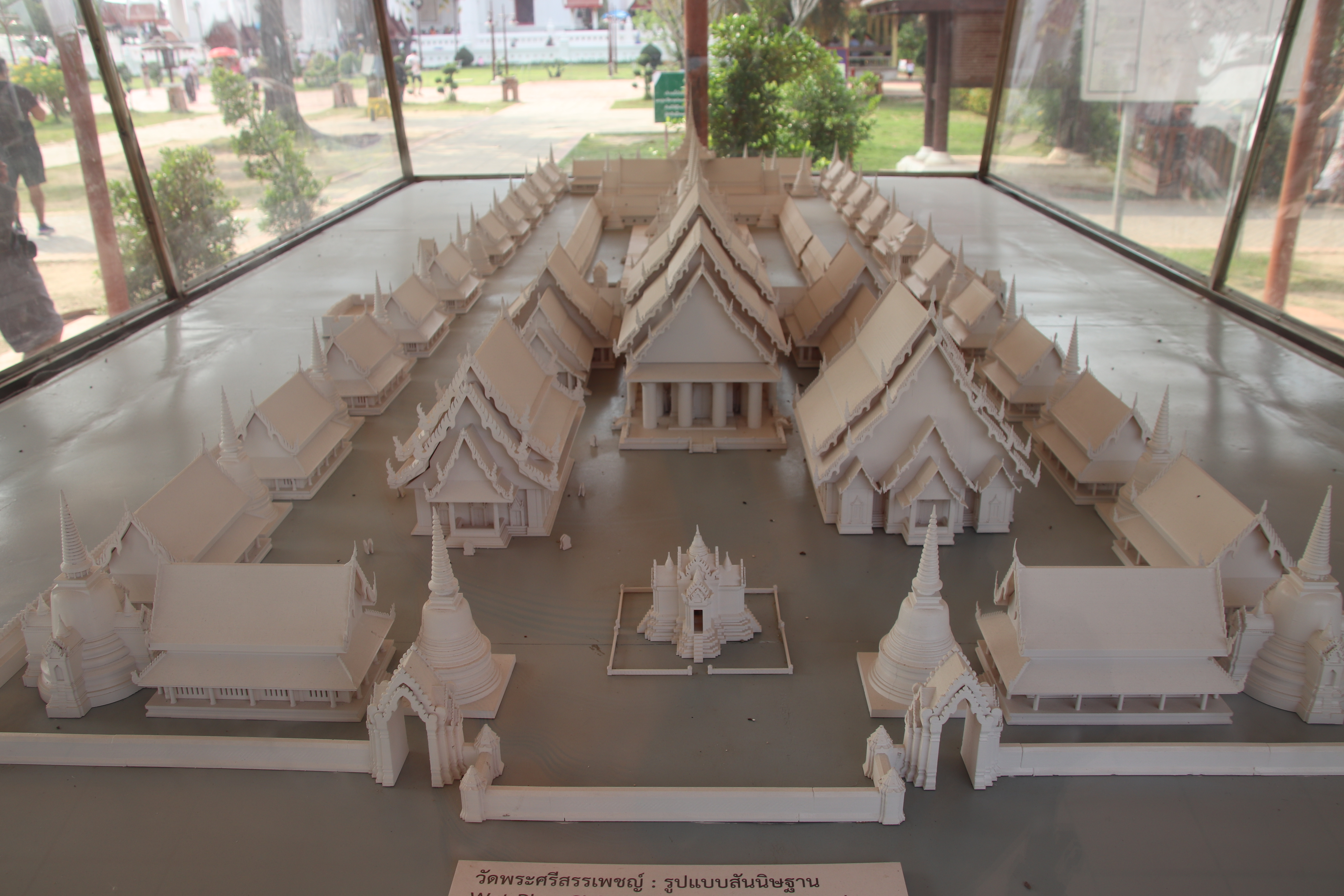
Maquette de Wat Phra Si Sanphet.
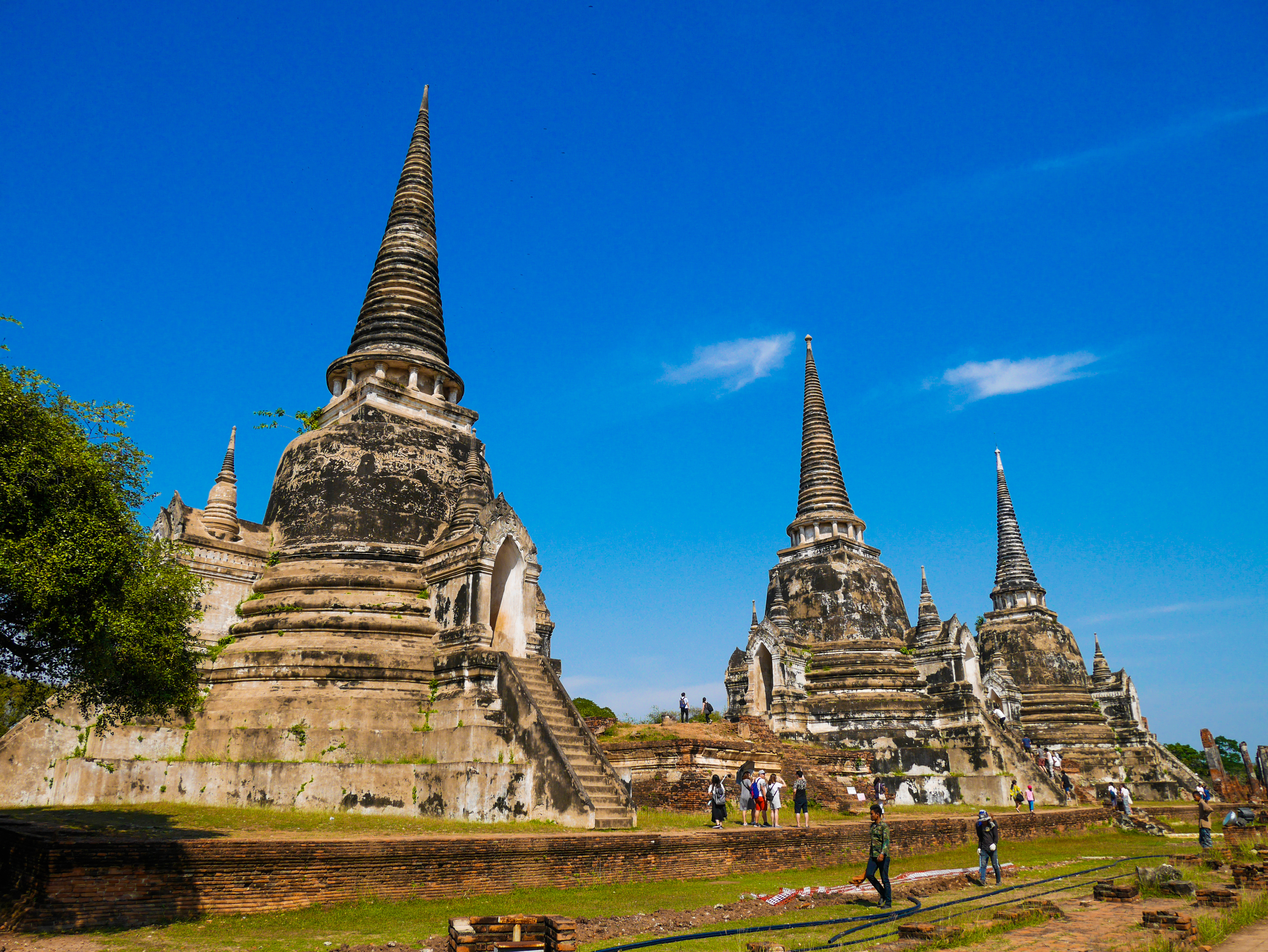
Les trois chedi principaux alignés Est-Ouest.
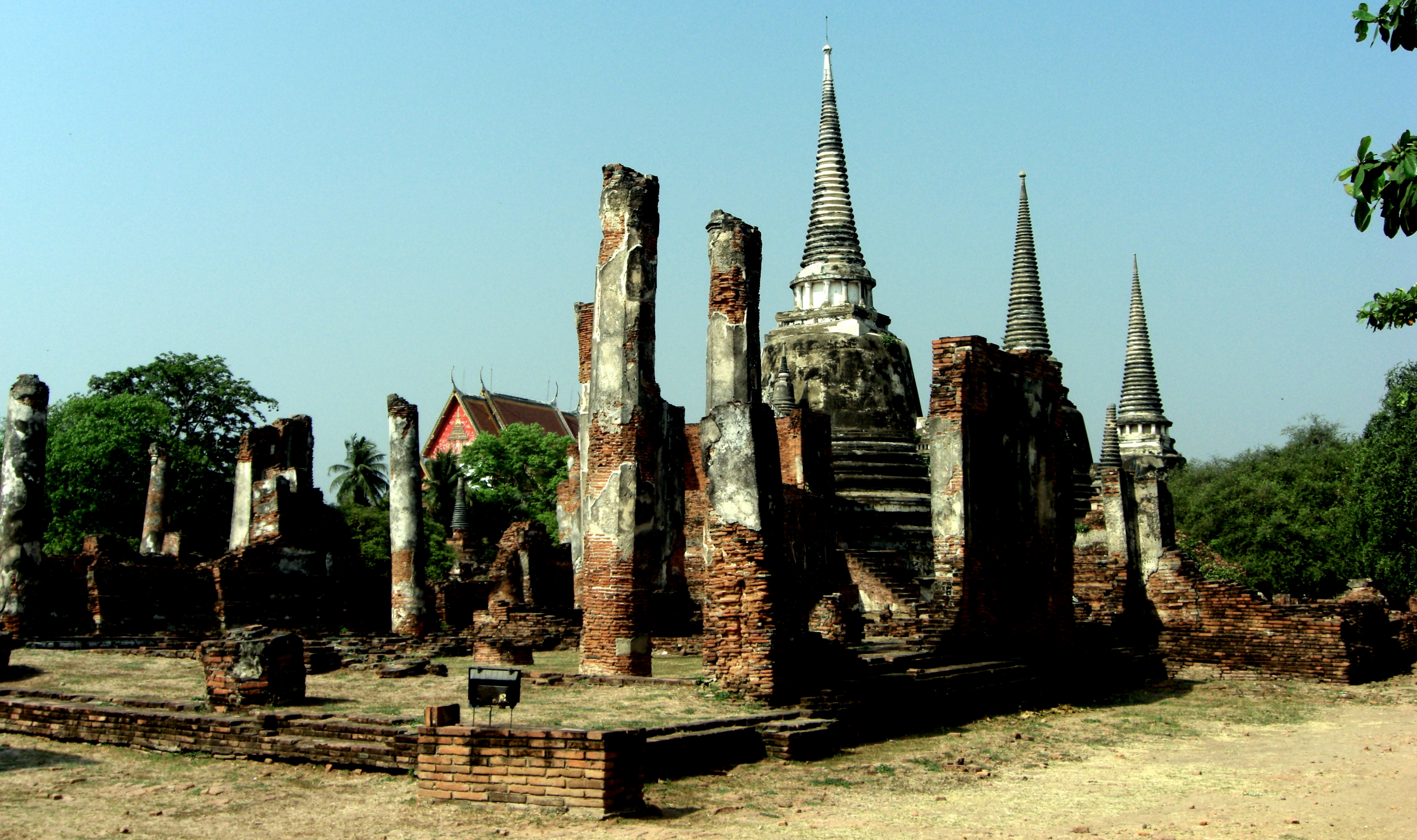
Le wihan principal et les trois chedi principaux alignés sur un axe Est-Ouest.
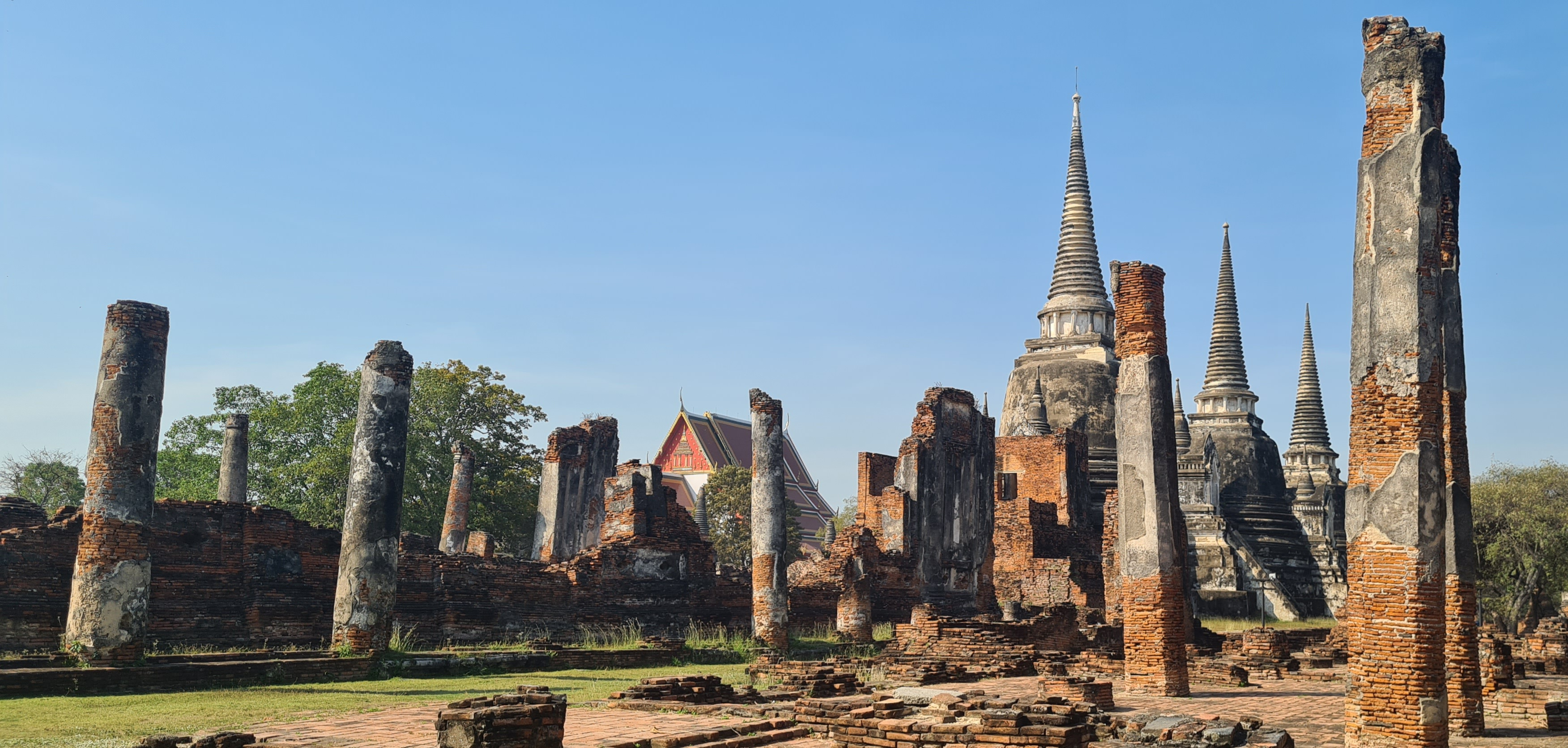
Wihan principal (à gauche) et wihan secondaire (à droite) ;  et les trois chedi.
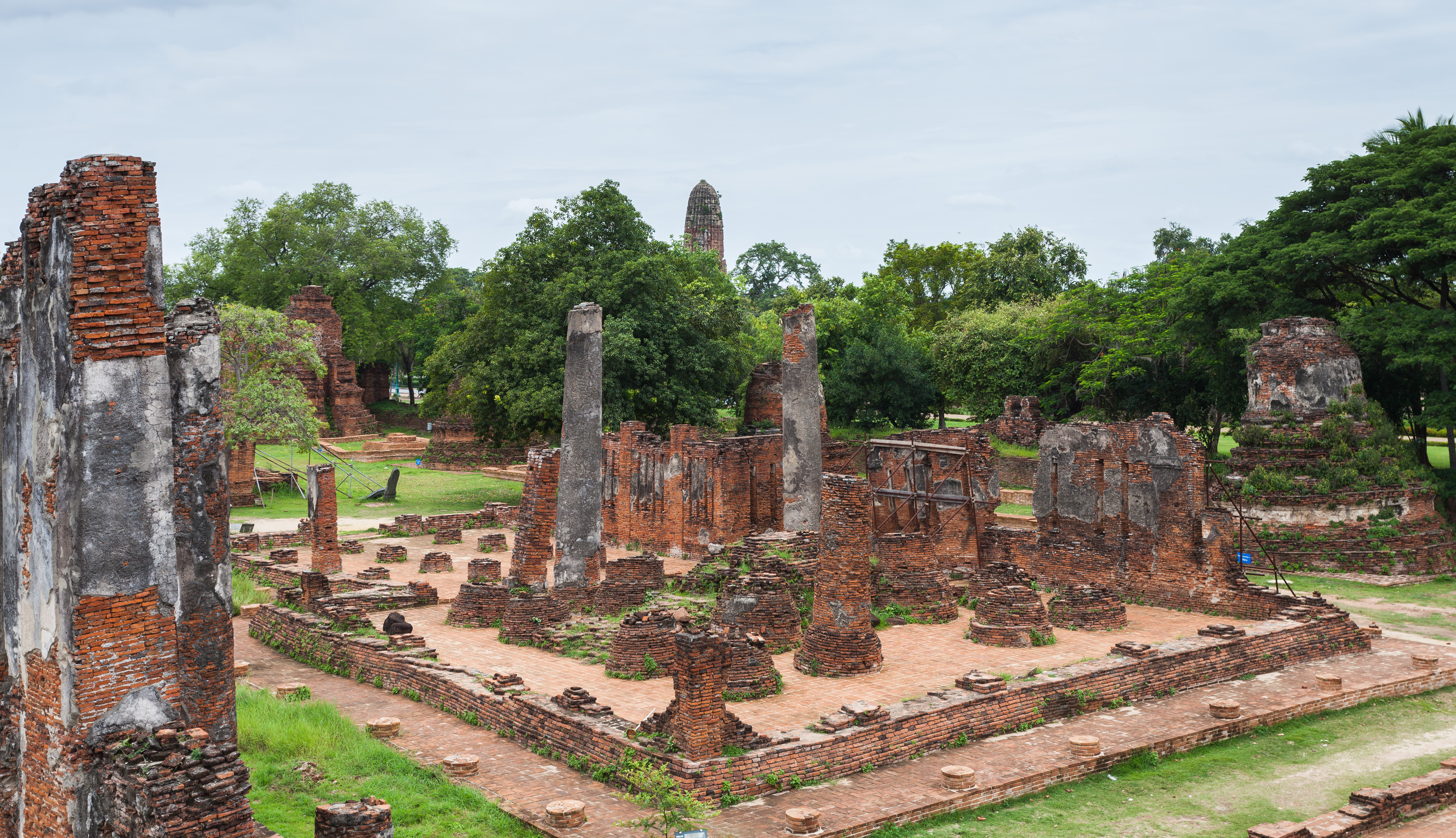
Wihan secondaire avec vestiges de pans de mur et colonnes en brique.
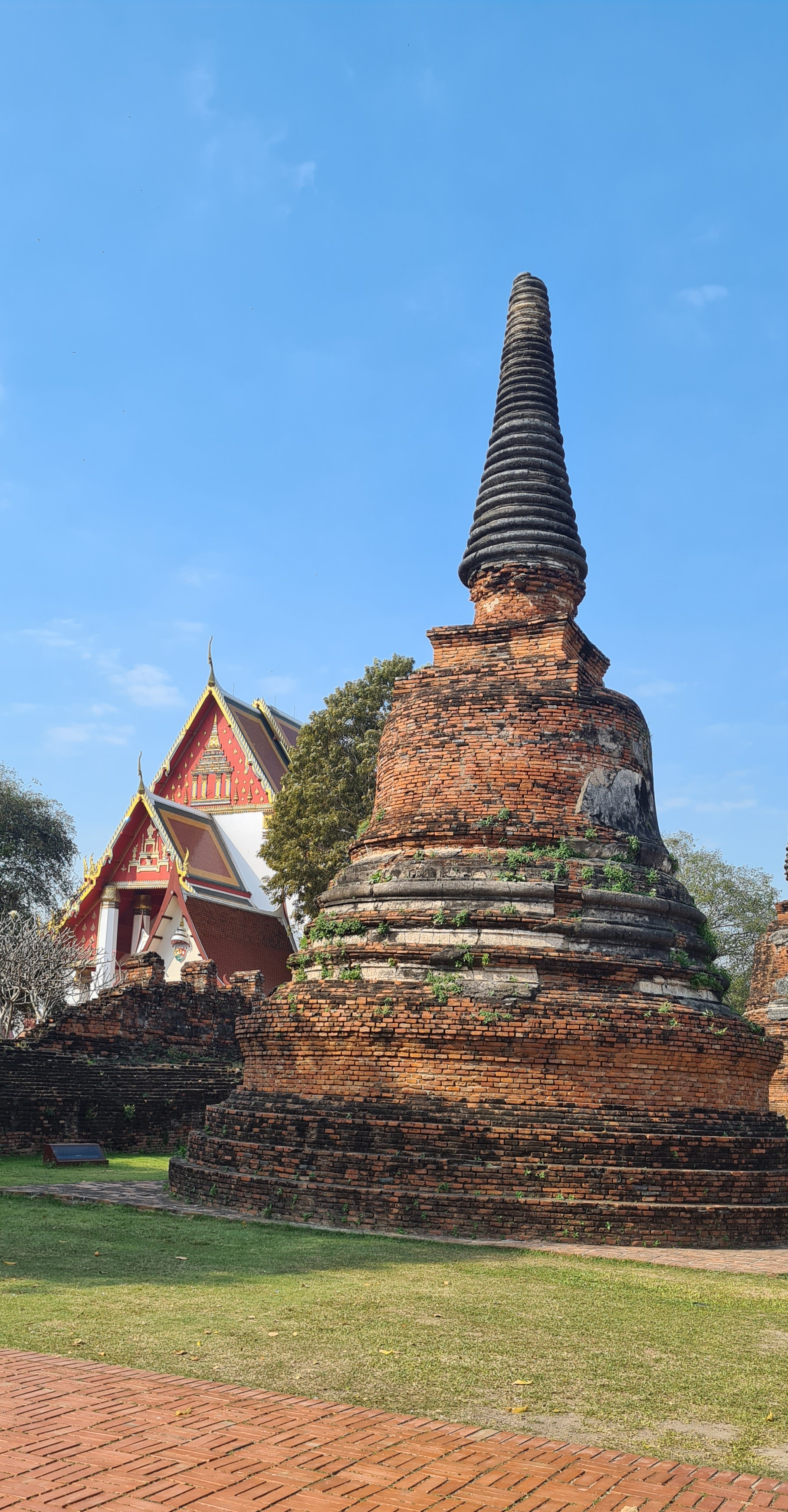
Stupa (Chedi) secondaire en forme de cloche.
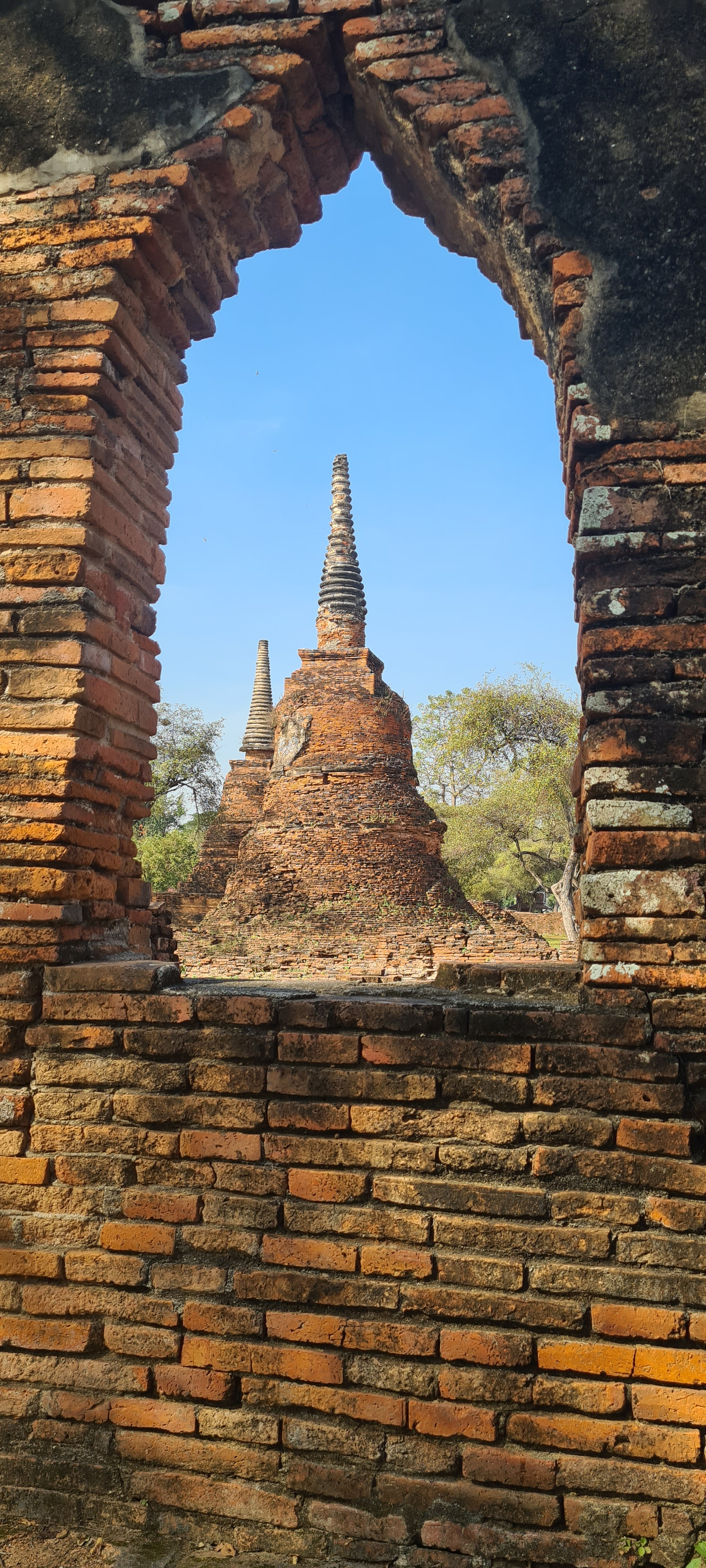
Fenêtre en arc brisé trilobé (sans doute de la bibliothèque) et deux stupas de style cingalais
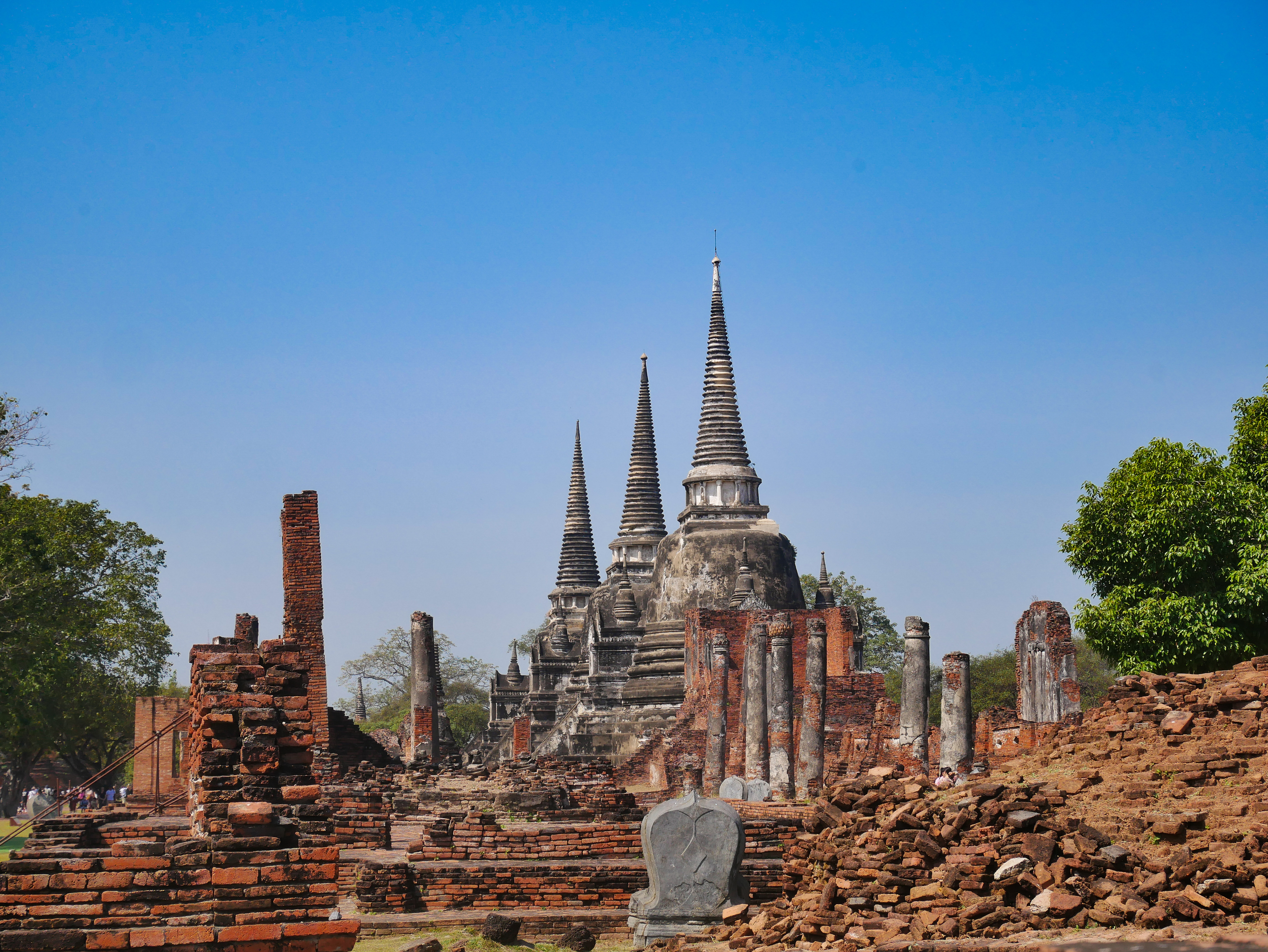
Ubosoth (Bot) clairement identifiable par sa borne  rituelle Bai sema ; et les trois chedi principaux
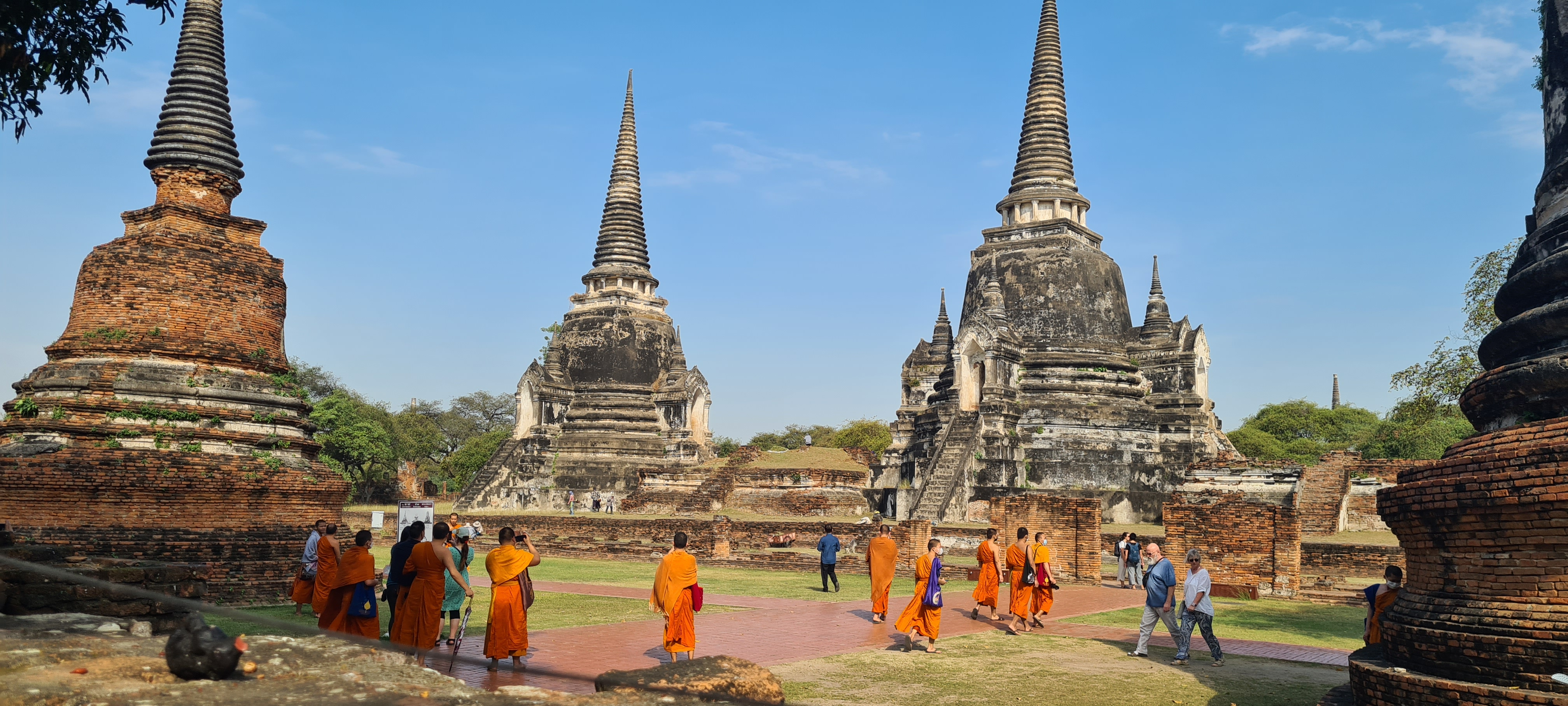
Bonzes visitant les ruines de Wat Phra Si Sanphet.
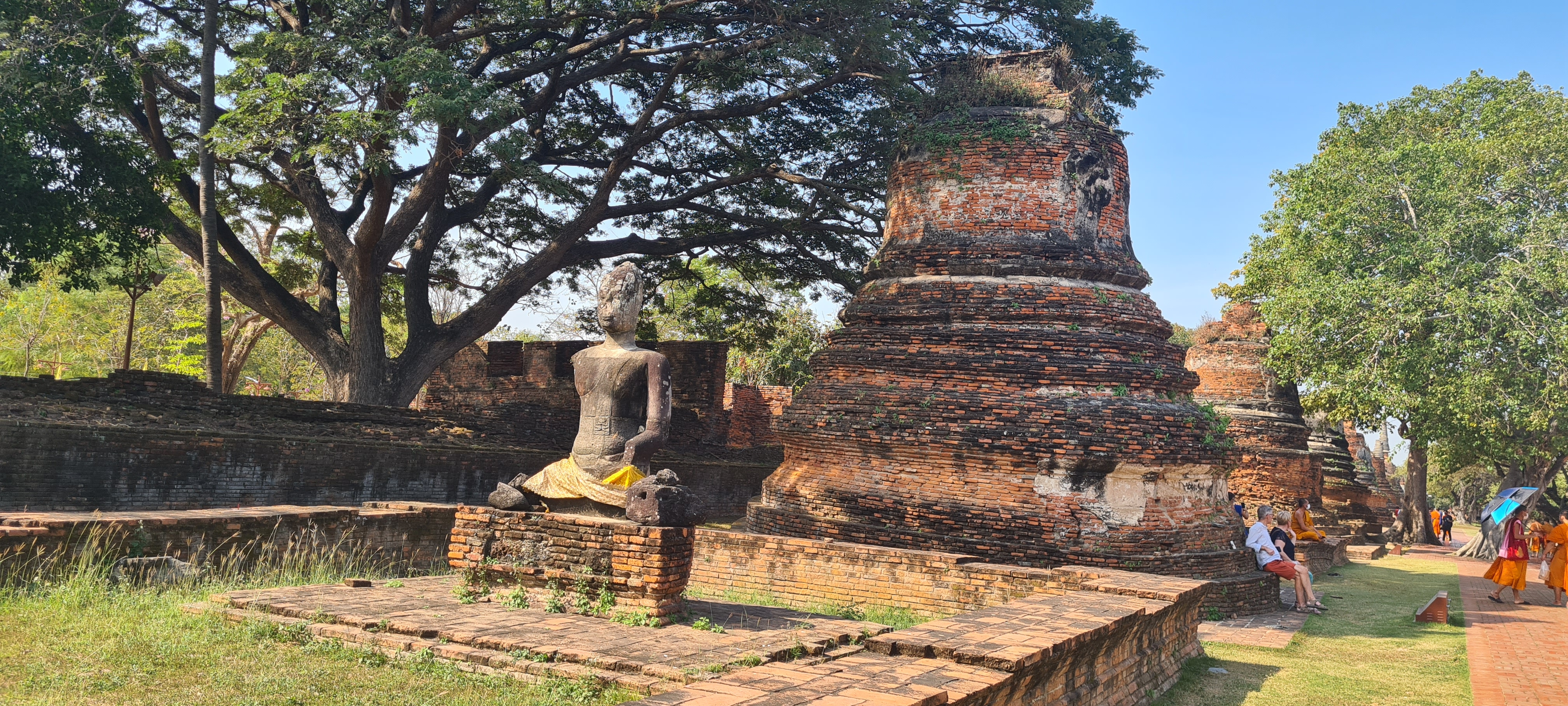
Un des wihan secondaires avec son Bouddha au fond et Chedi  en arrière-plan.

#### Wat Mahathat

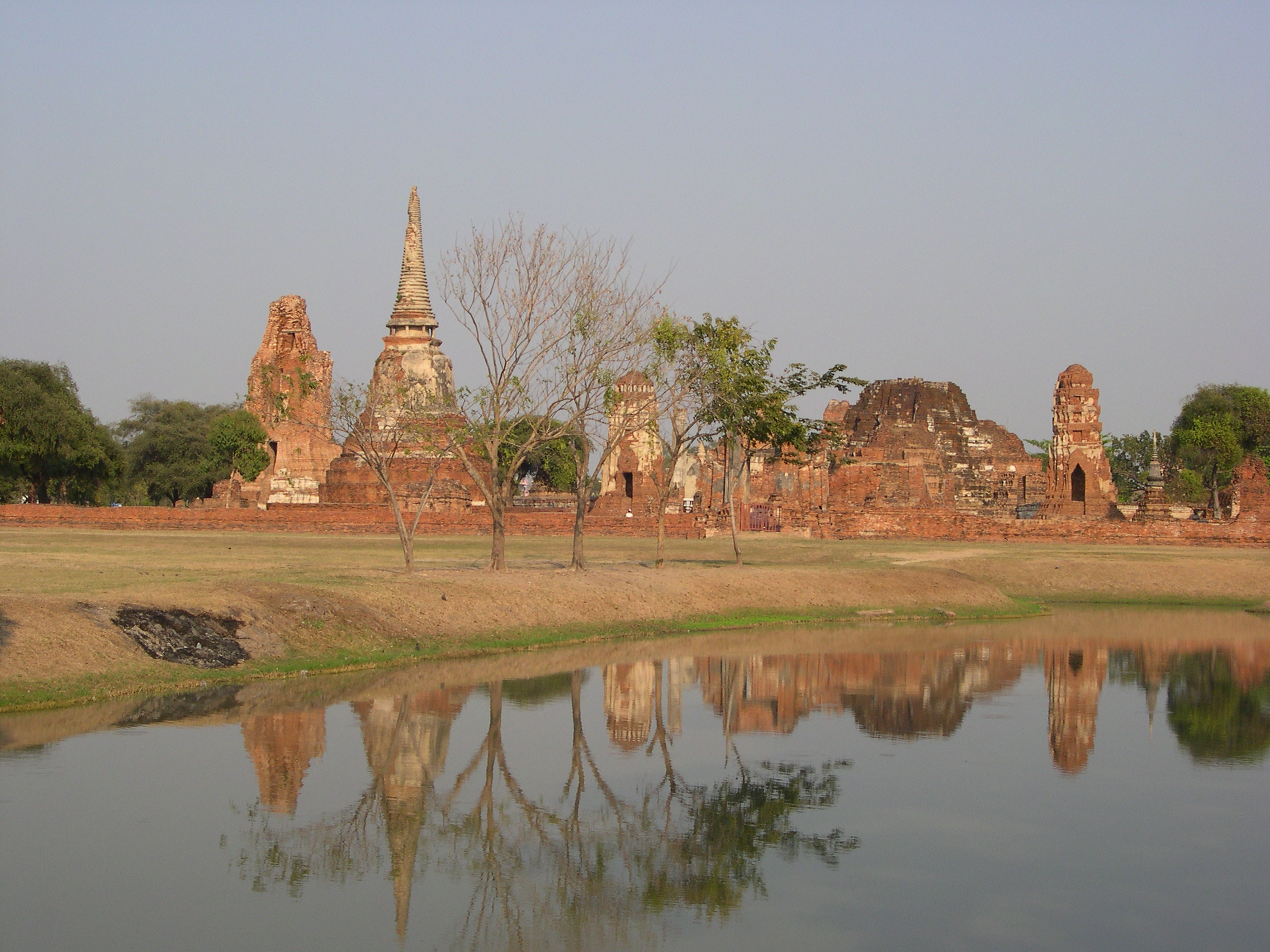
Vue d'ensemble du Wat Mahathat.

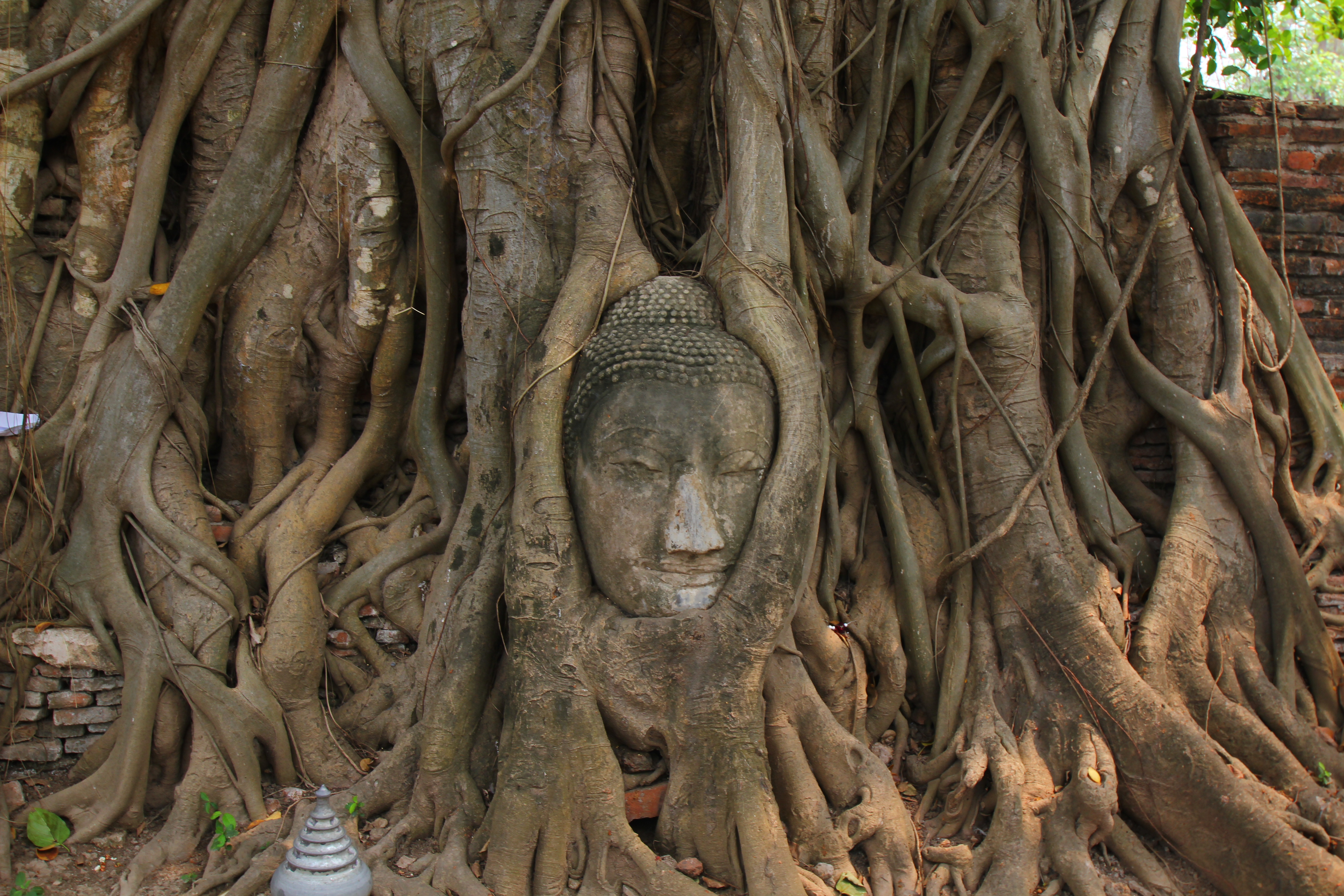
Curiosité, la tête de Bouddha du Wat Mahathat dans les racines d'un figuier étrangleur

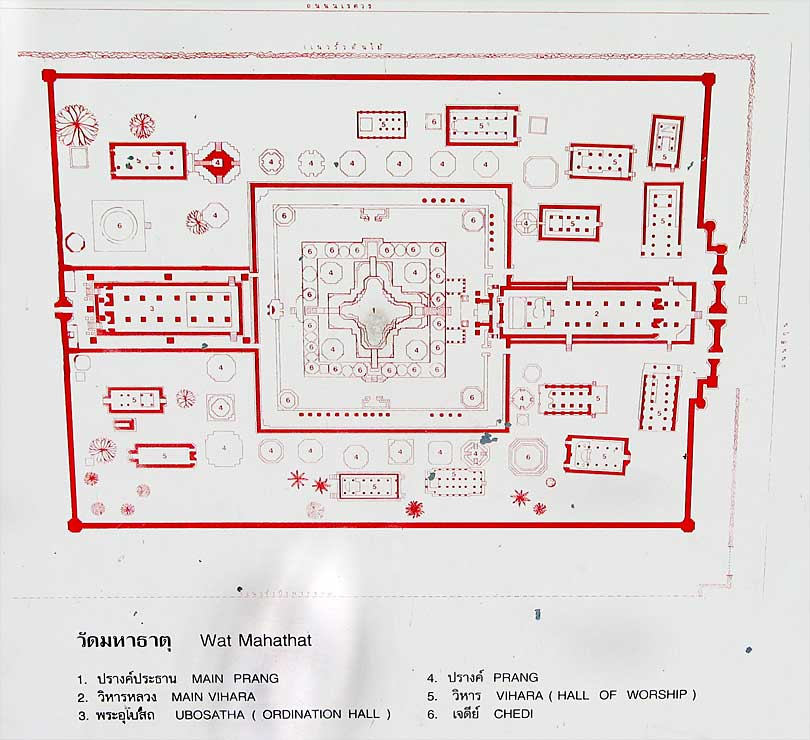
Plan du Wat Mahathat.
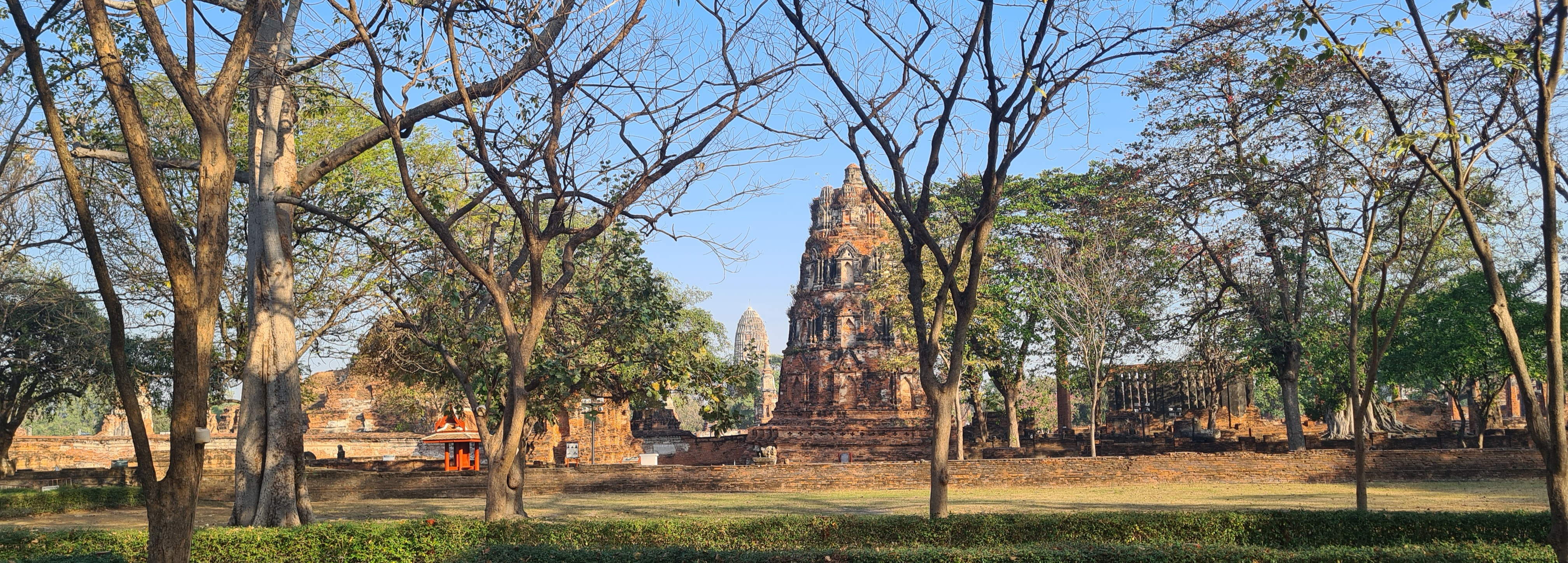
Vue d'ensemble avec mur d'enceinte et tour octogonale.
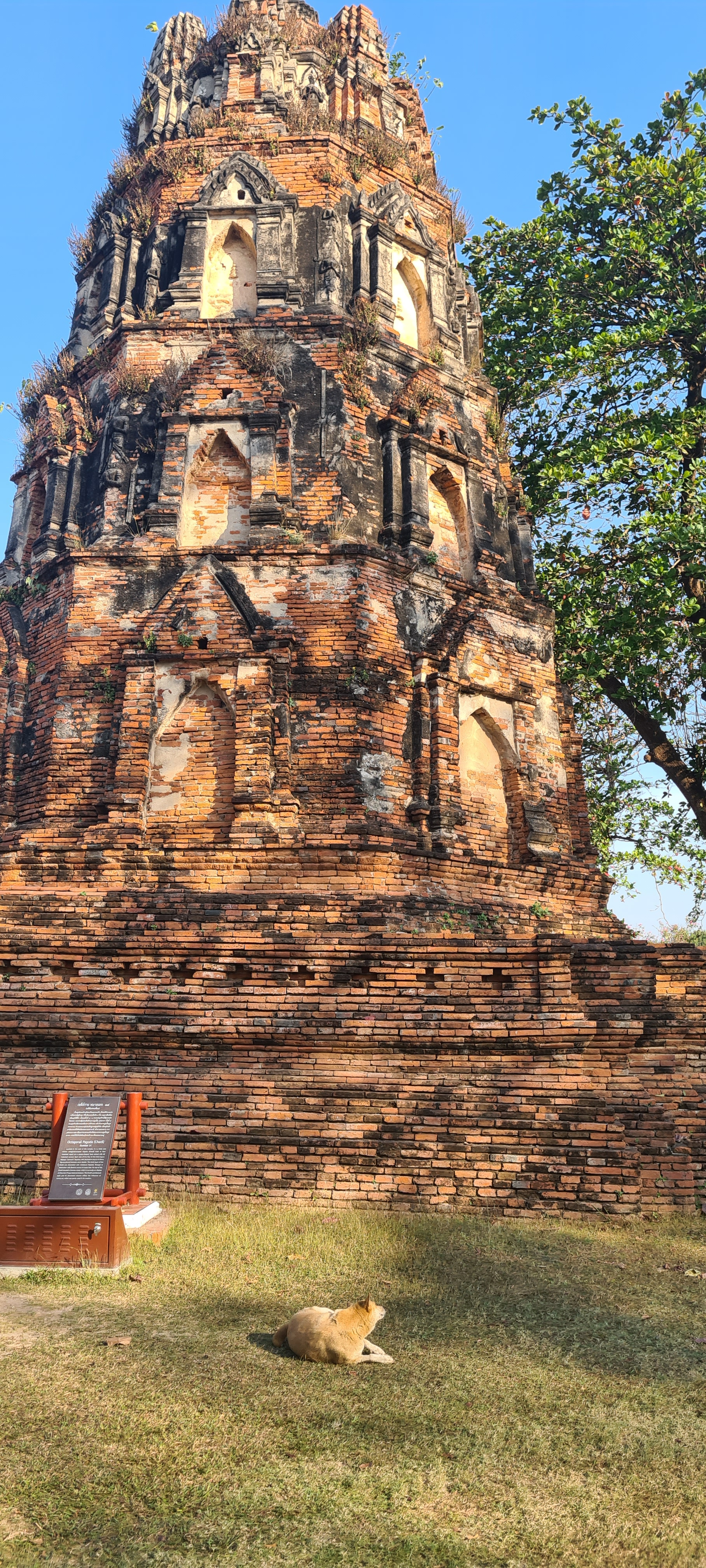
Tour octogonale
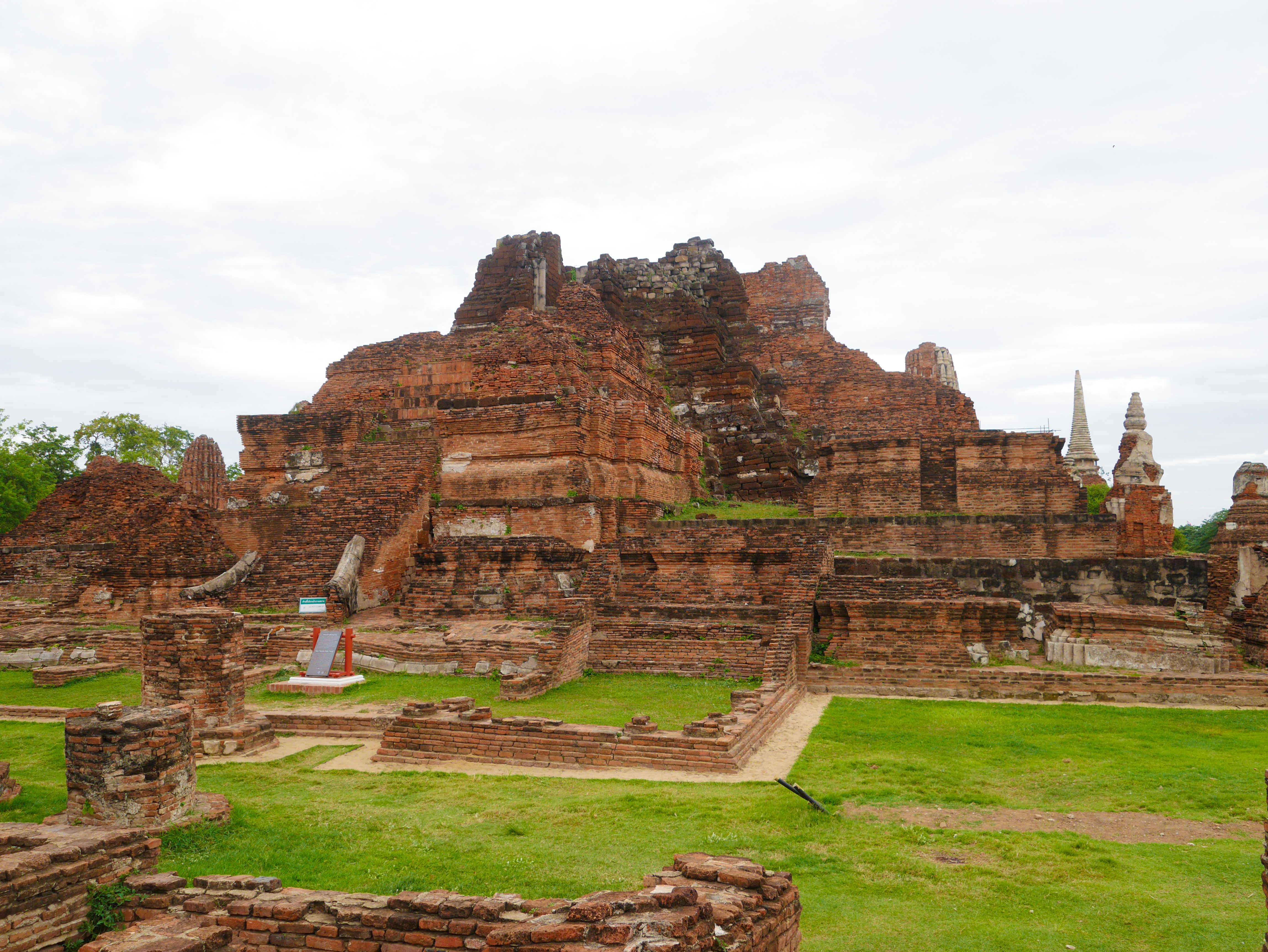
Prang principal complètement effondré dont il ne reste que le socle.
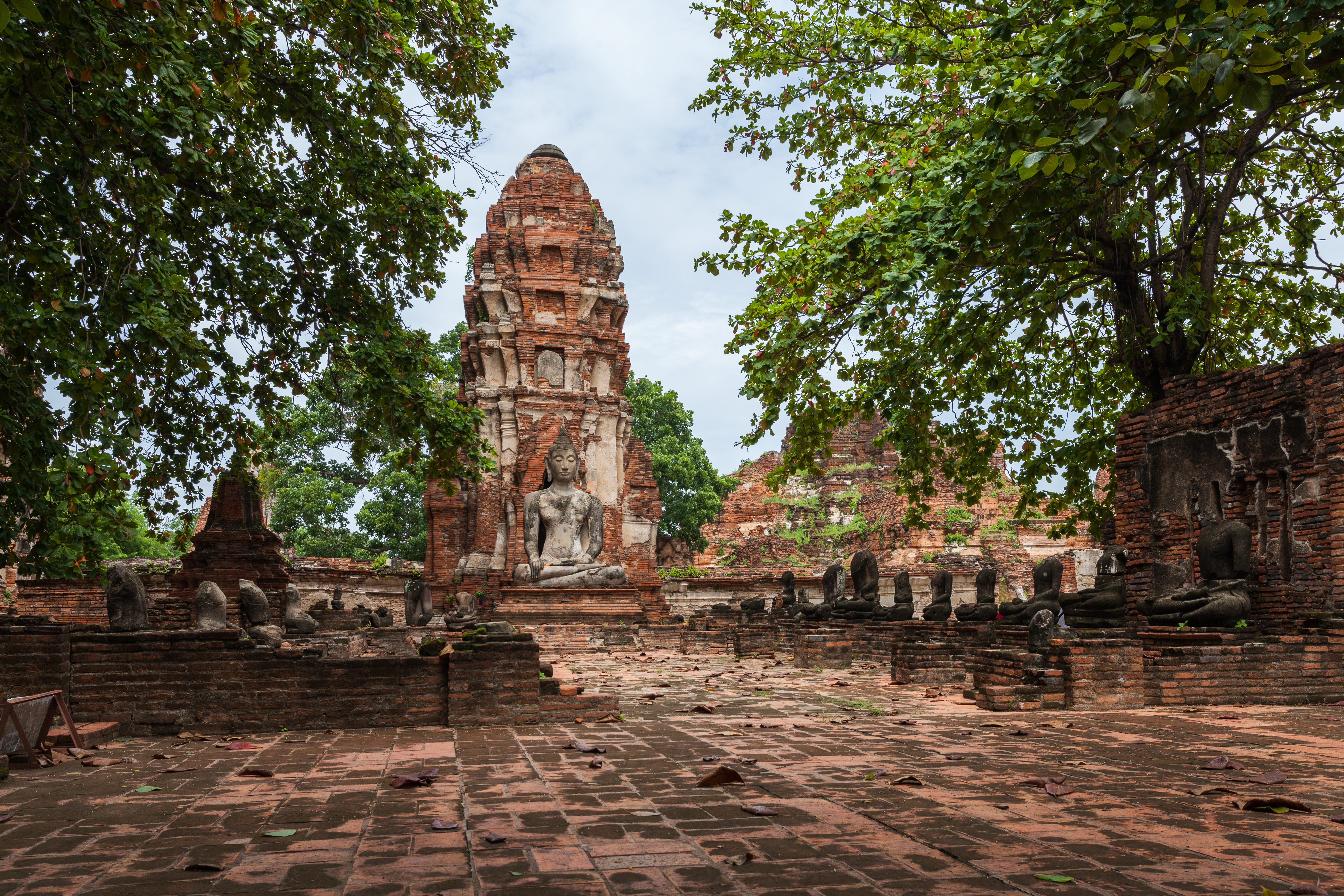
Wihan secondaire, Bouddha et Prang secondaire.

#### Wat Ratchaburana

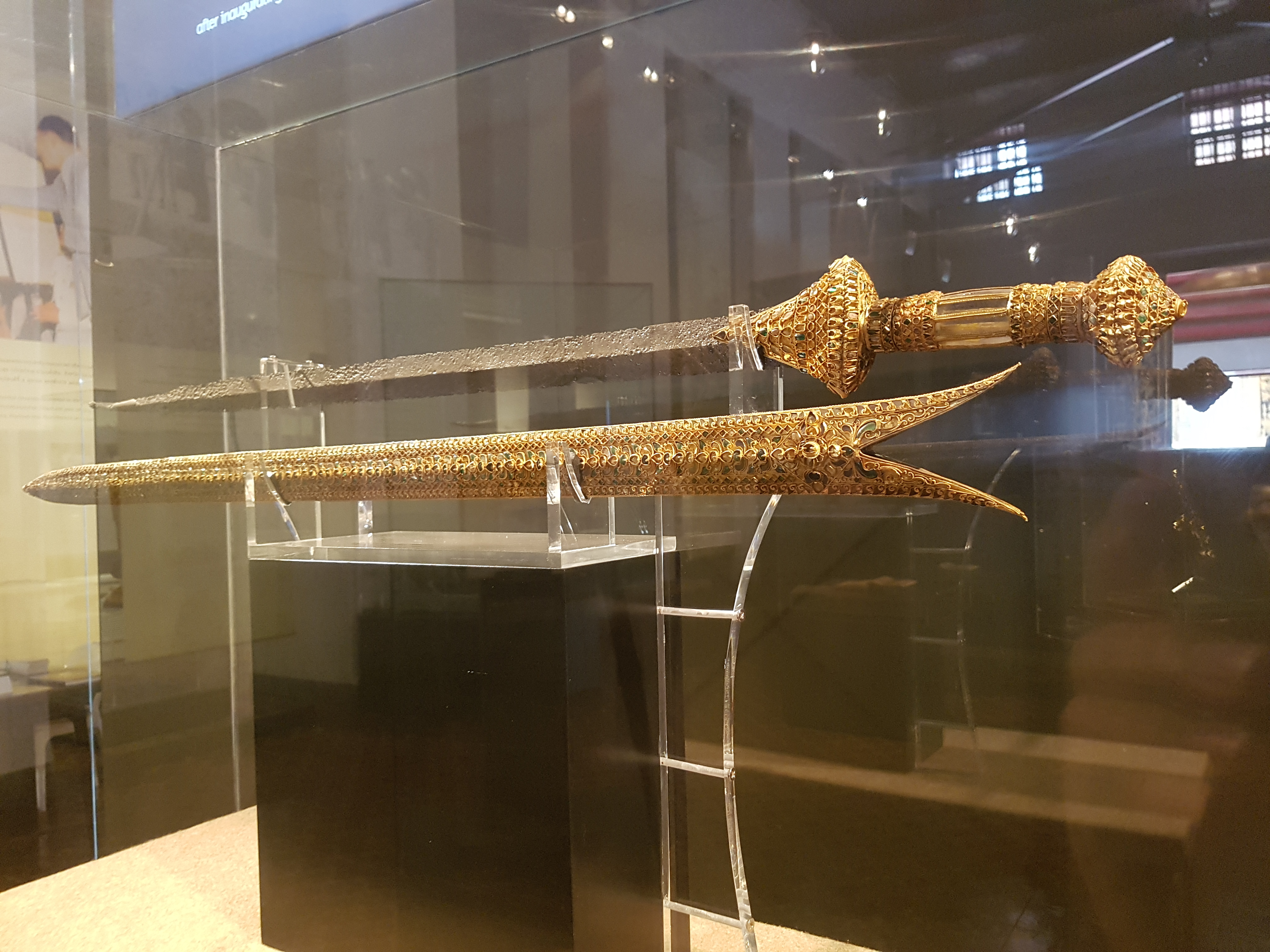
Epée trouvée lors des fouilles du Wat Ratchaburana, Musée national de Bangkok.

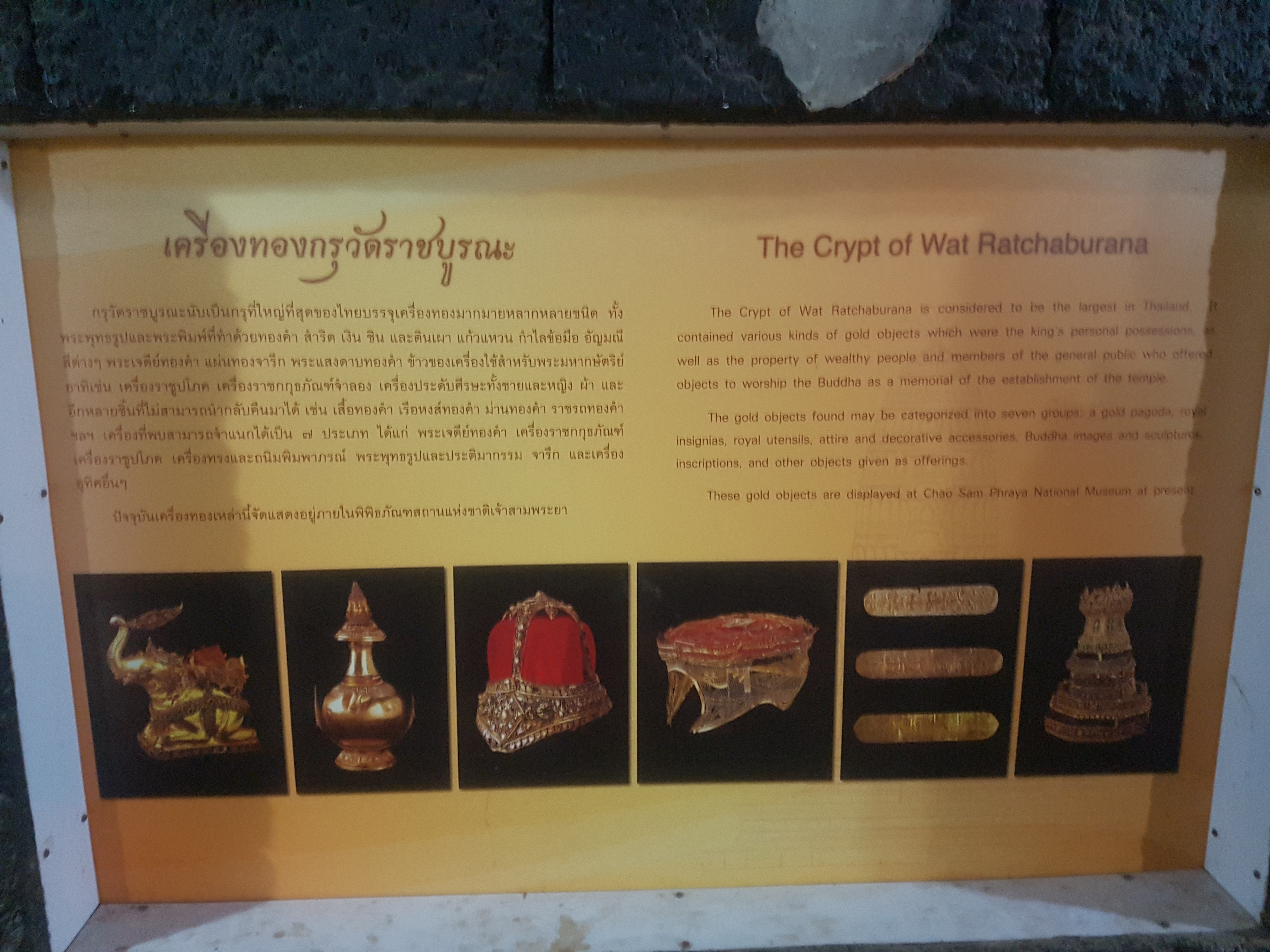
Trésor de la crypte de Wat Ratchaburana exposé au Musée national de Chao Sam Phraya.

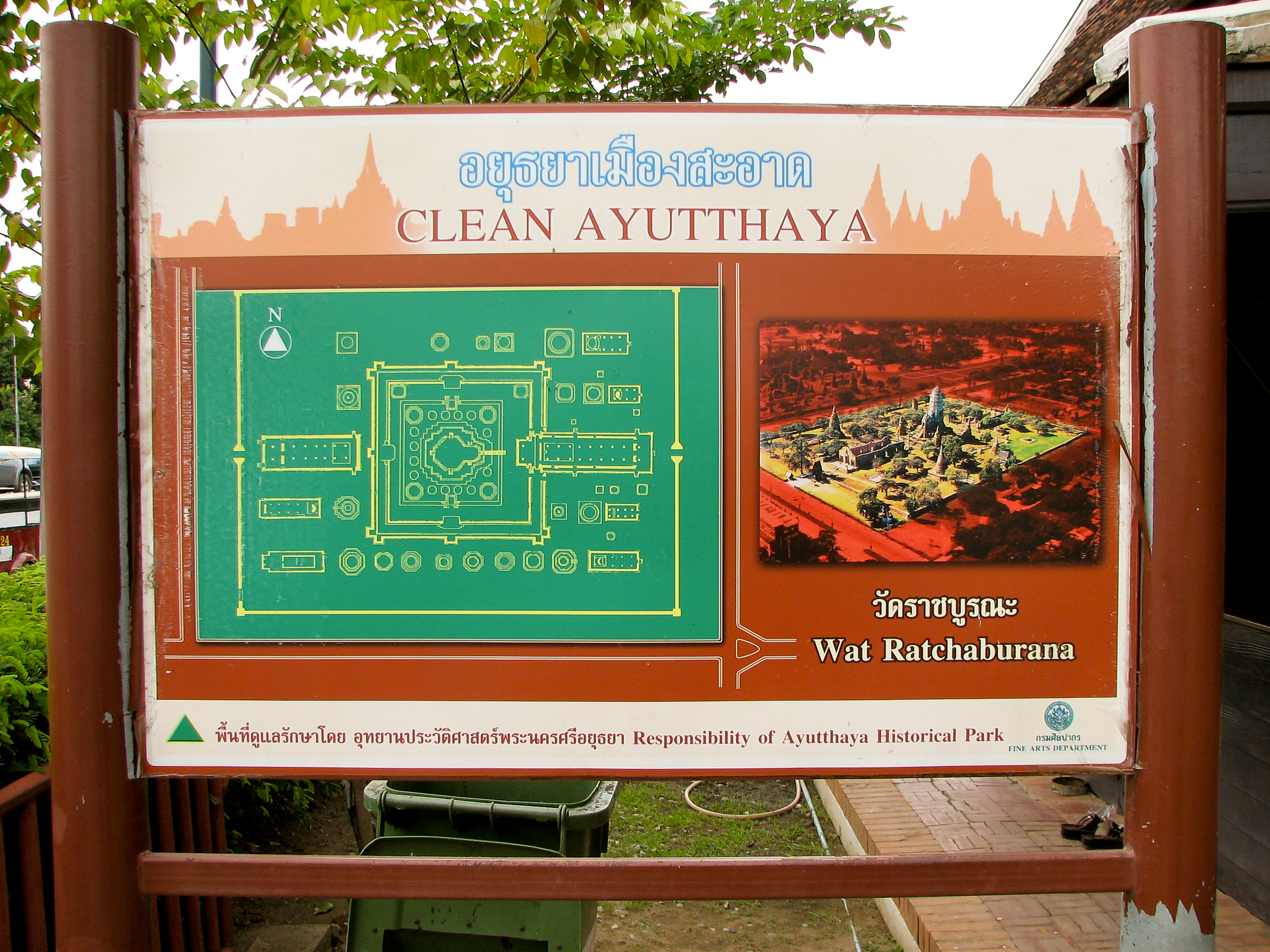
Plan de Wat Ratchburana.
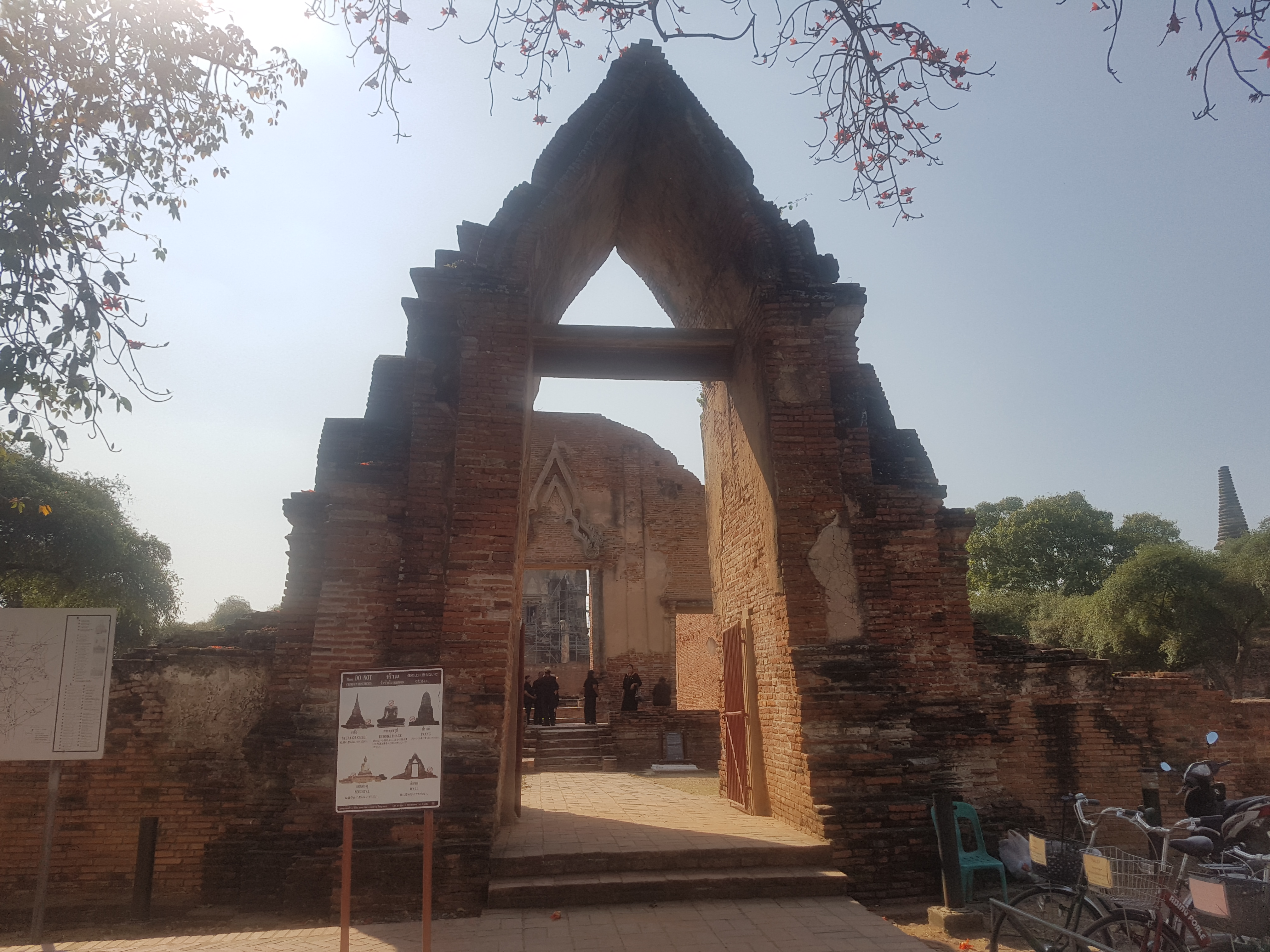
Porte d'entrée Est et façade Est du grand Wihan (vihan principal).
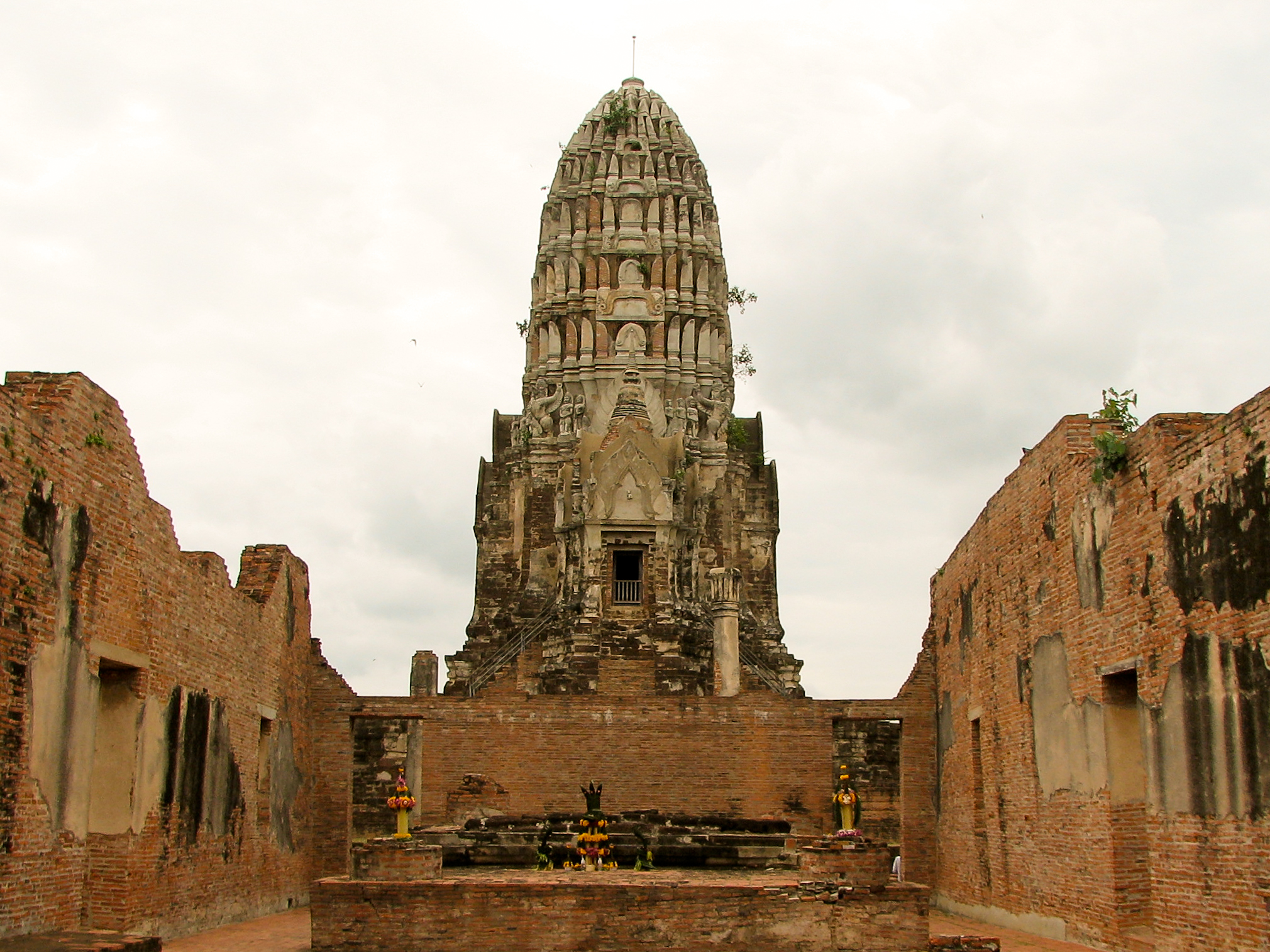
Intérieur du grand wihan et prang principal.
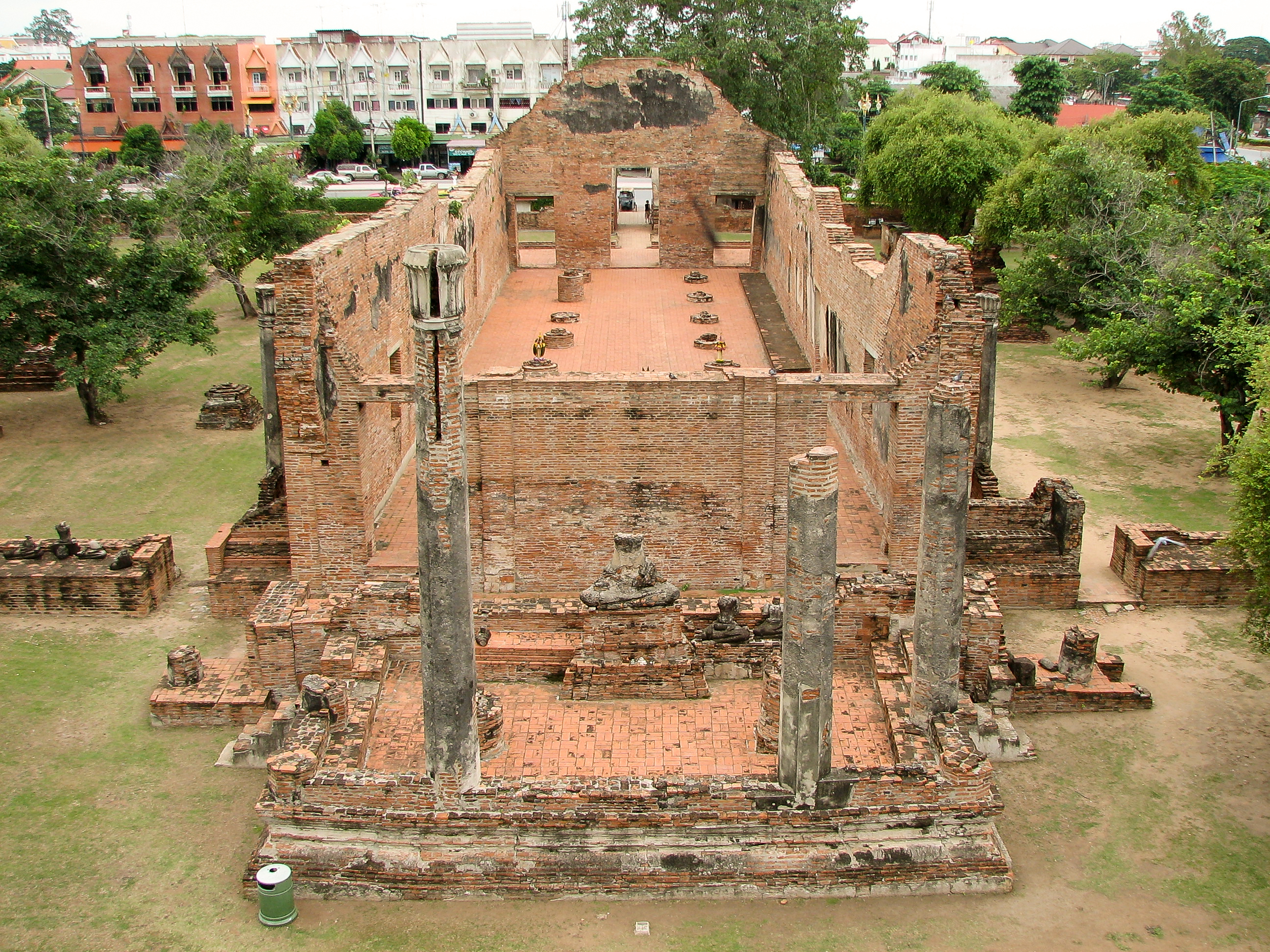
Grand wihan vu du prang principal.
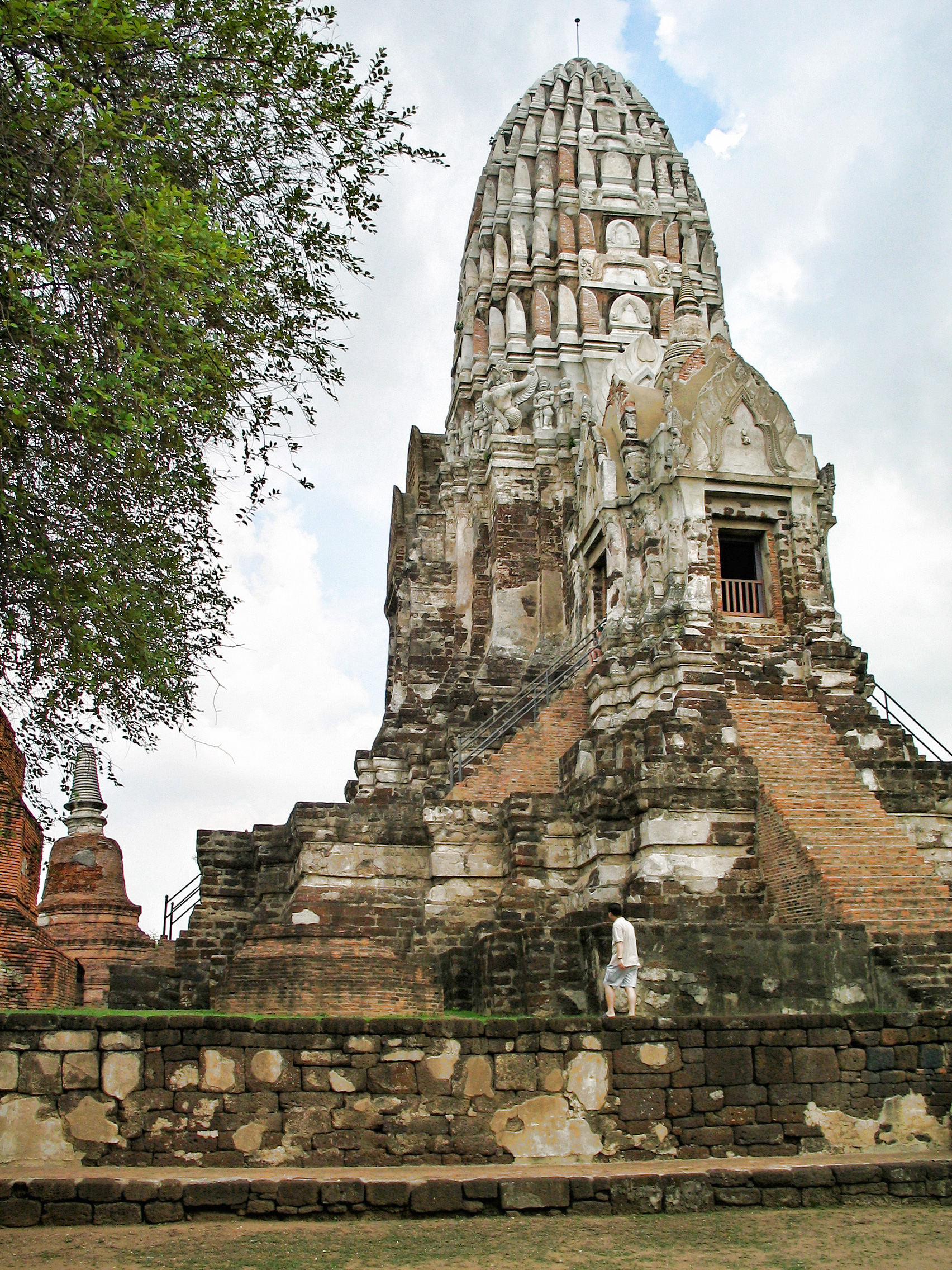
Prang principal.

#### Wat Phra Ram

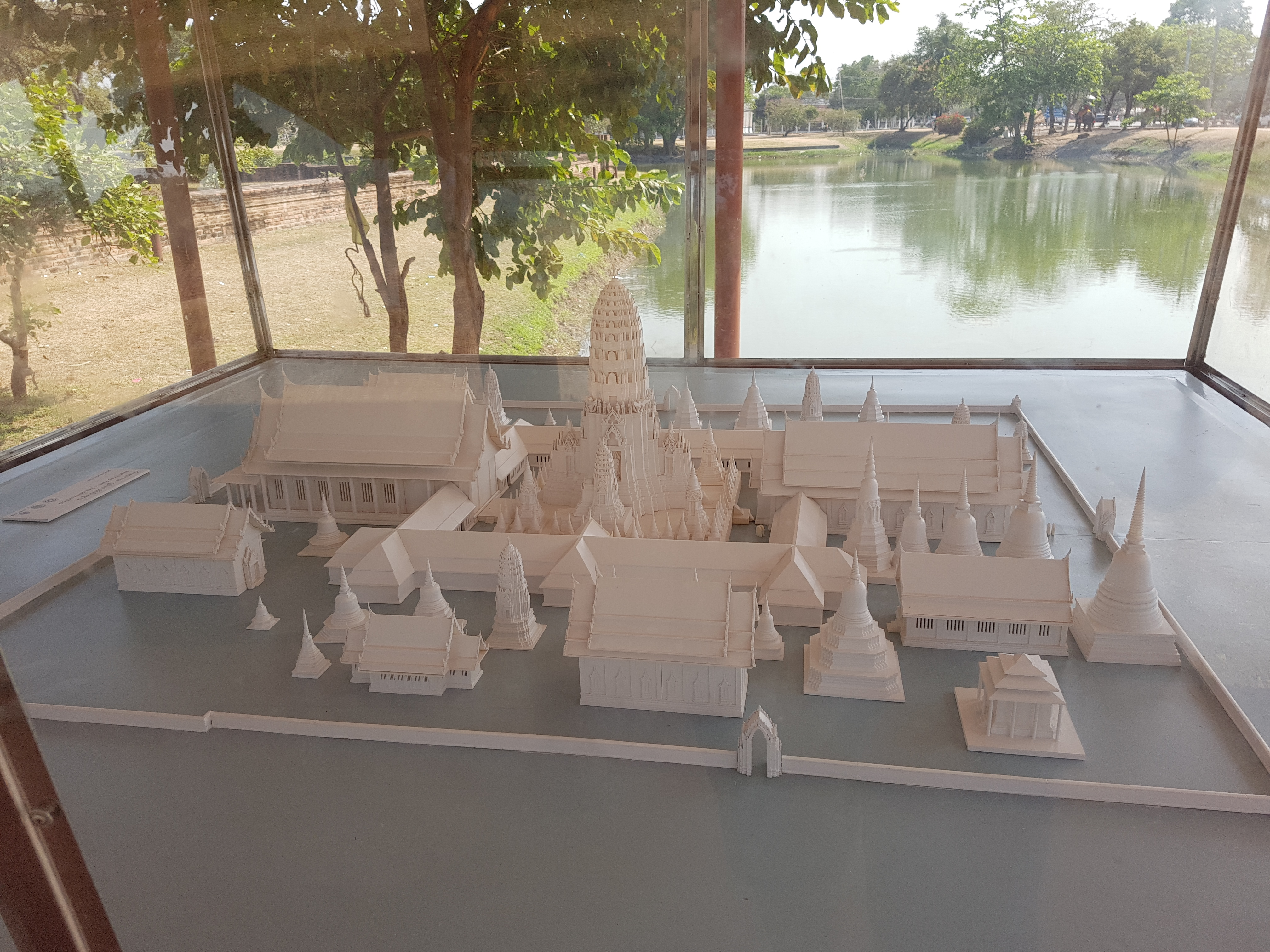
Maquette du Wat Phra Ram
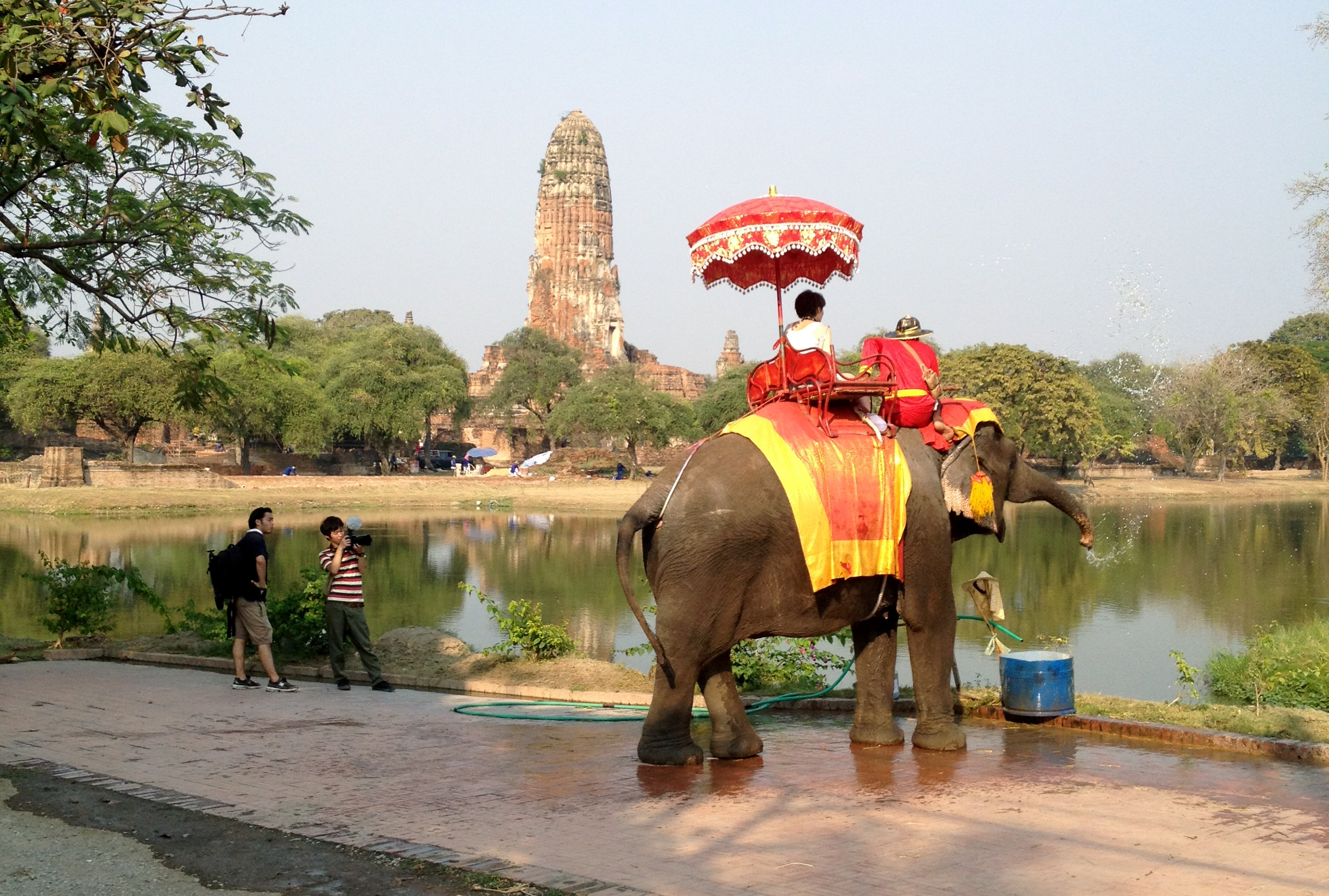
Elephant et Wat Phra Ram
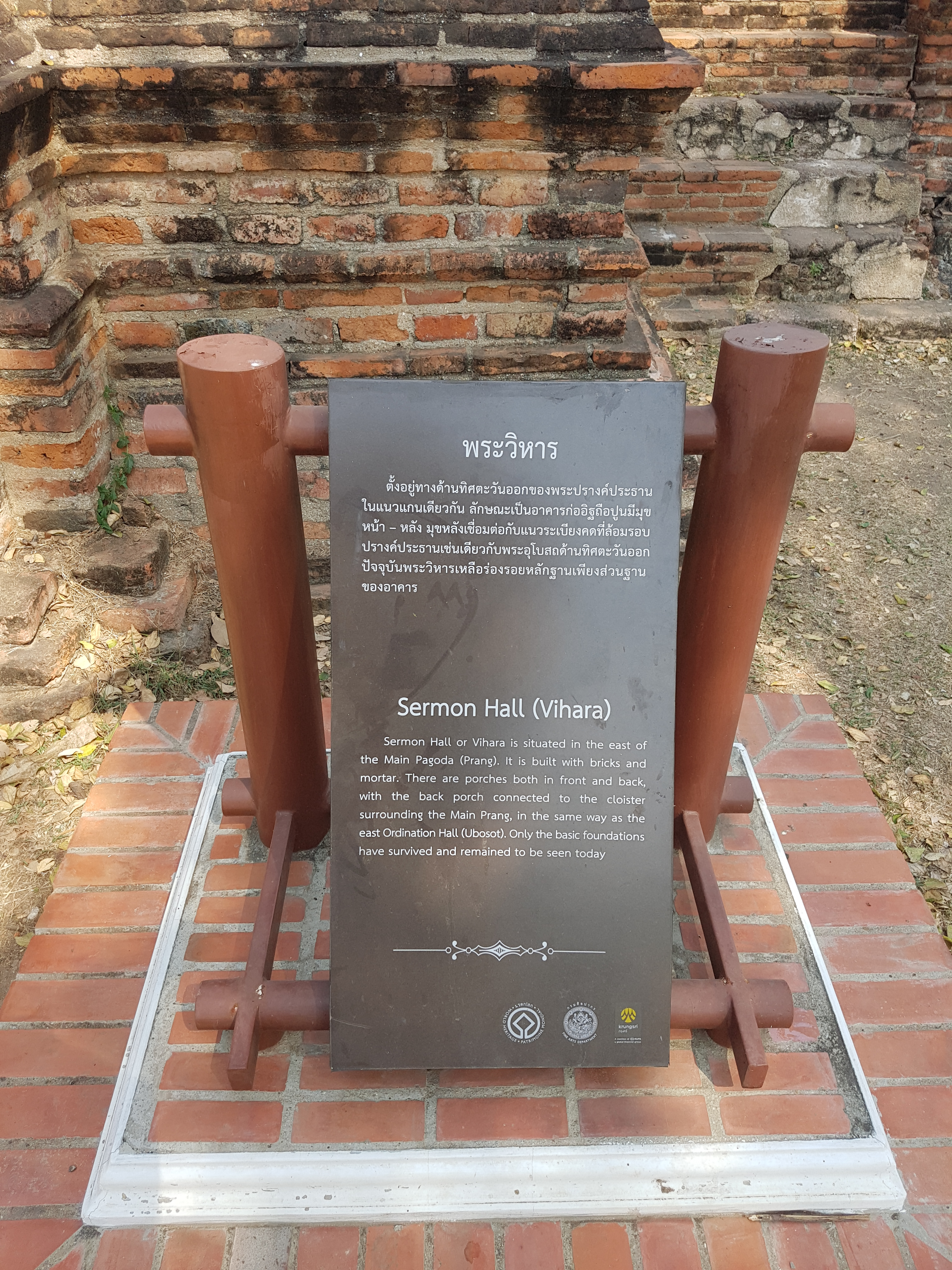
Panneau descriptif du Wihan principal en thaï et anglais
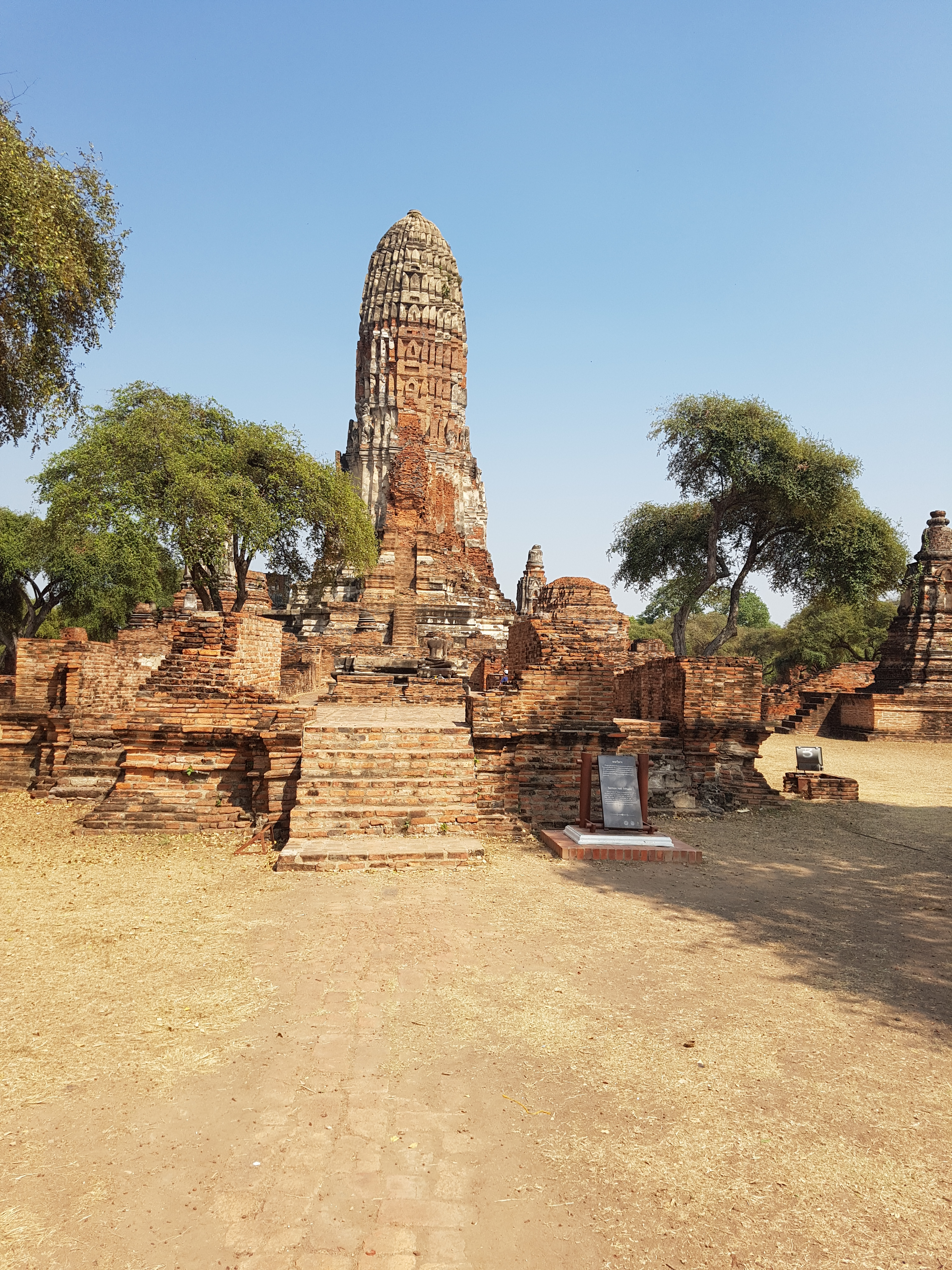
Wihan principal avec son escalier et en arrière-plan le prang principal sur un axe est-ouest
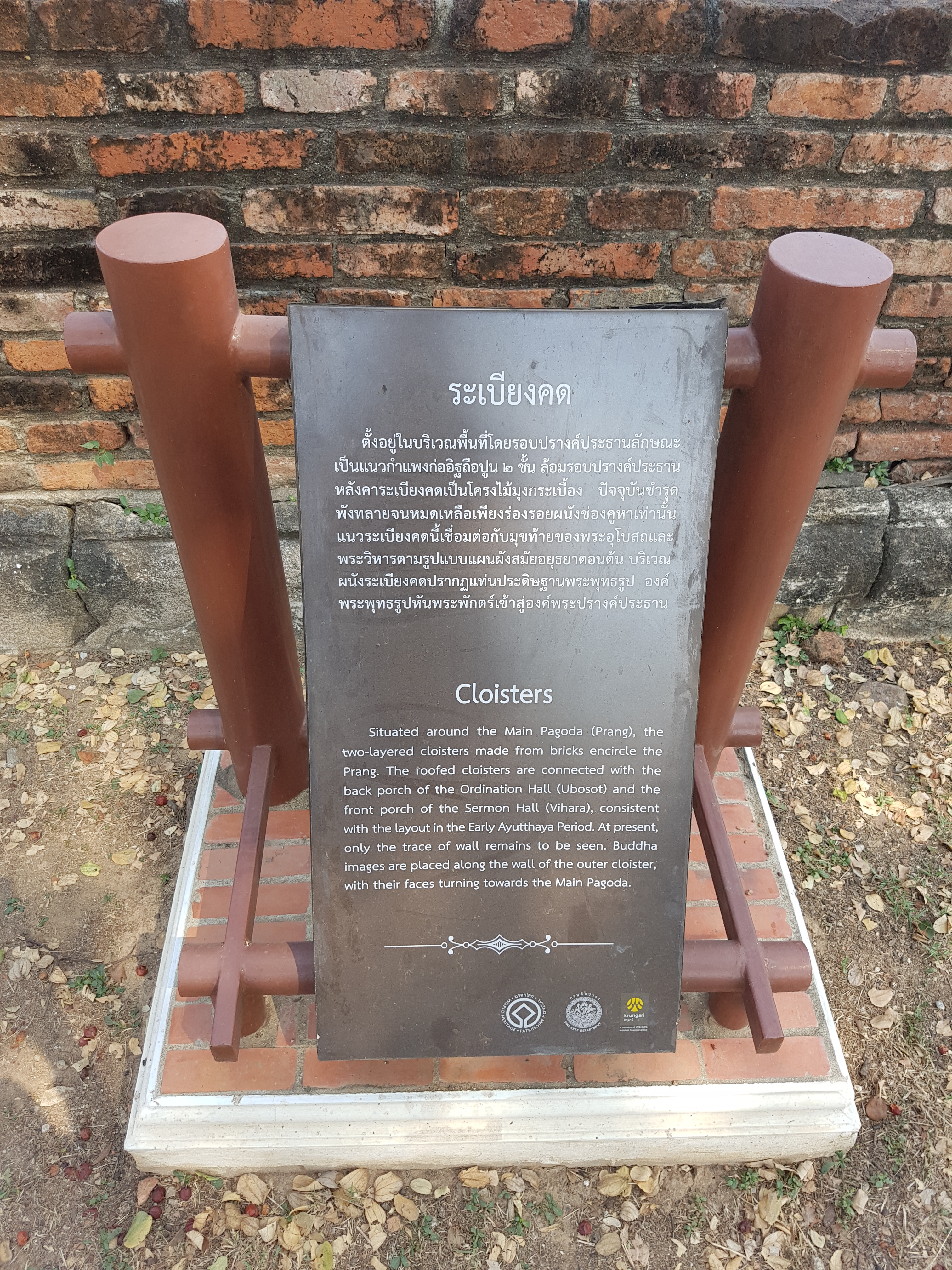
Panneau descriptif de la galerie couverte entourant le prang principal
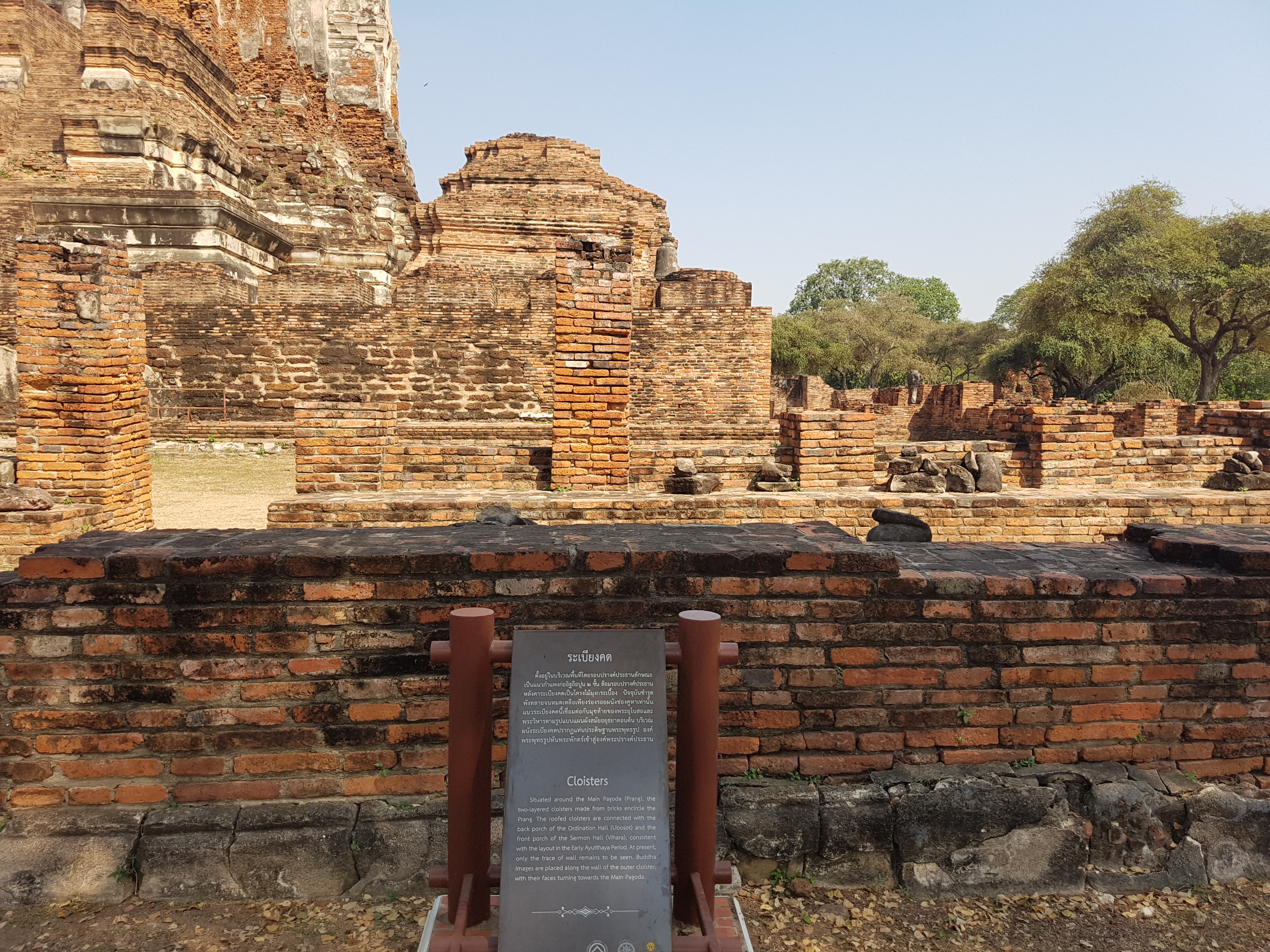
Ruines de la galerie couverte et en arrière-plan socle du prang principal
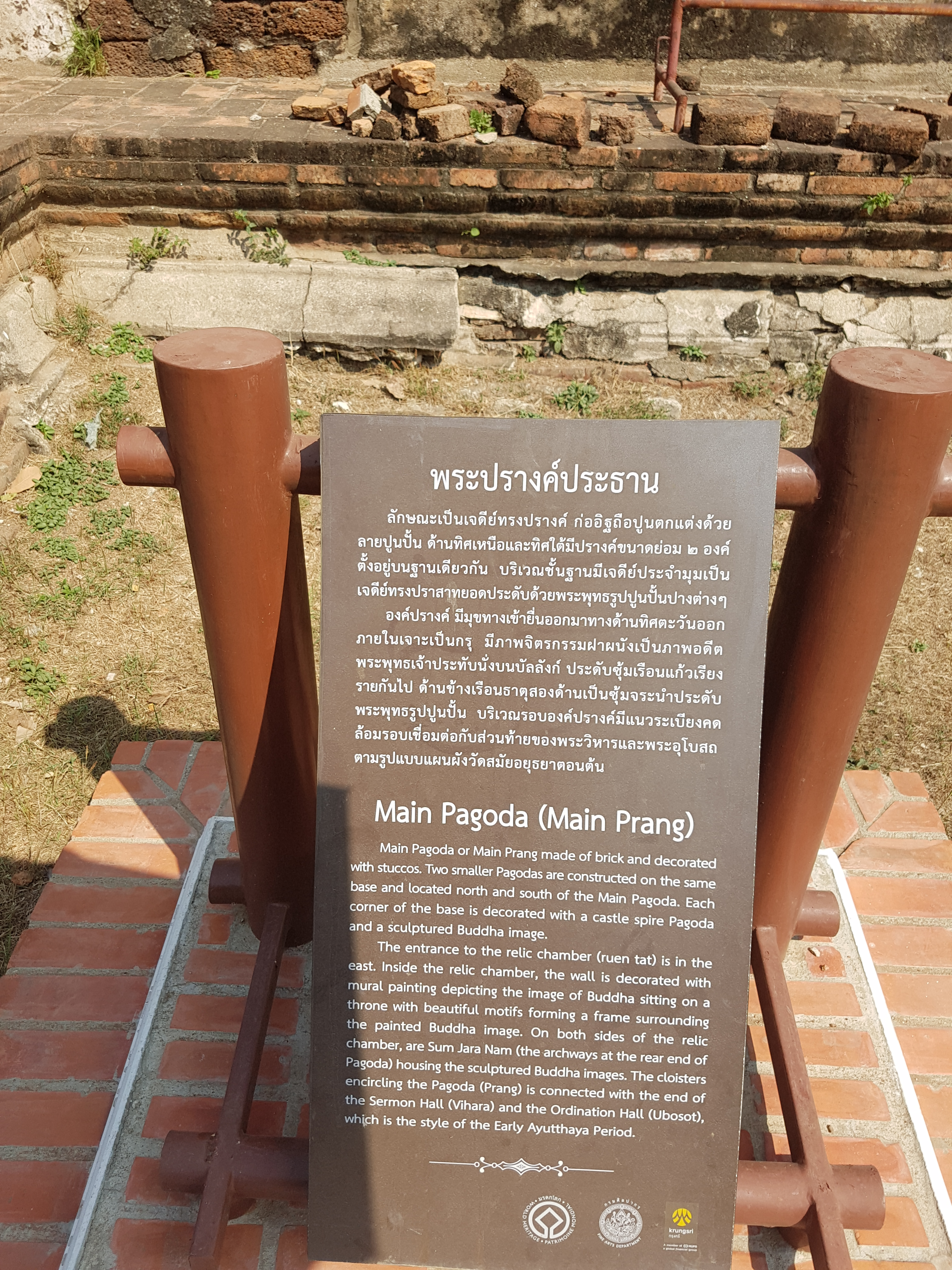
Panneau descriptif du prang principal
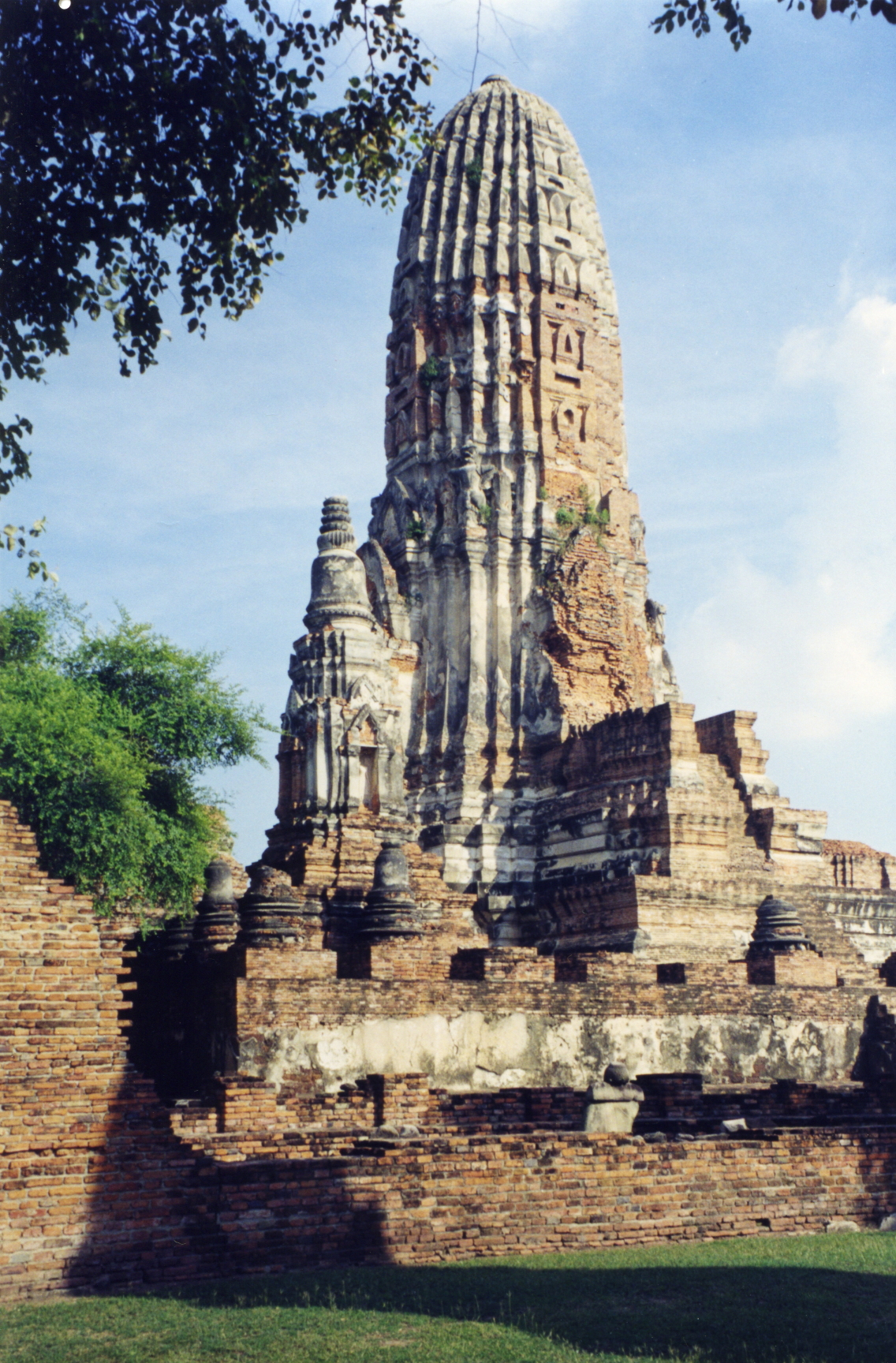
Prang principal et un chedi (stupa)
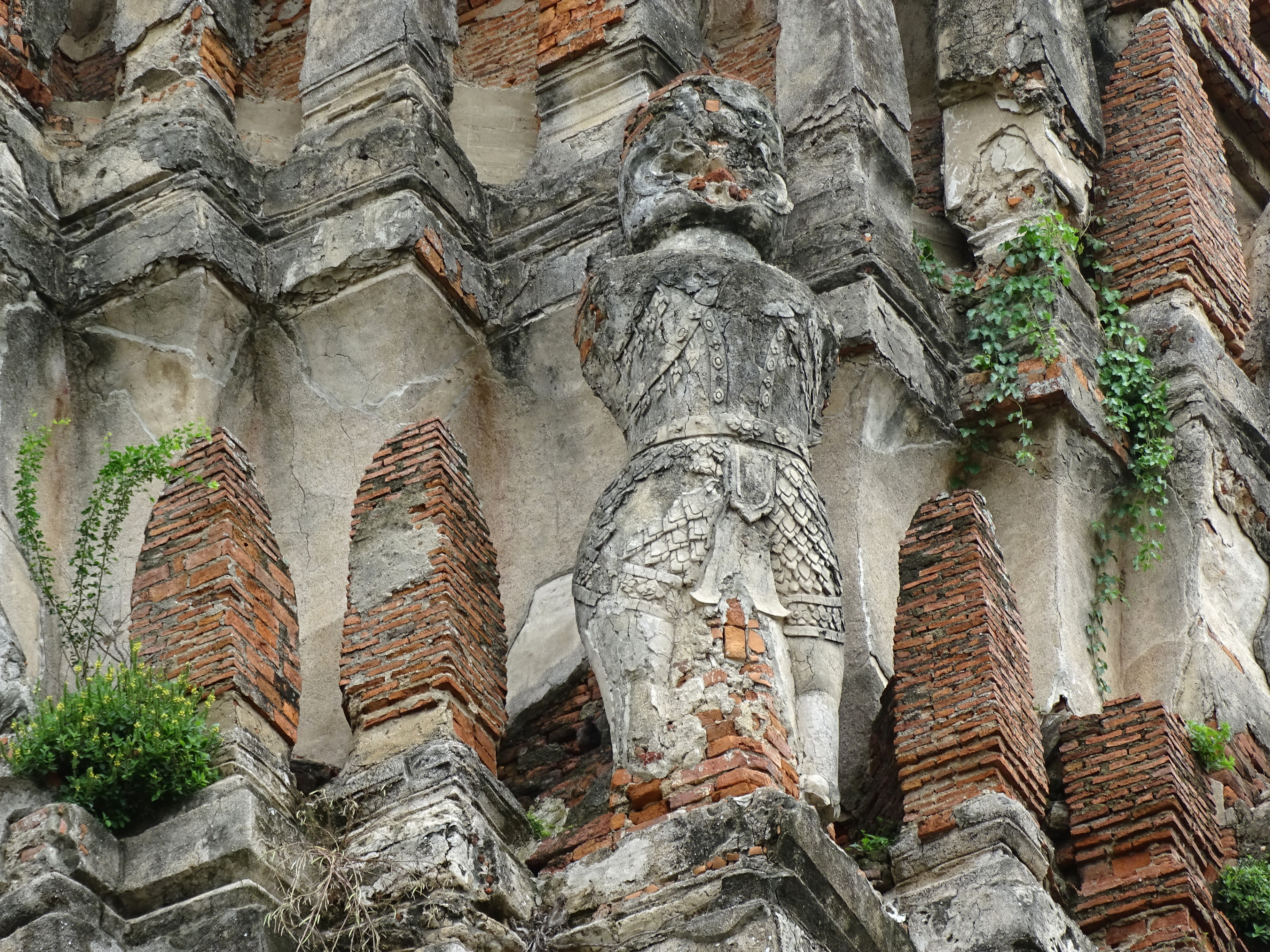
Statue de Garuda constituée de briques et stuc d'origine
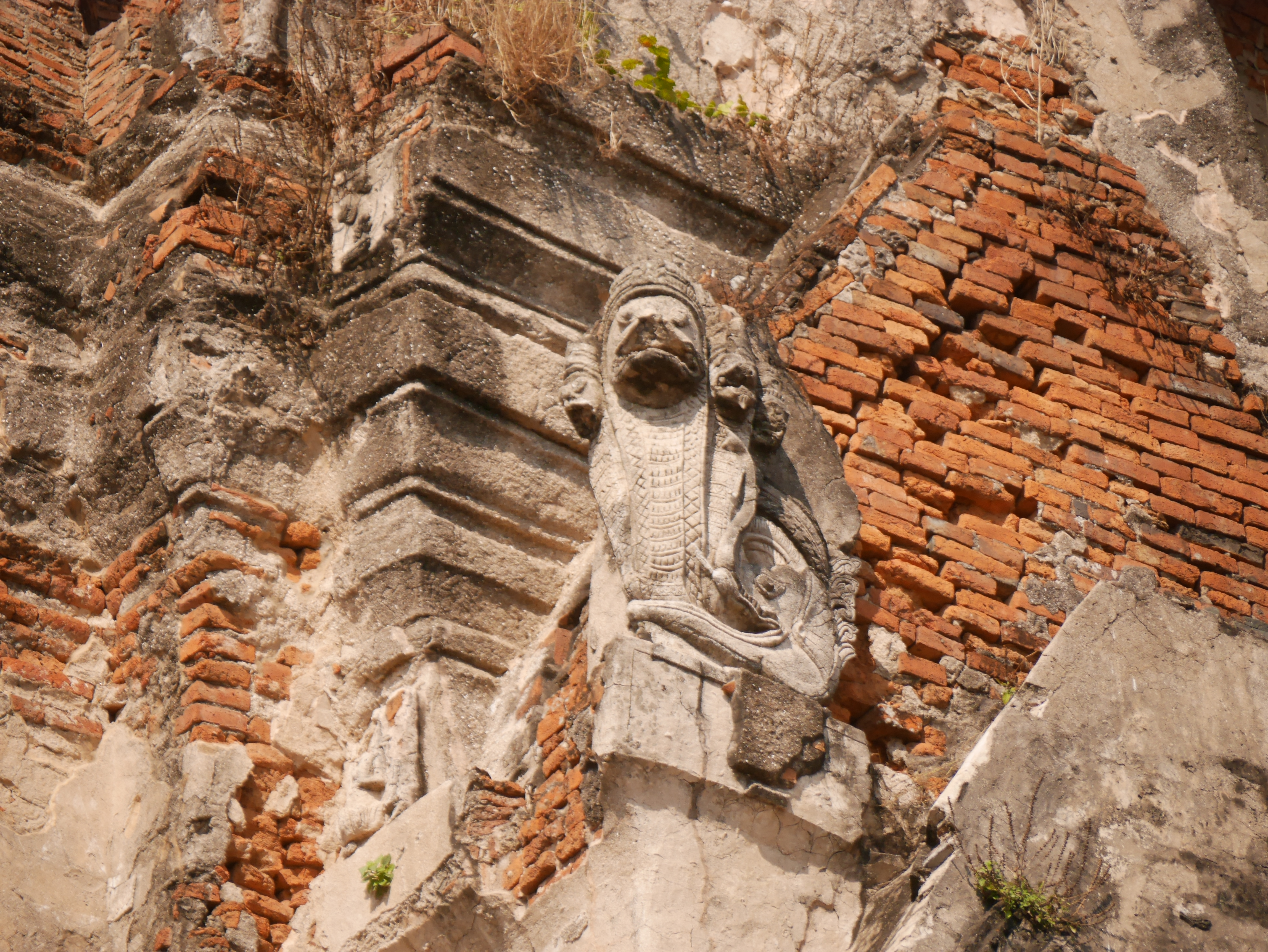
Statue de naga constituée de briques et stuc d'origine

#### Boudha couché du Wat Lokaya Sutharan

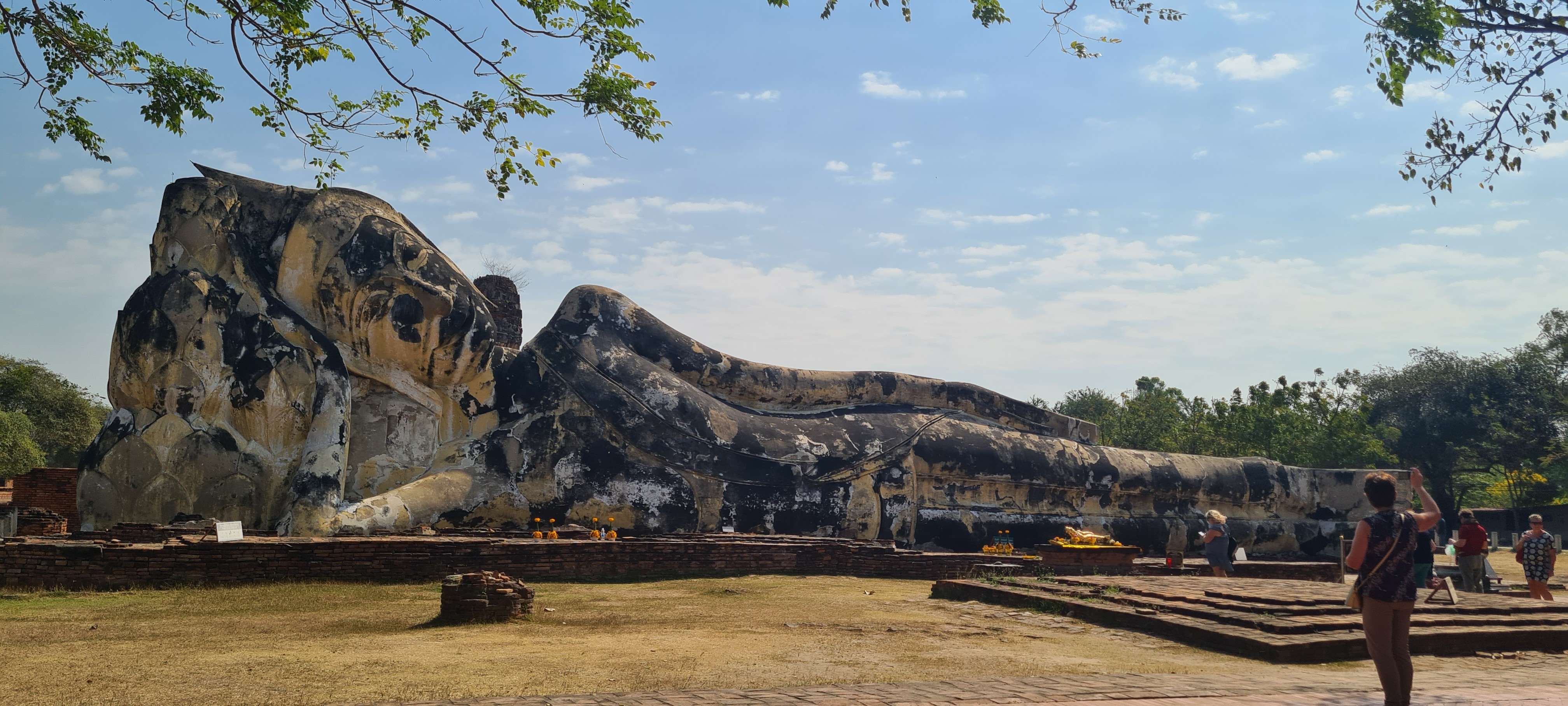
Bouddha couché avec son oreiller de lotus caractéristique du XVIe siècle.
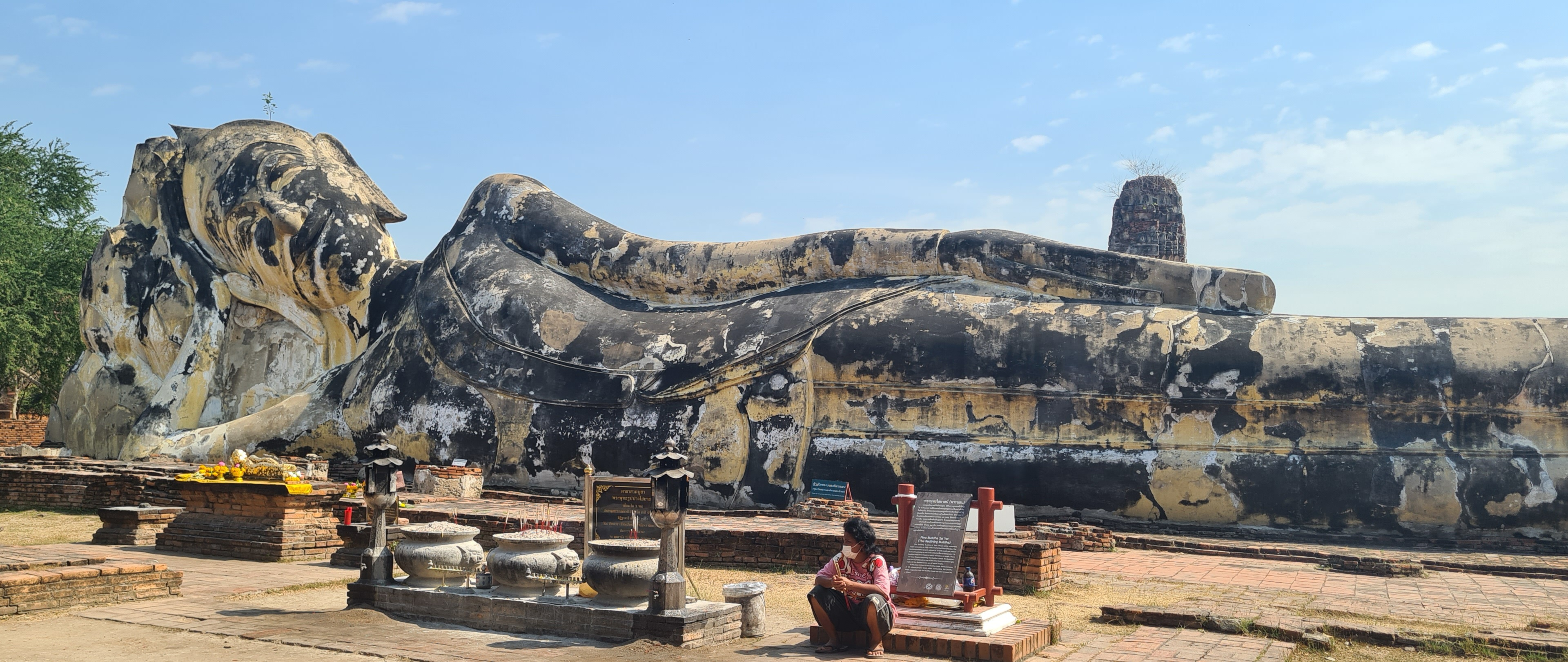
Il mesure 20 mètres de long.
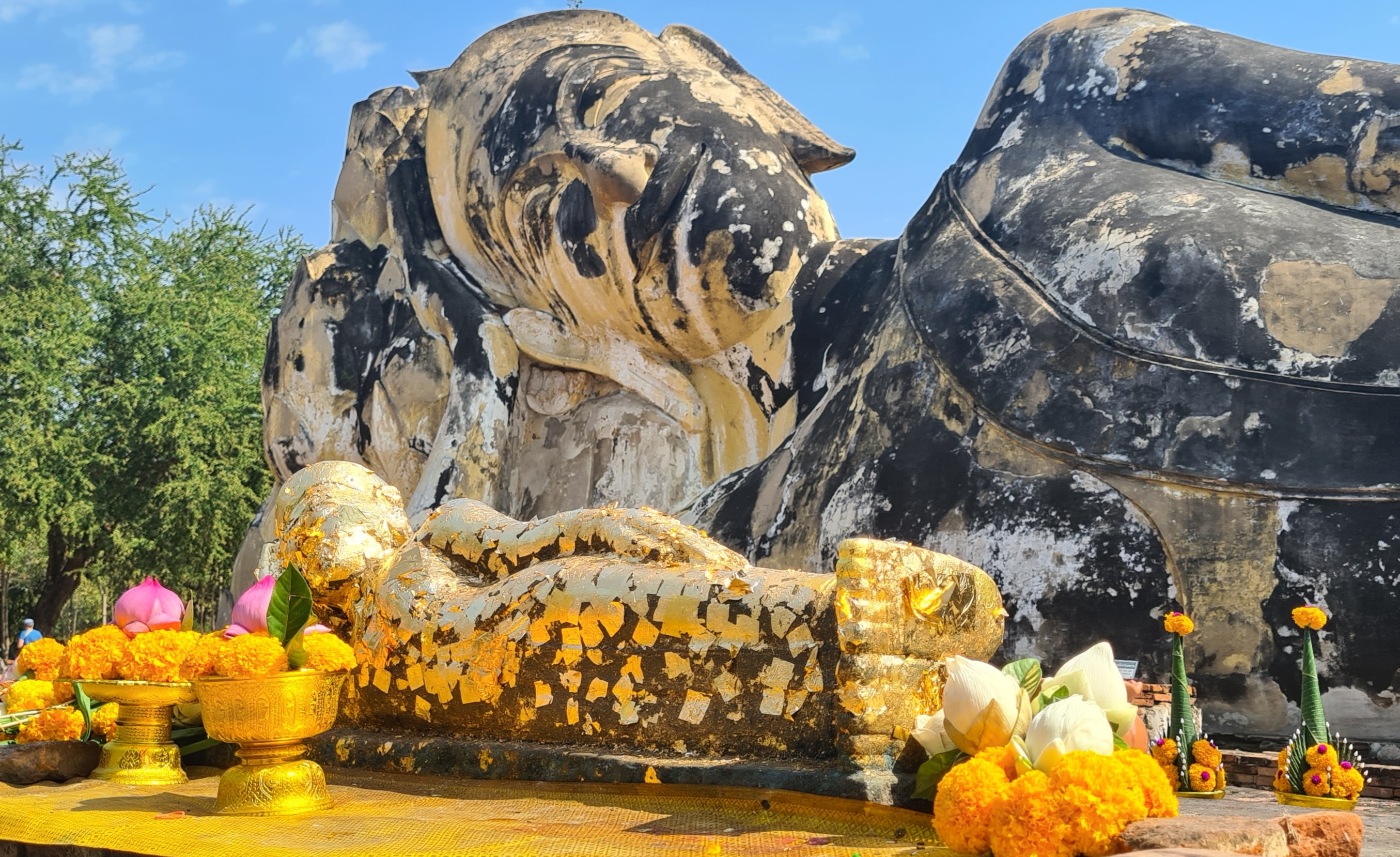
Offrande de fleurs jaunes, de fleurs de lotus et de feuilles d'or.

### Wihan Phra Mongkon abritant le plus grand Bouddha de bronze de Thaïlande, le seul sanctuaire en activité de nos jours dans le parc historique d'Ayutthaya

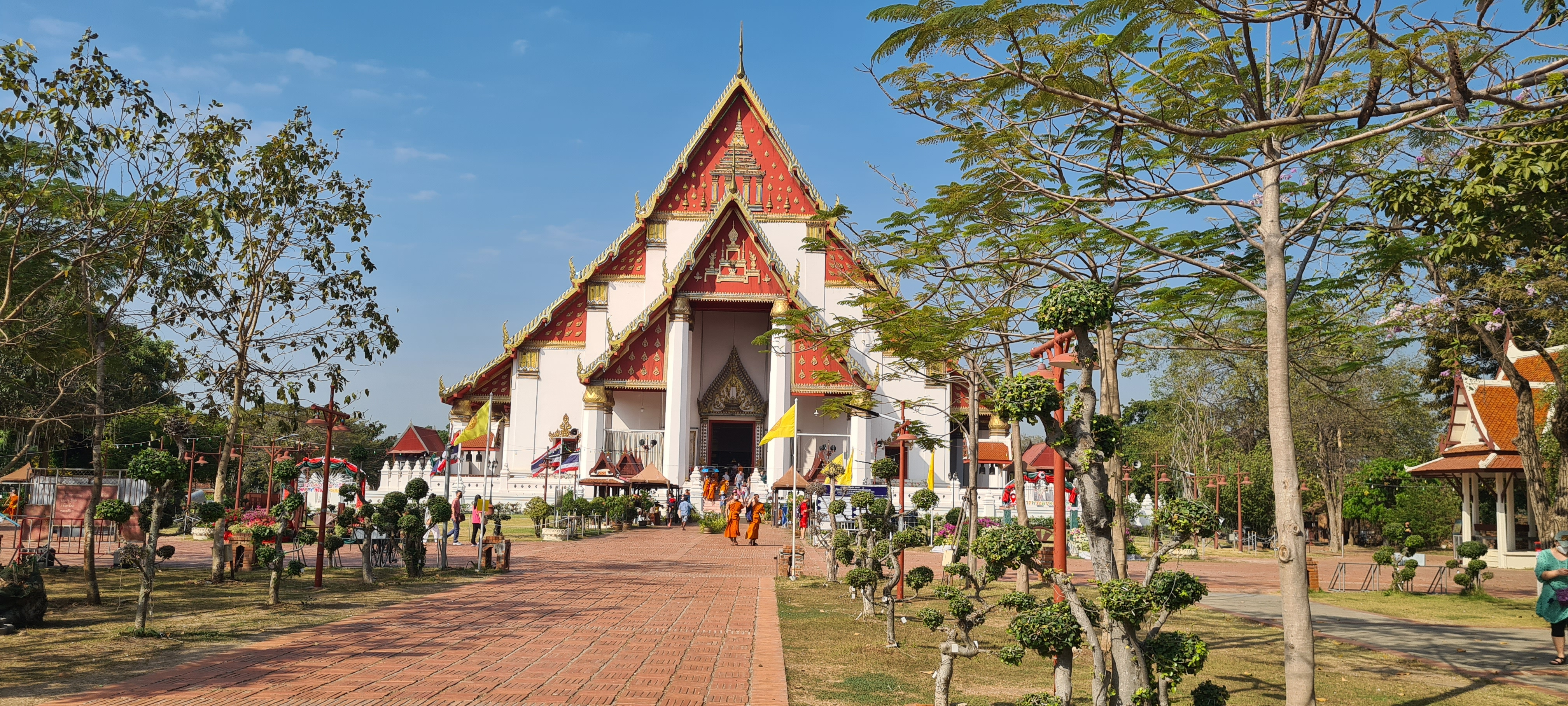
Le vihan Phra Mongkon.
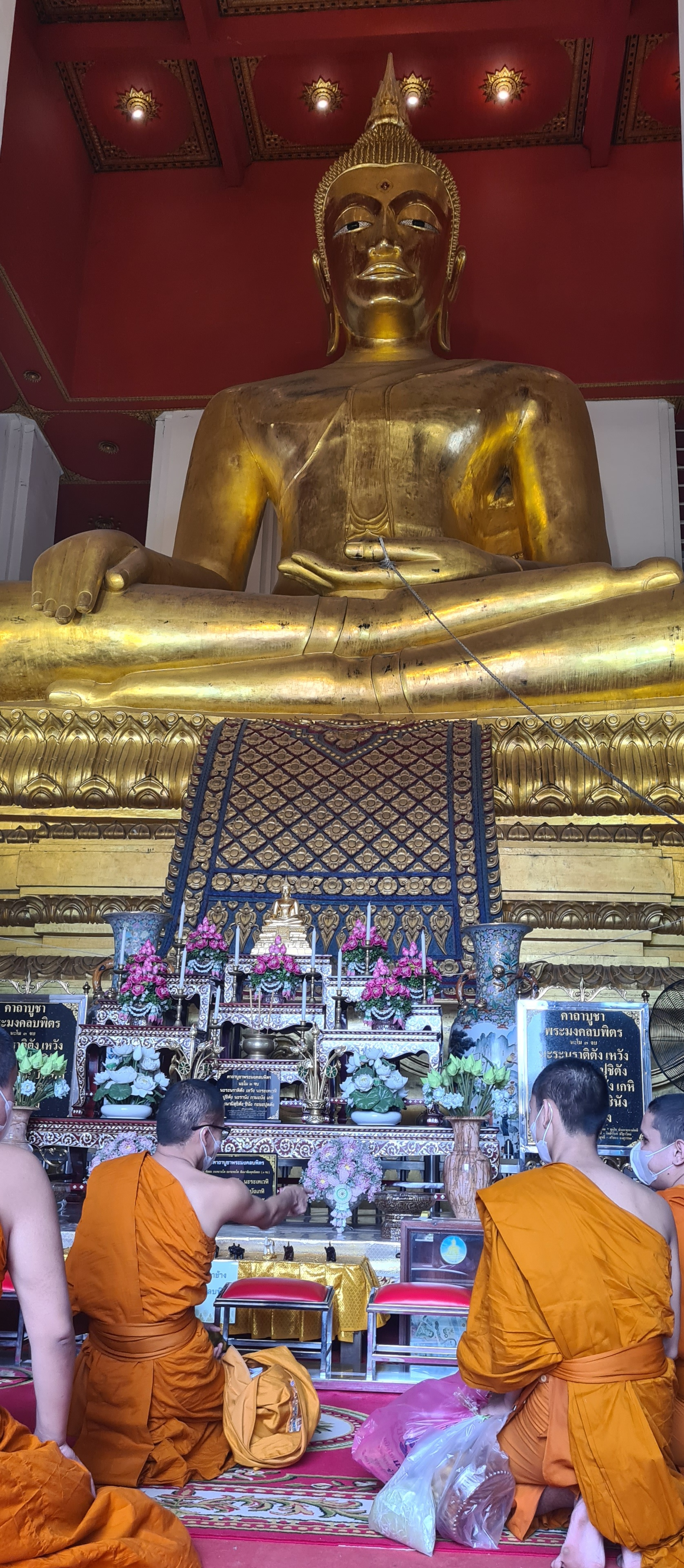
Le plus grand Bouddha de bronze de Thaïlande (12 mètres de haut sans le socle ; 19 mètres avec).
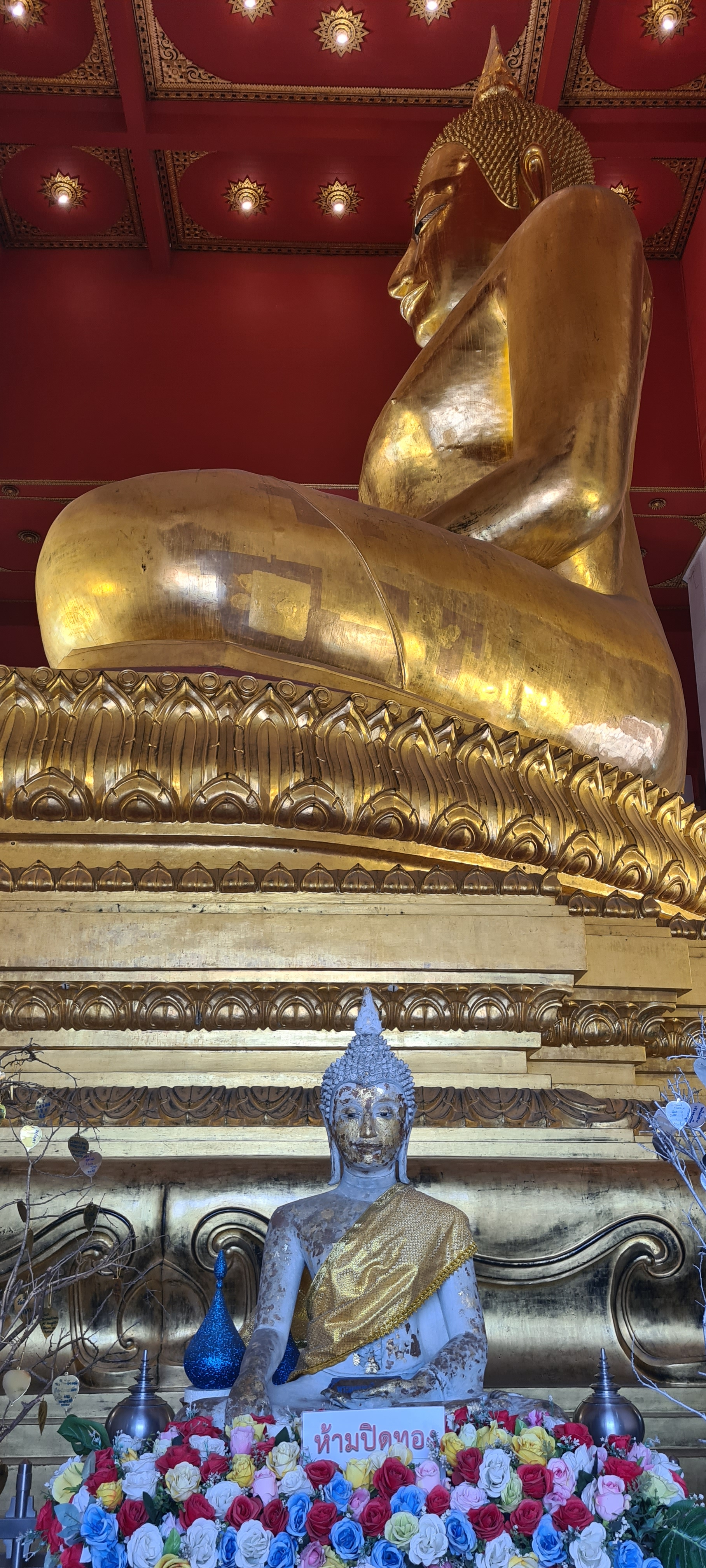
Le plus grand Bouddha de bronze de Thaïlande de profil.
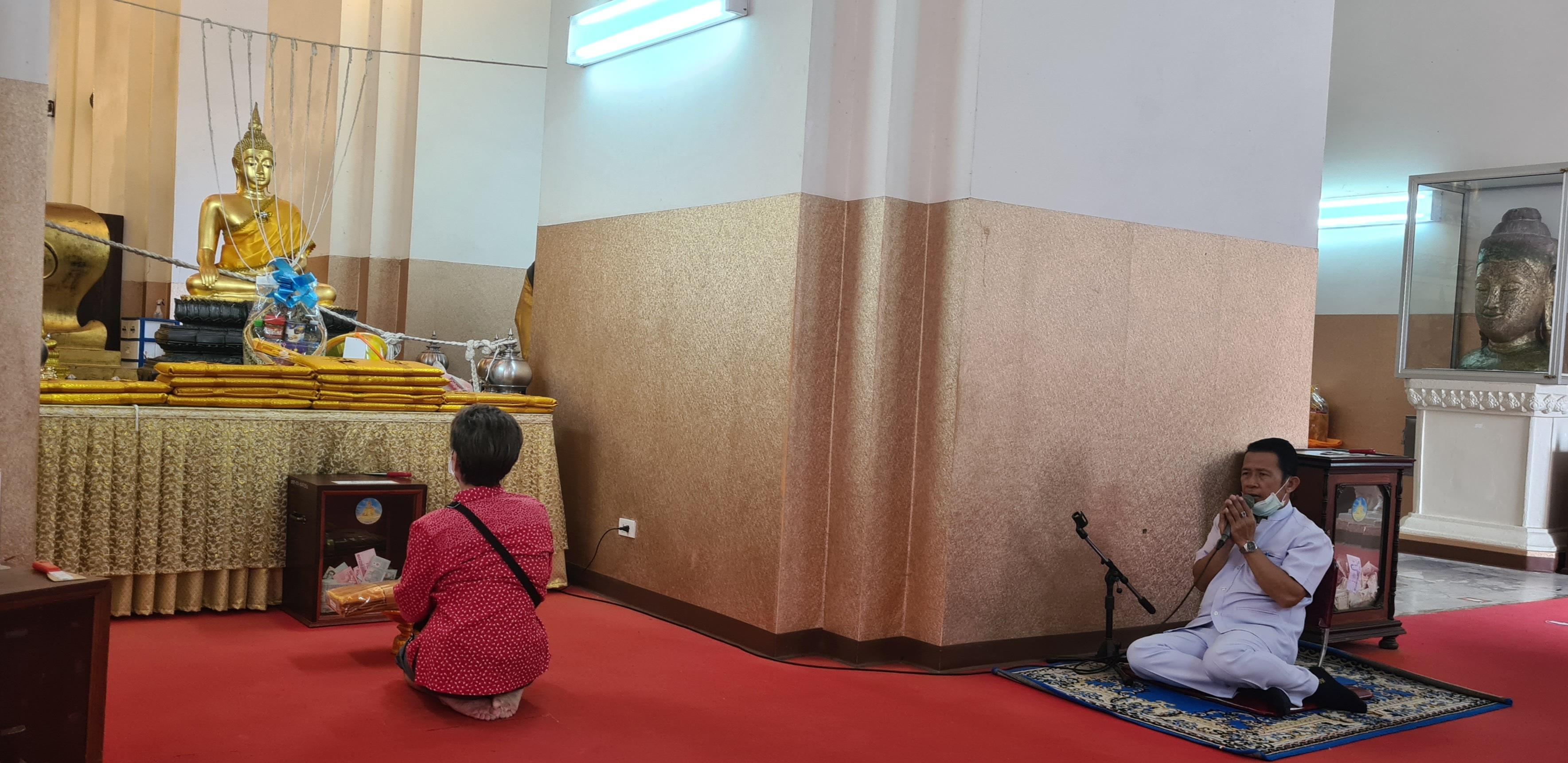
Dévotion au Wihan Phra Mongkon.
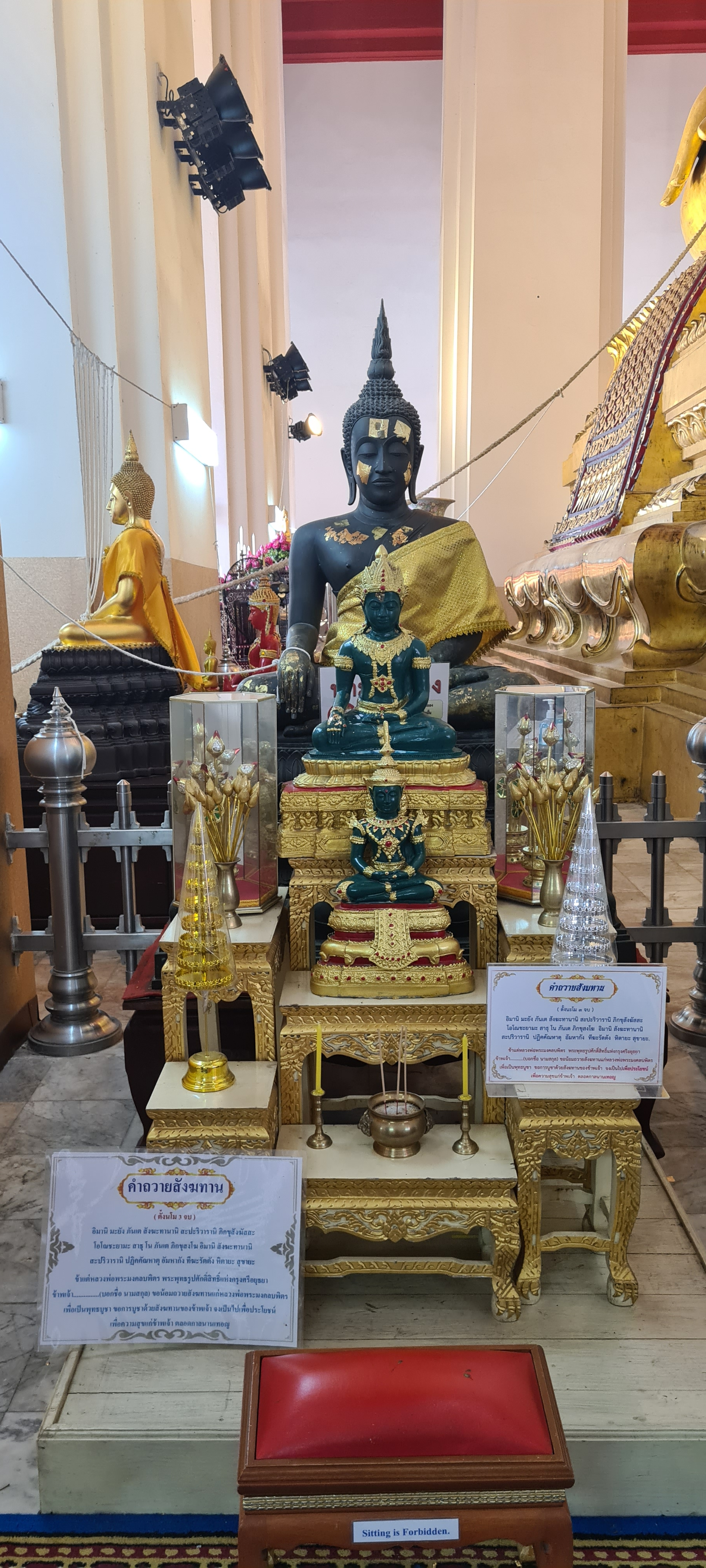
Petite statue de Bouddha recouverte de feuilles d'or par dévotion.

#### Kraal des éléphants (corral à éléphants)

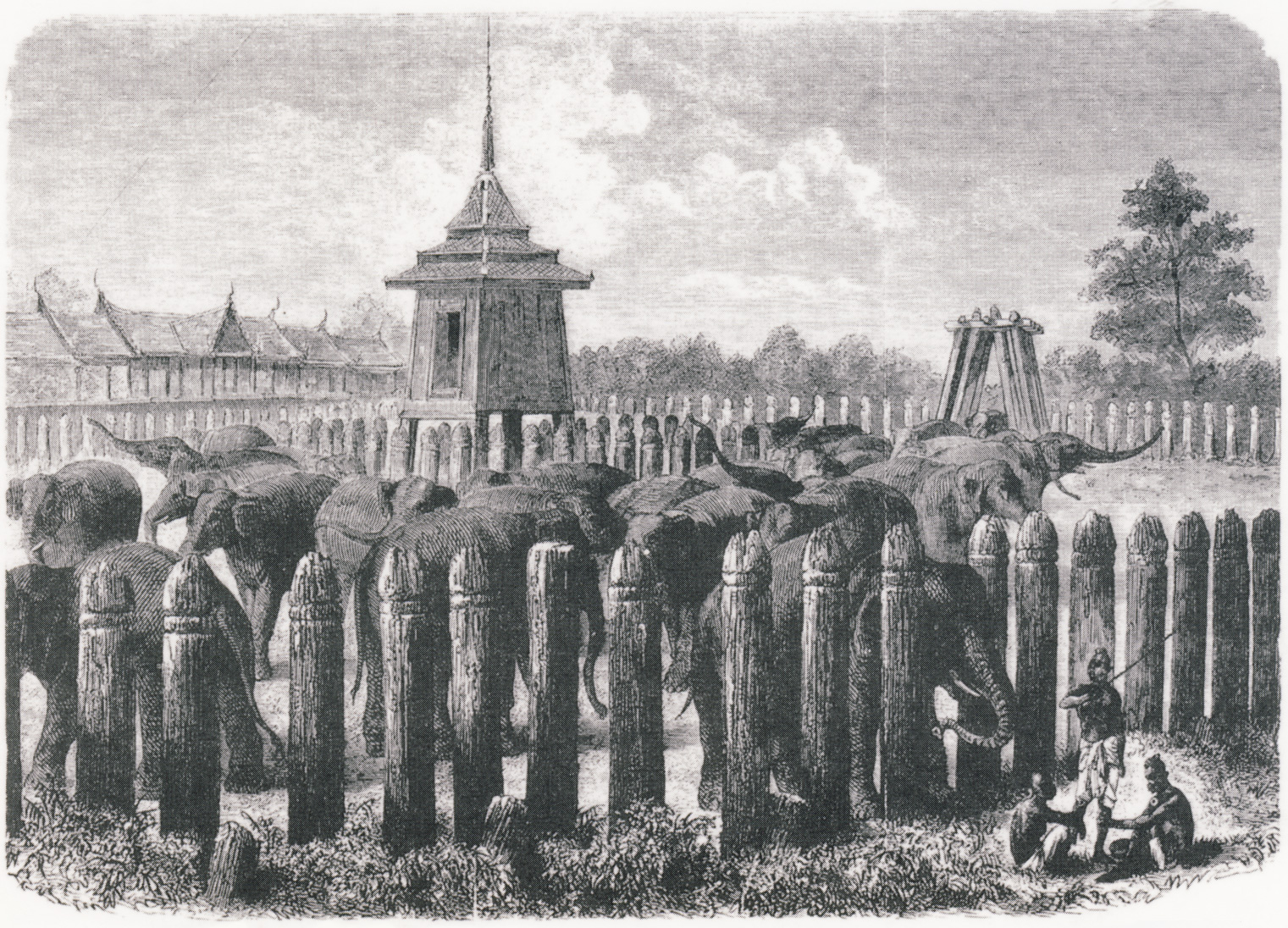
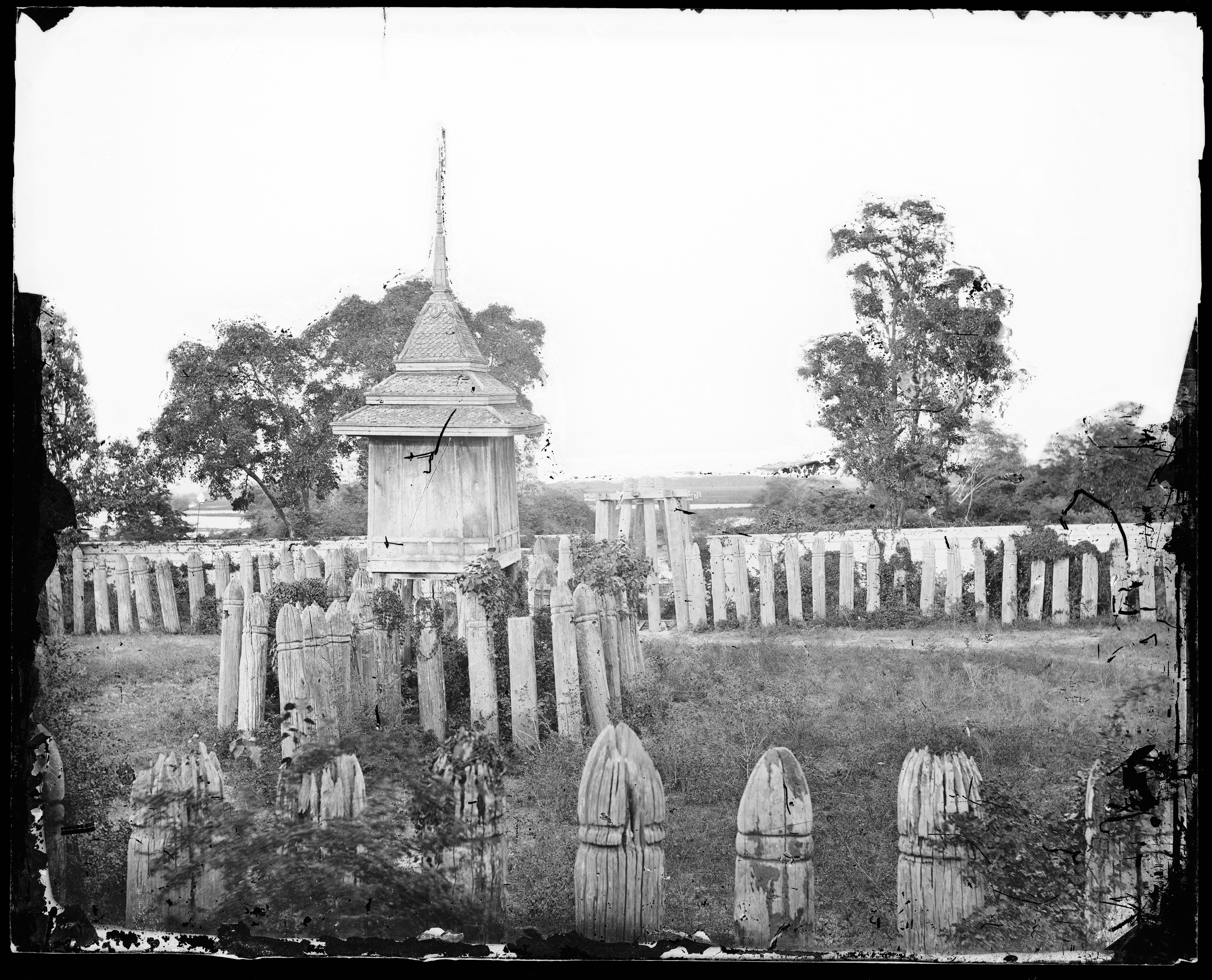
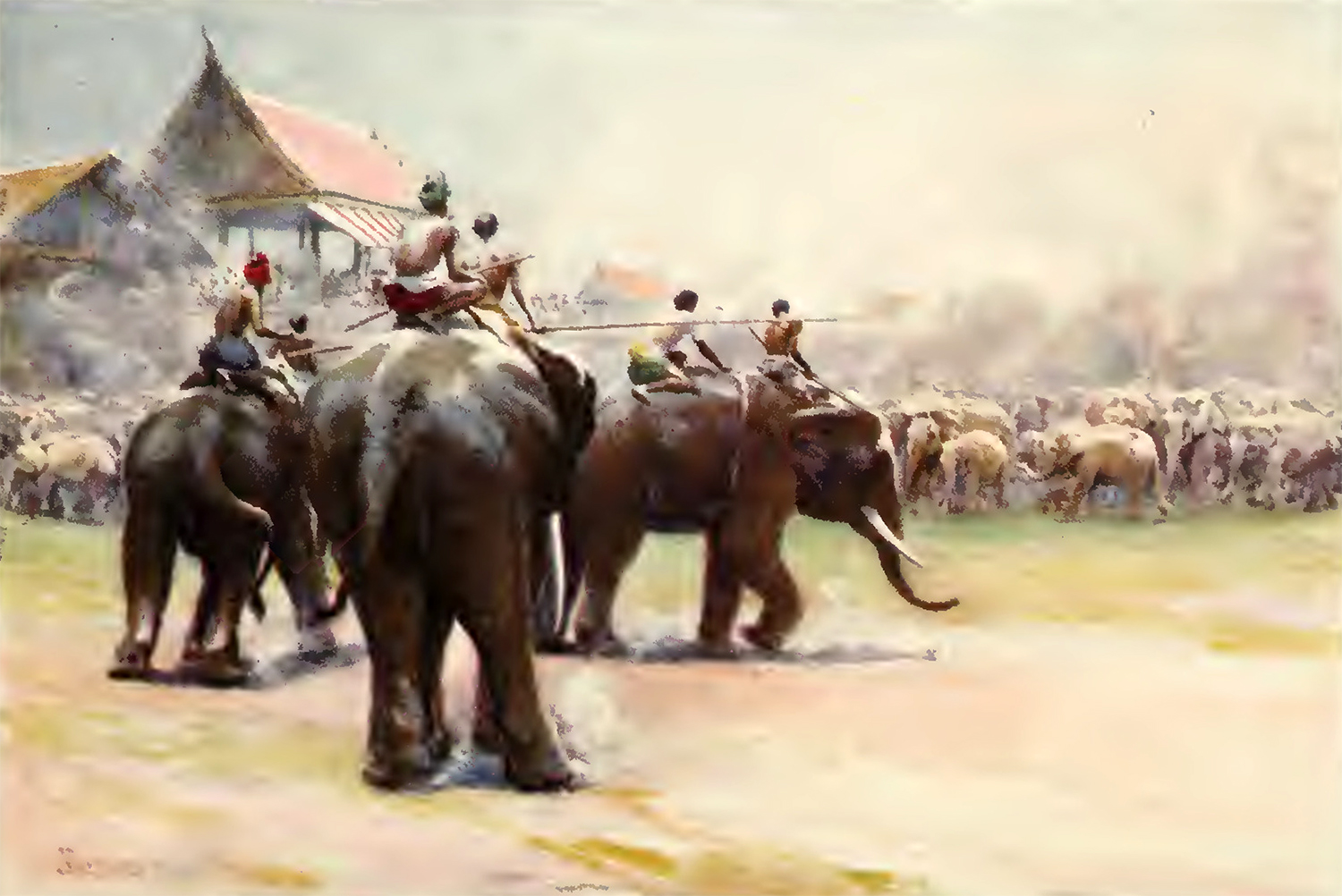
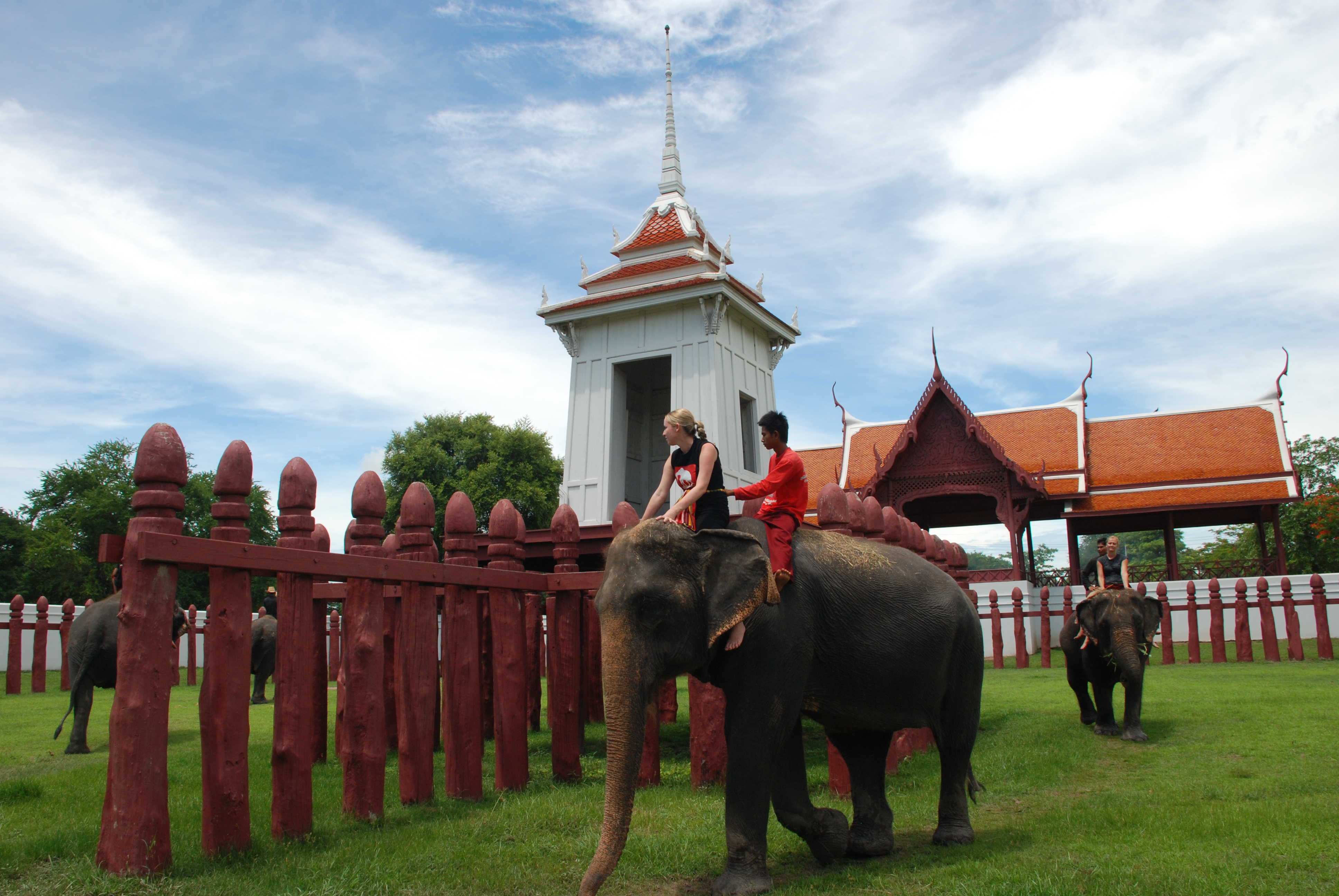

### Vestiges archéologiques d'Ayutthaya extra-muros

#### Wat Phu Khao Thong

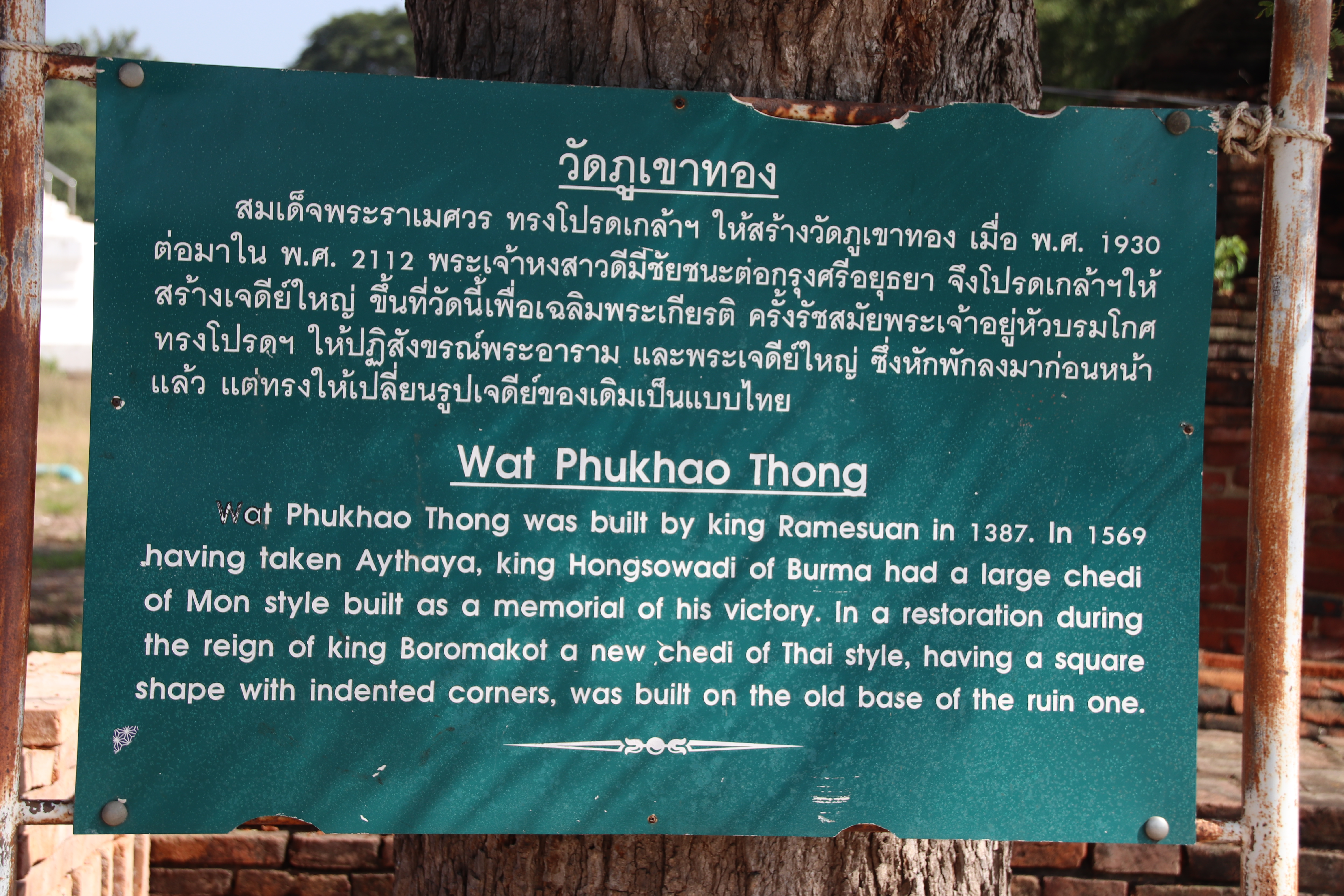
Introduction en thaï et anglais.
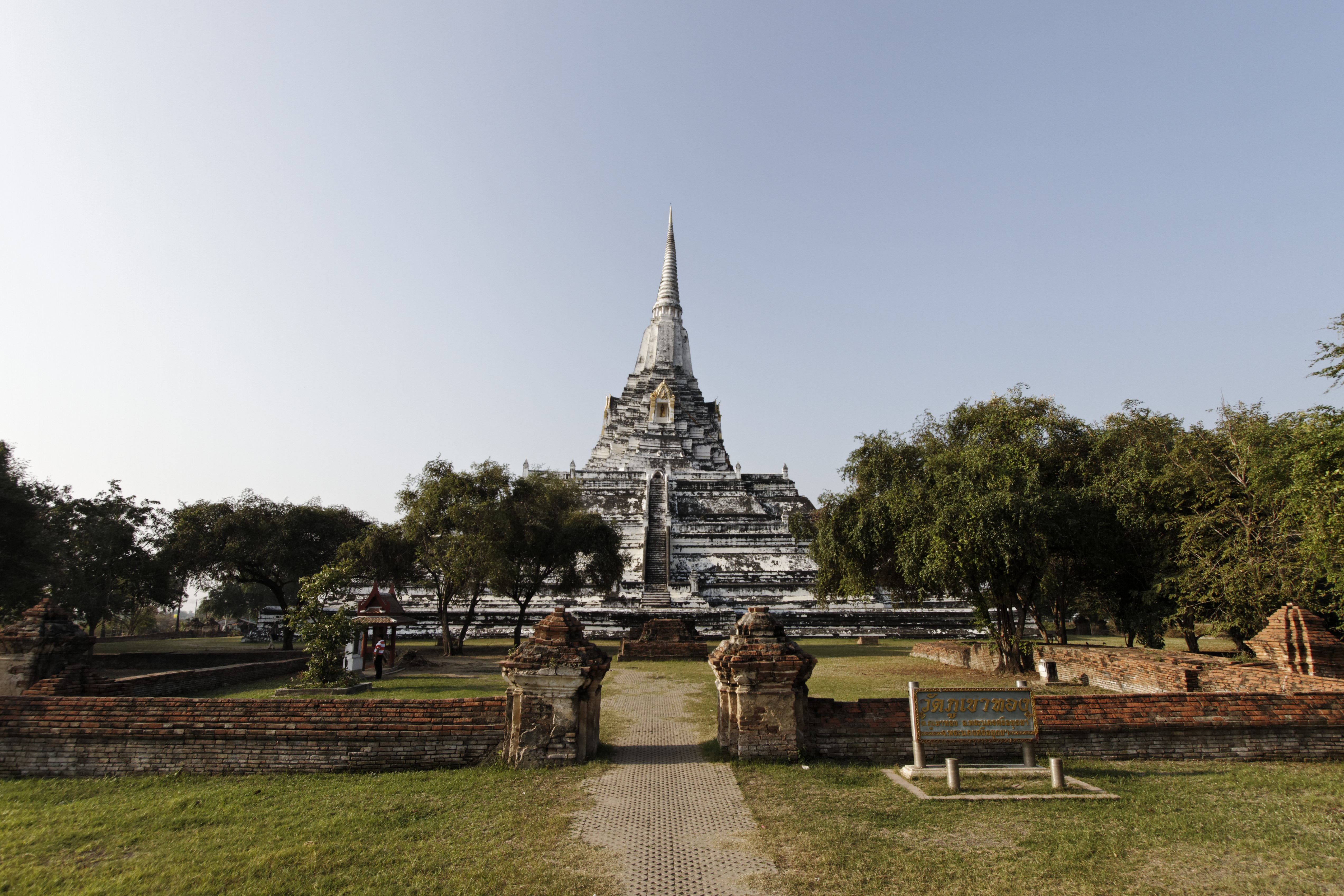
La pagode principale (le grand stupa).
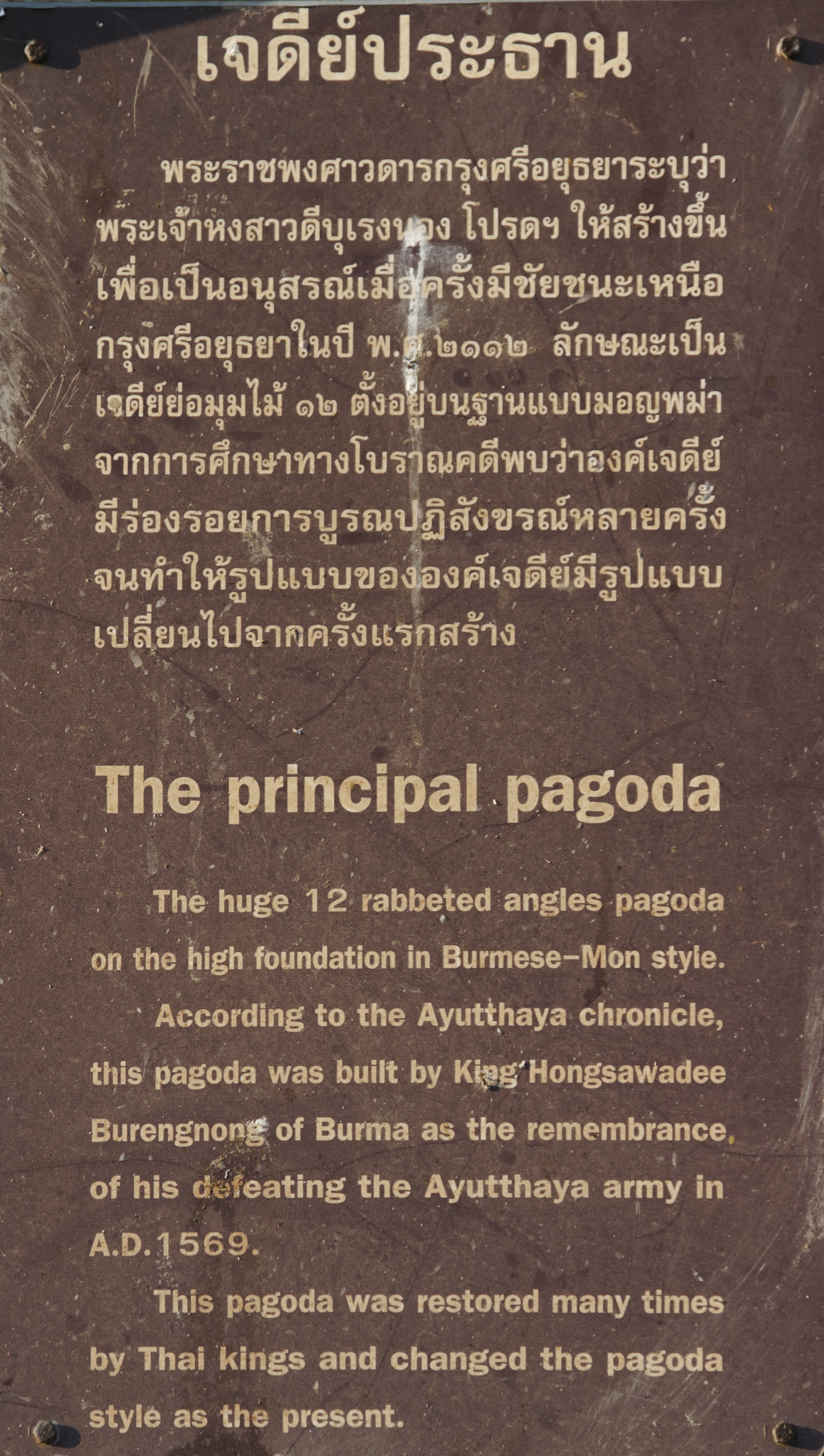
La pagode principale.
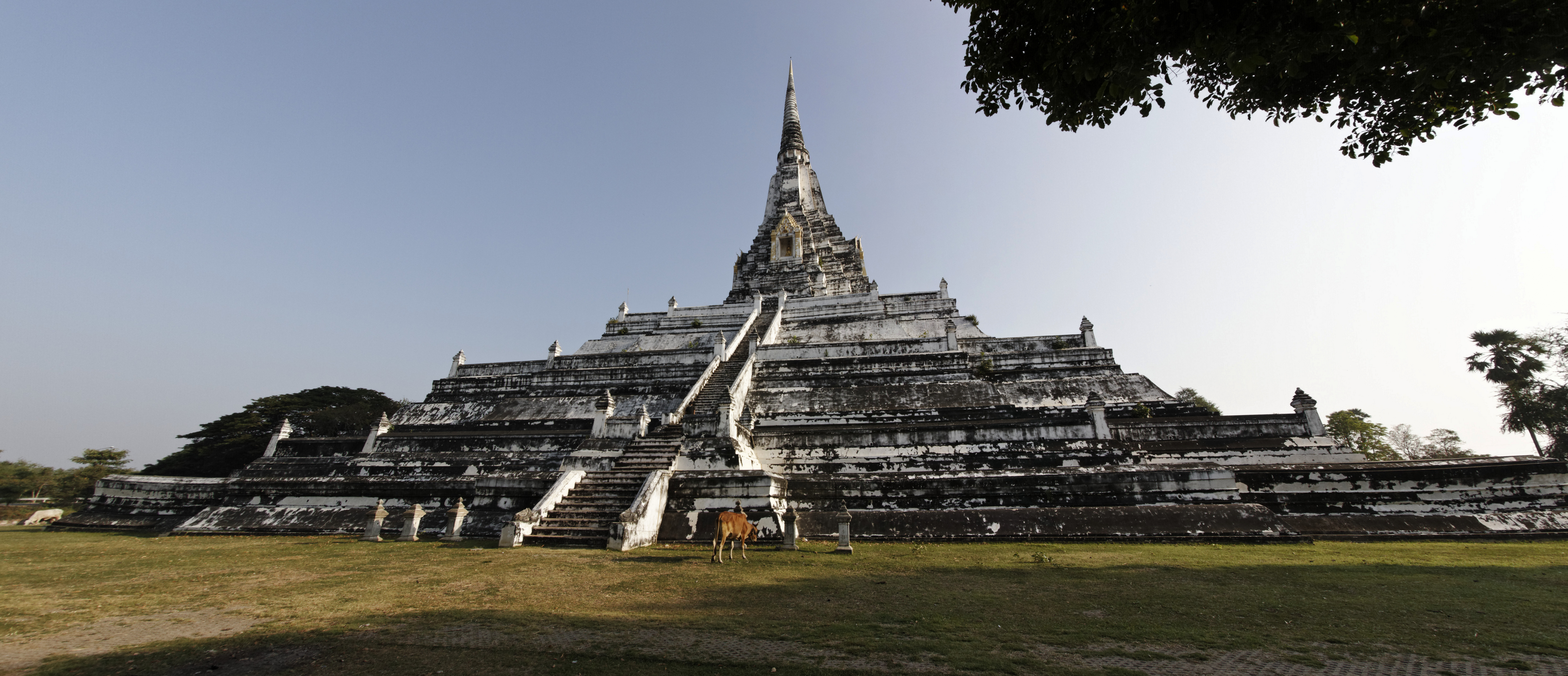
La pagode principale.
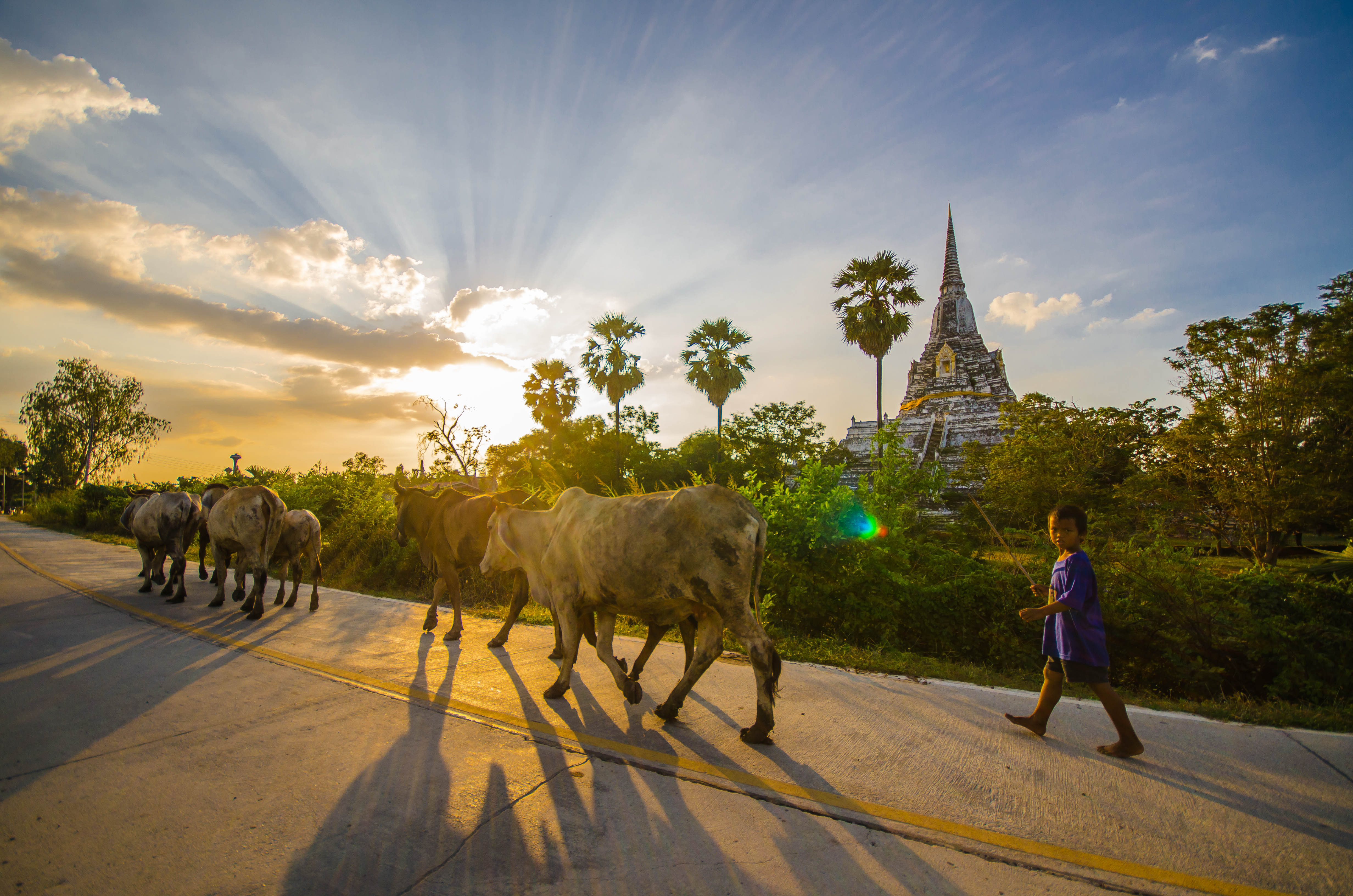
La pagode principale.
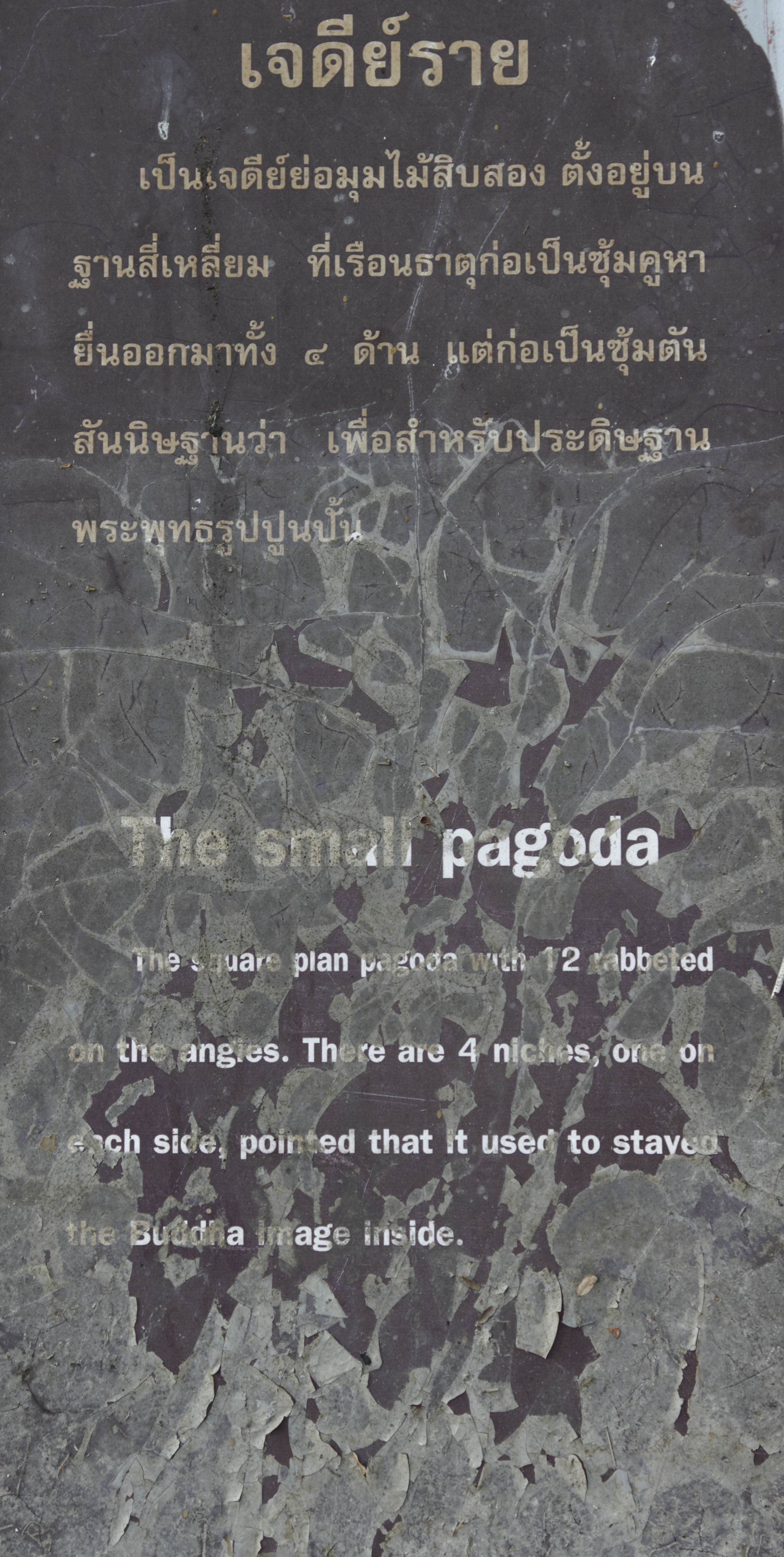
La petite pagode.
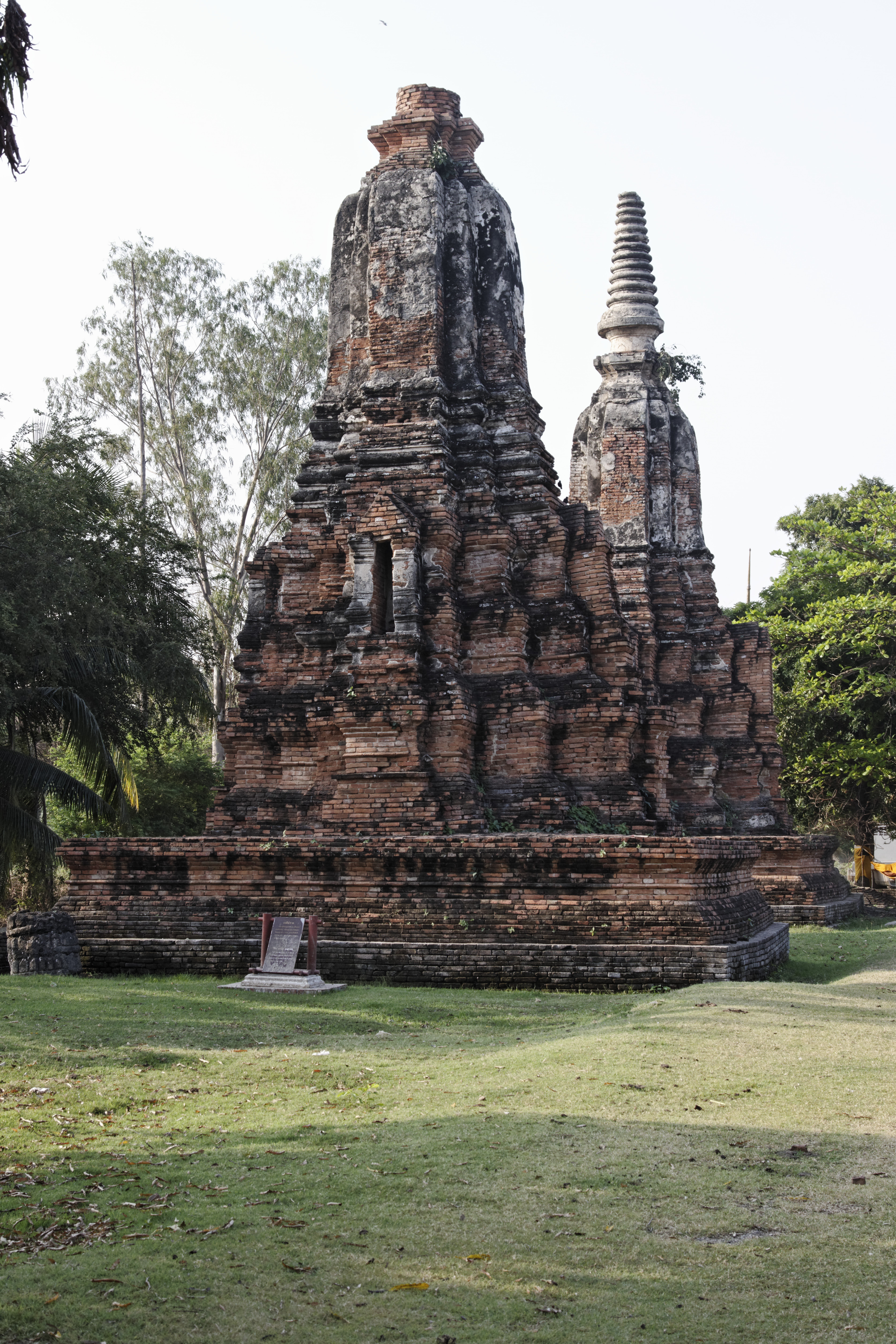
La petite pagode (le petit stupa).
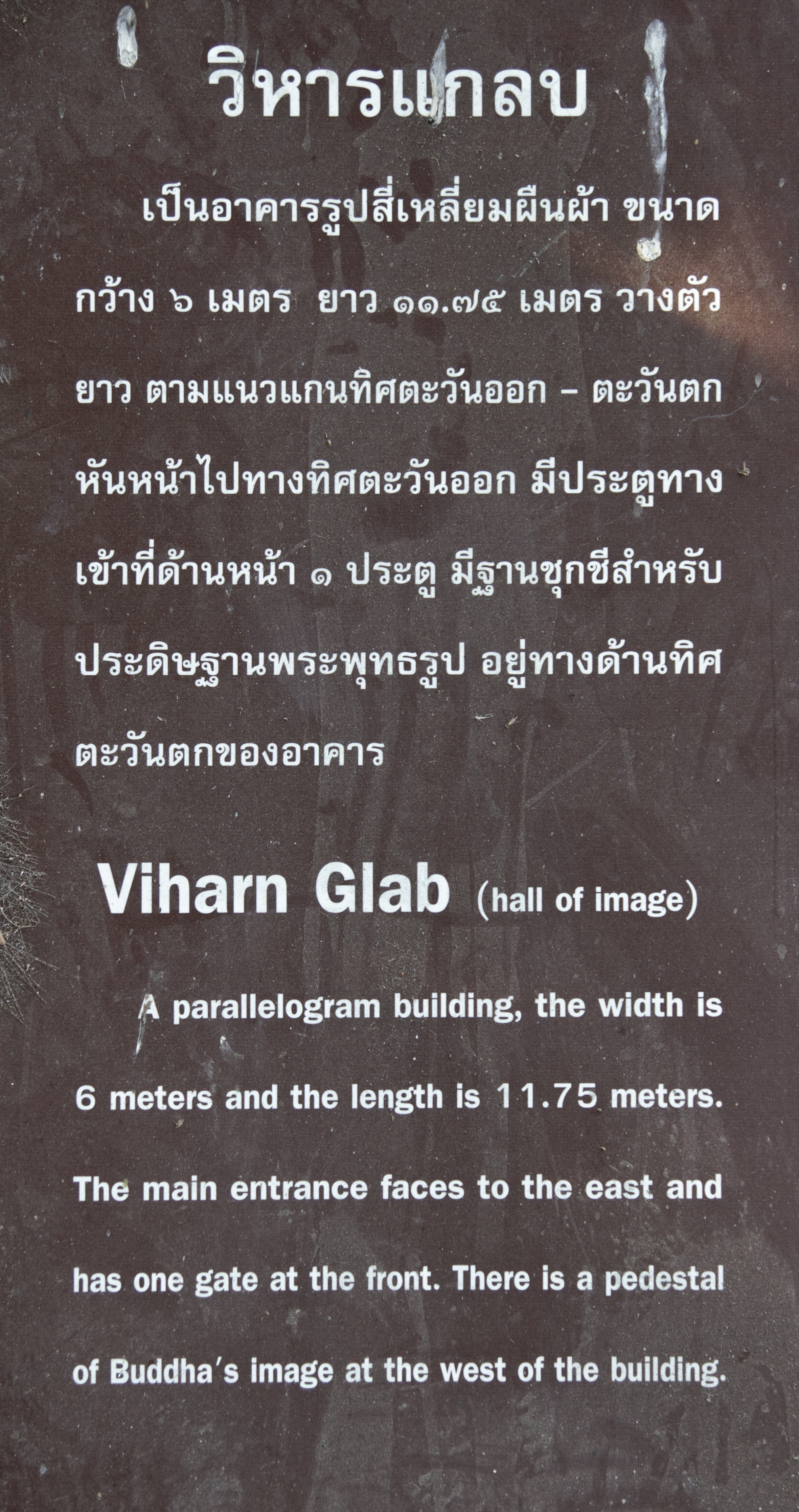
Viharn Glab (le vihan est un édifice abritant des images du Bouddha où les fidèles se rassemblent).
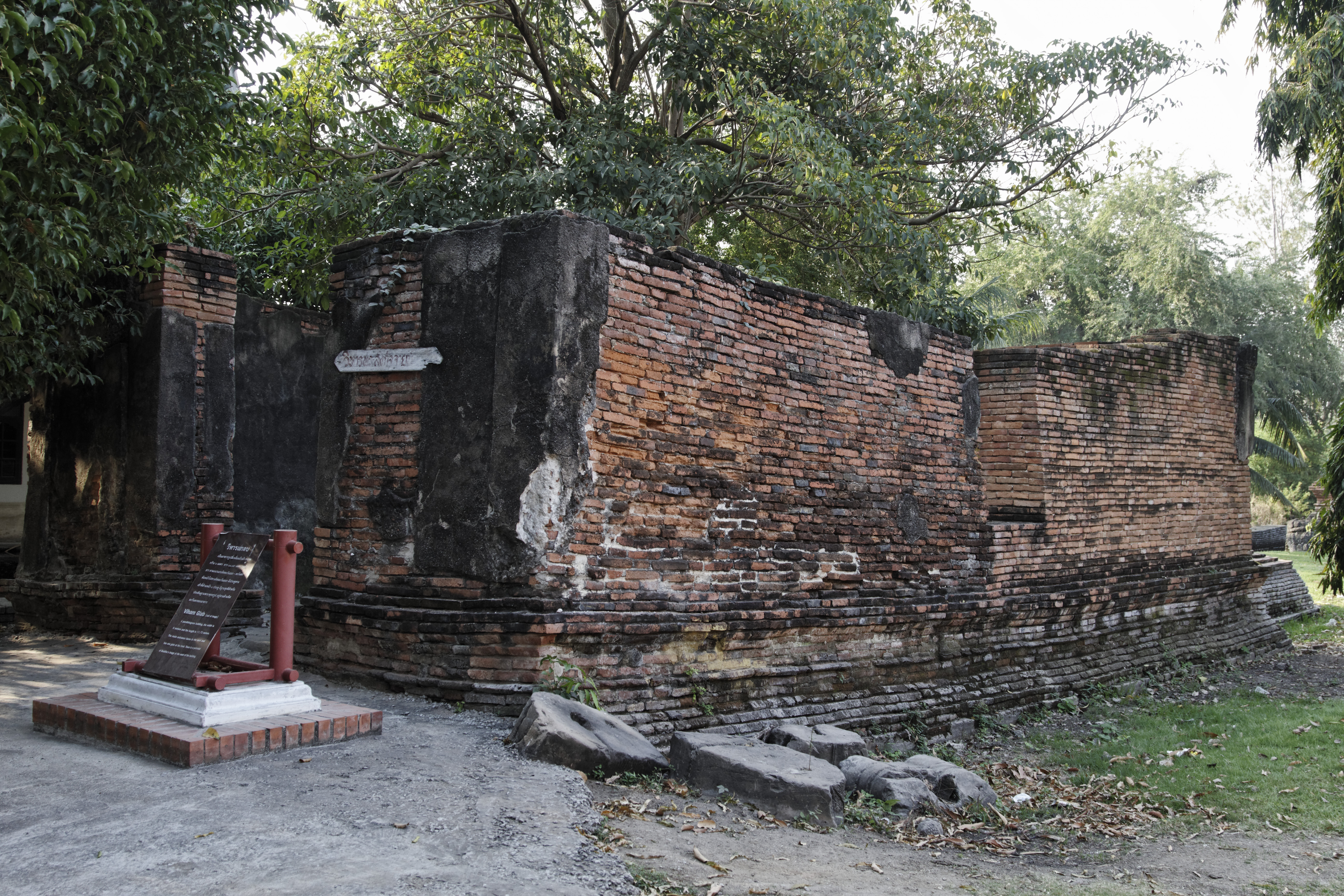
Viharn Glab.

#### Wat Yai Chai Mongkon

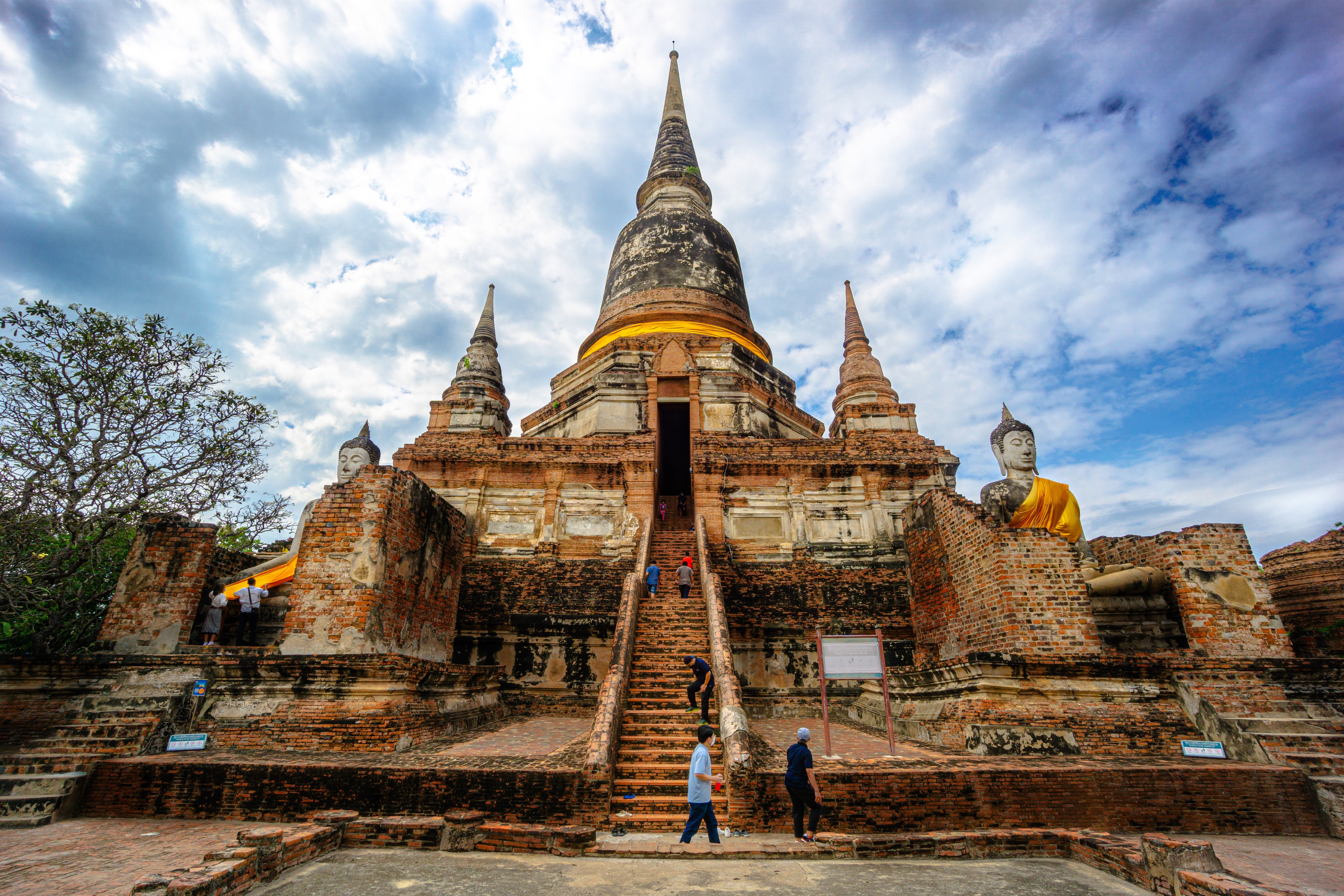
Chedi Chai Mongkhon, chedi principal du temple Wat Yai Chai Mongkon, haut de 72 m
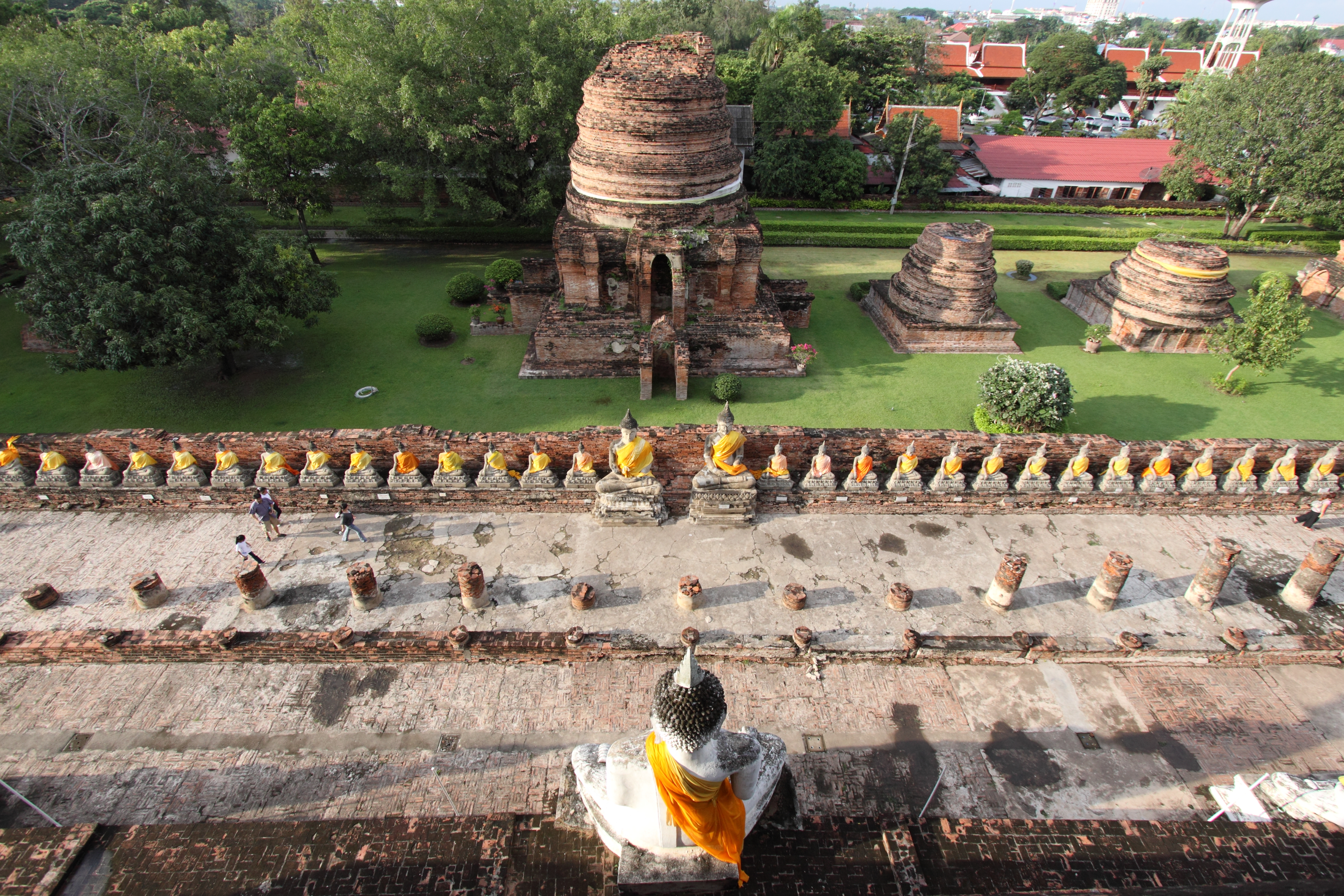
Galerie de statues de Bouddha assis (Phra rabiang ; "cloître" ; galerie couverte) et chedis secondaires
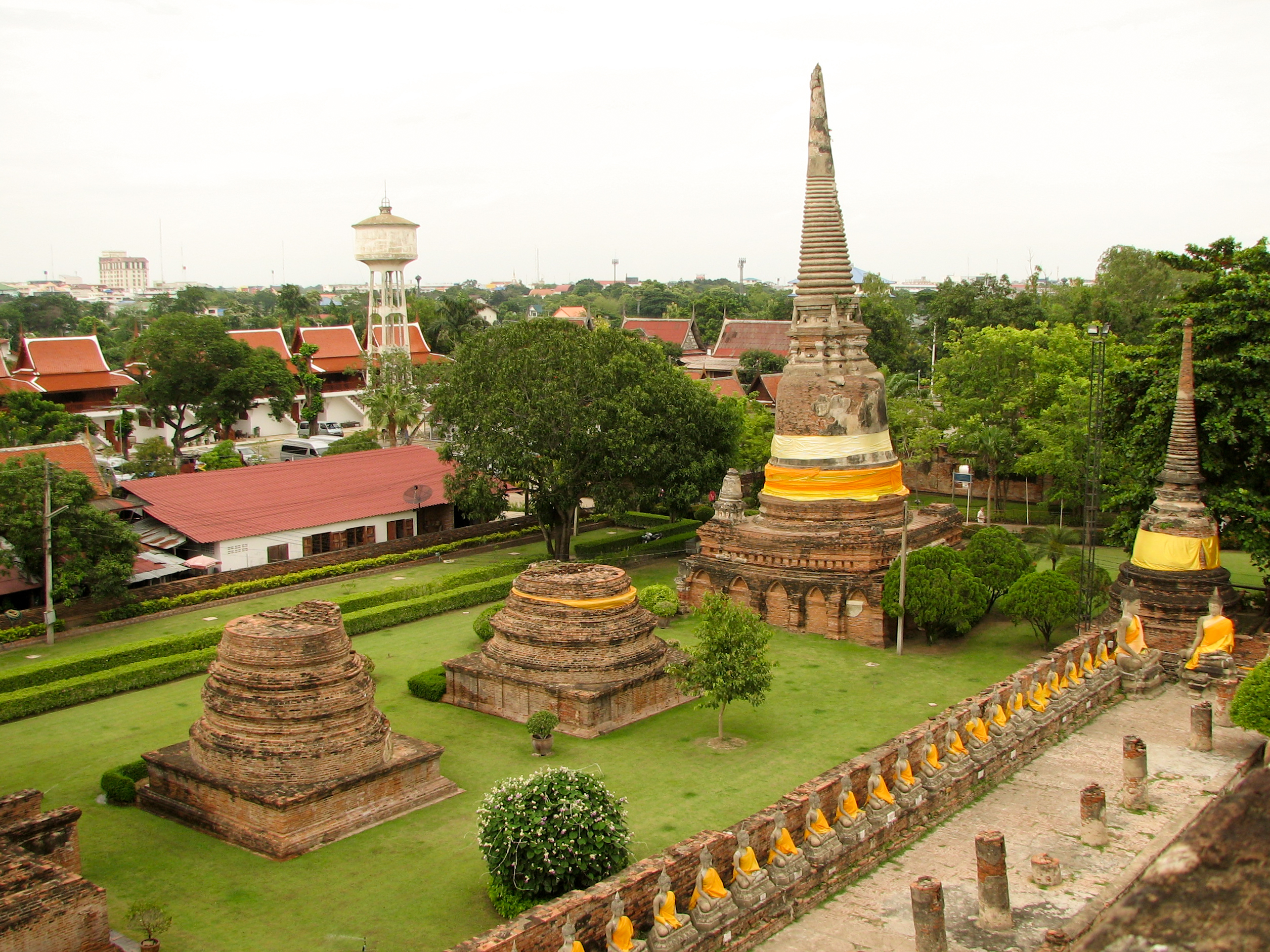
Galerie de Bouddha assis et chedis secondaires (stupas ; reliquaires) en forme de cloche de style cingalais
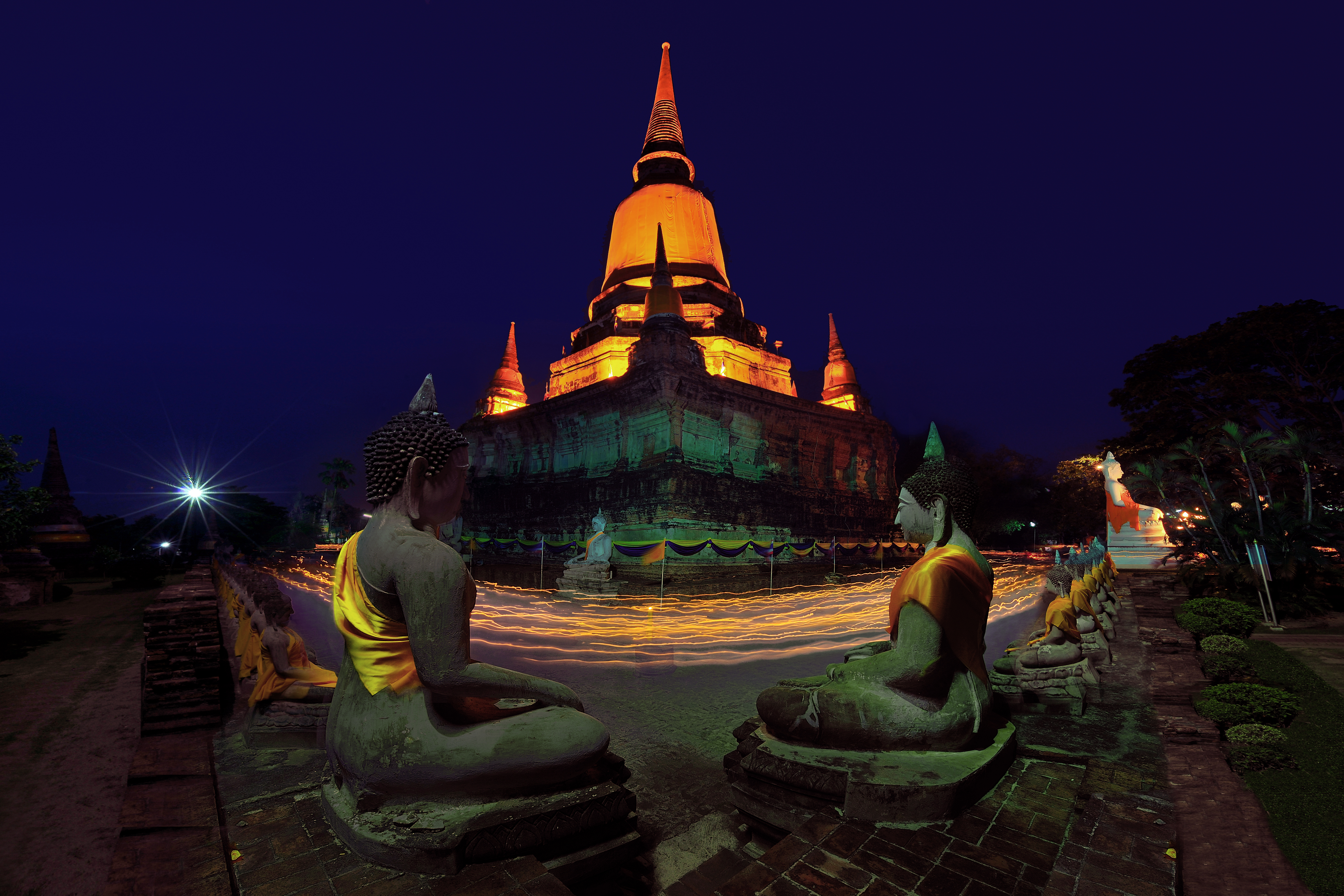
Vue de nuit

#### Temples-monastères bouddhistes et curiosités

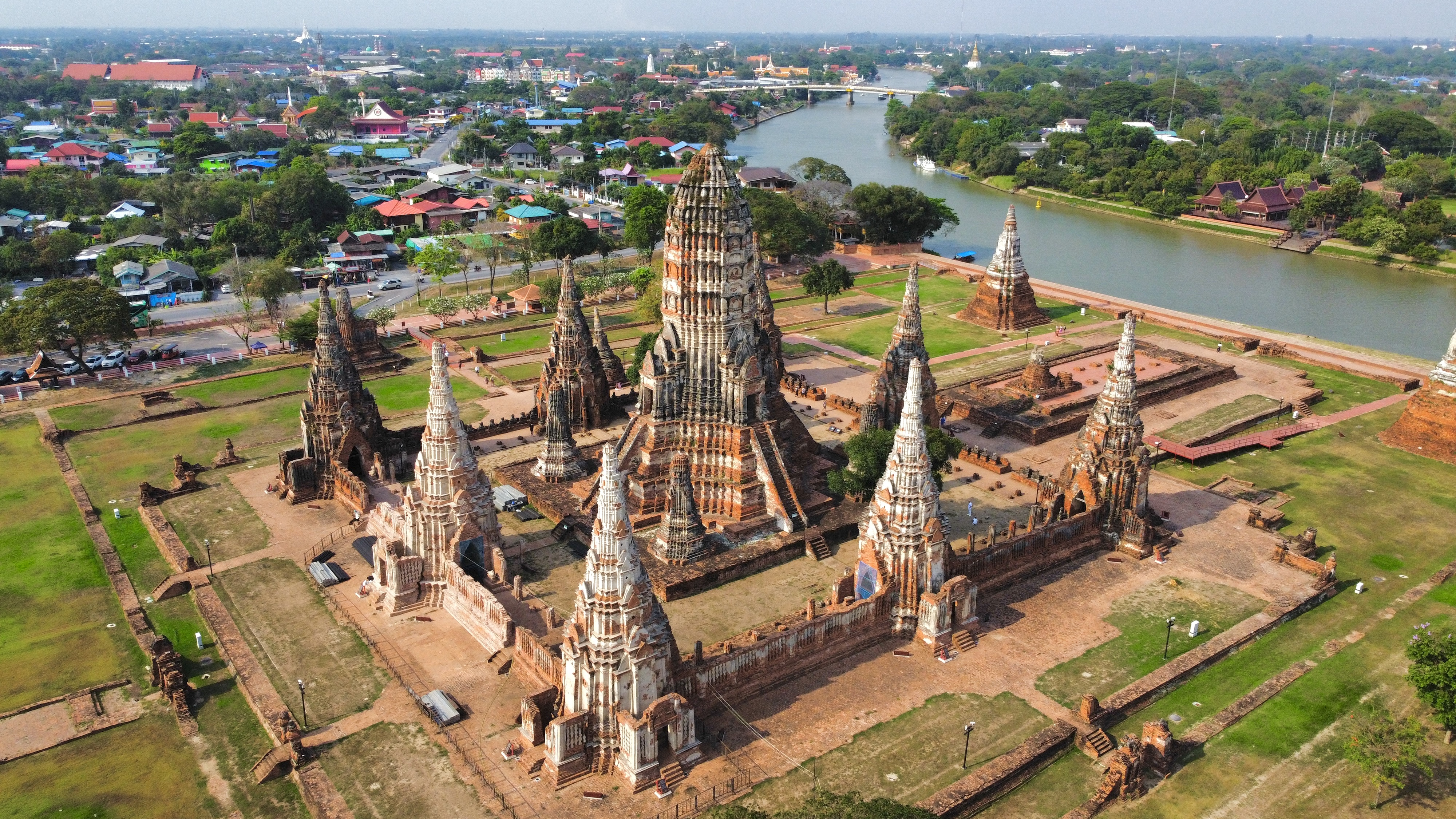
Wat Chai Wathanaram vu du ciel
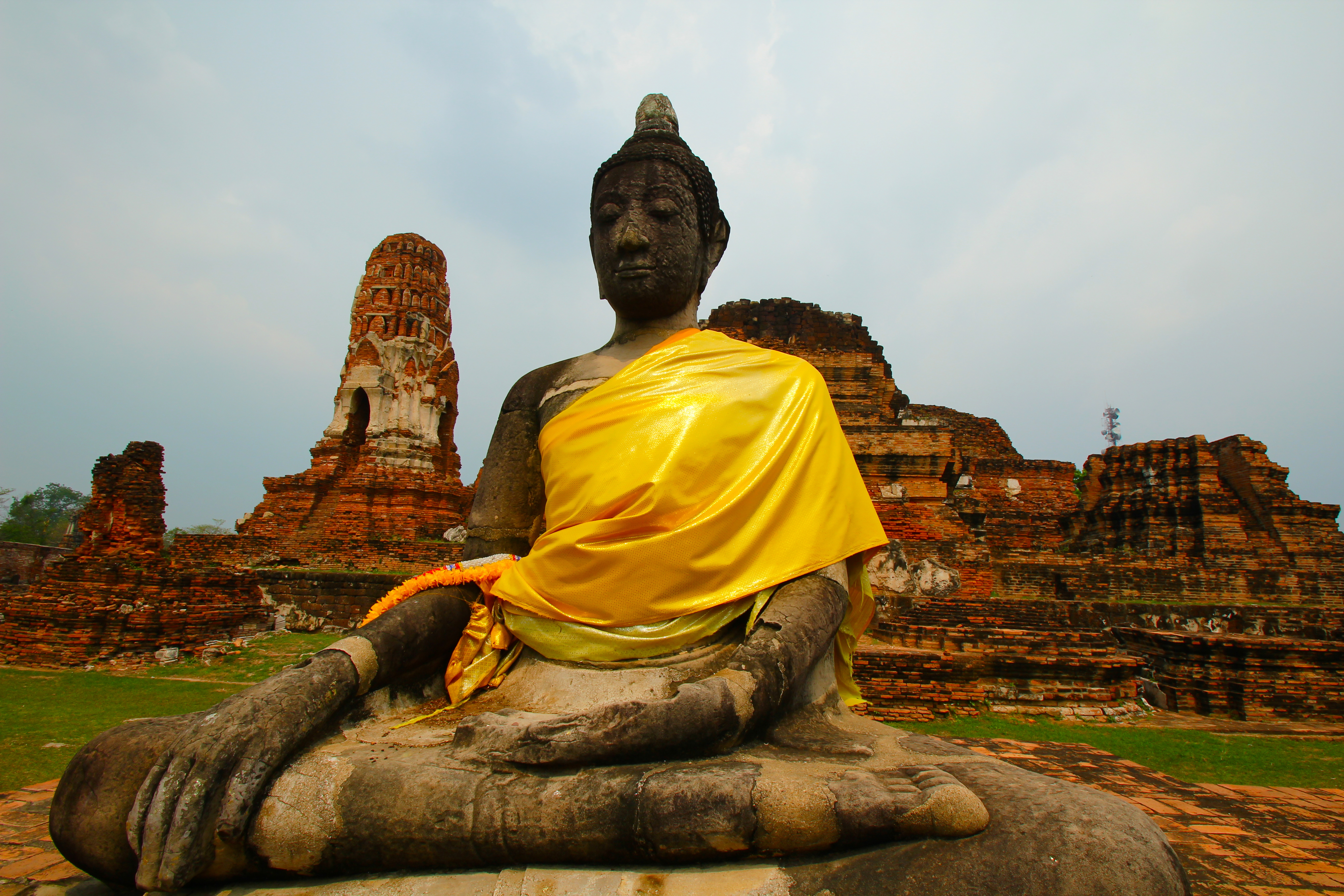
Statue de Bouddha, Wat Mahathat d'Ayutthaya
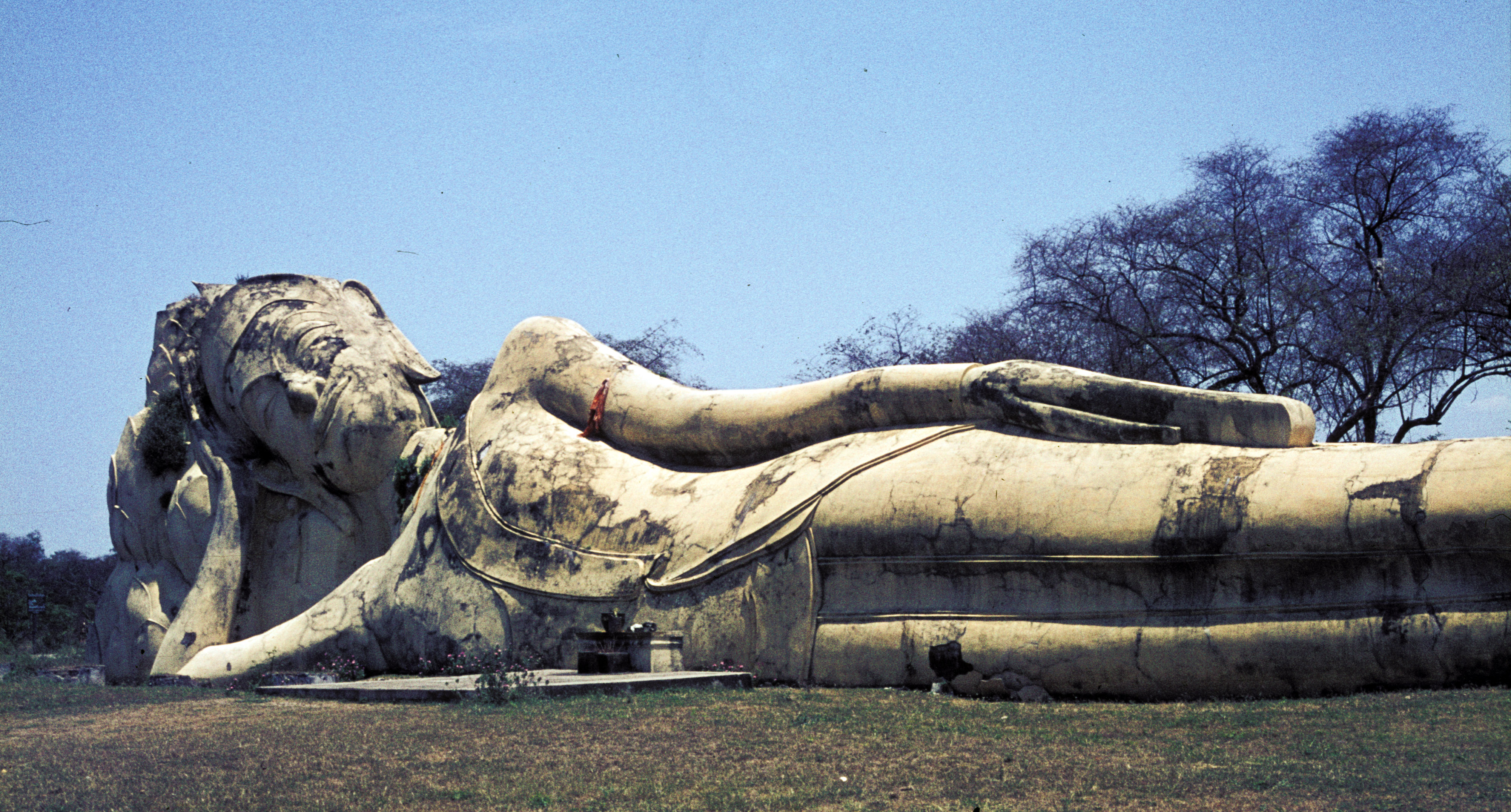
Le Bouddha couché du Wat Lokaya Sutharam en 1965
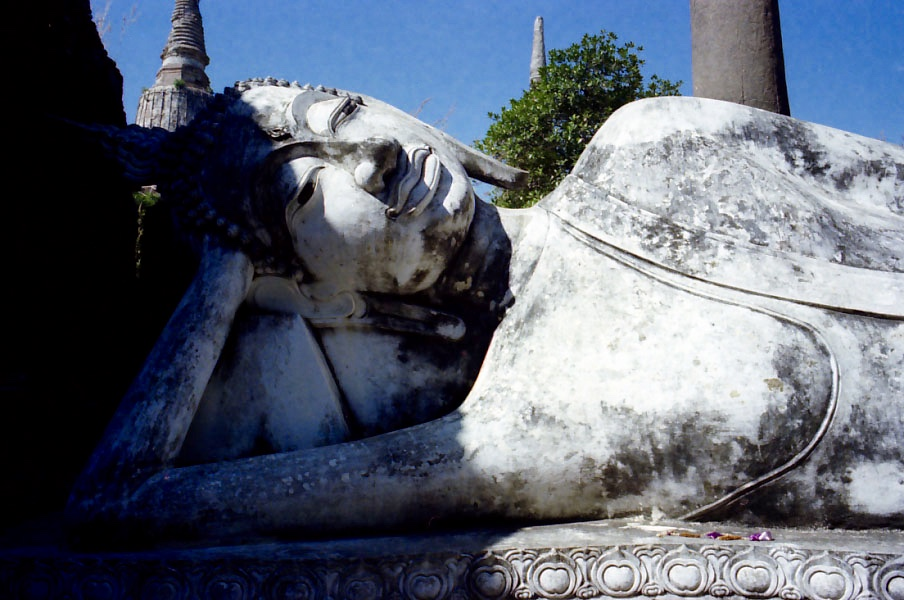
Le Bouddha couché du Wat Yai Chai Mongkon en briques recouvertes de stuc
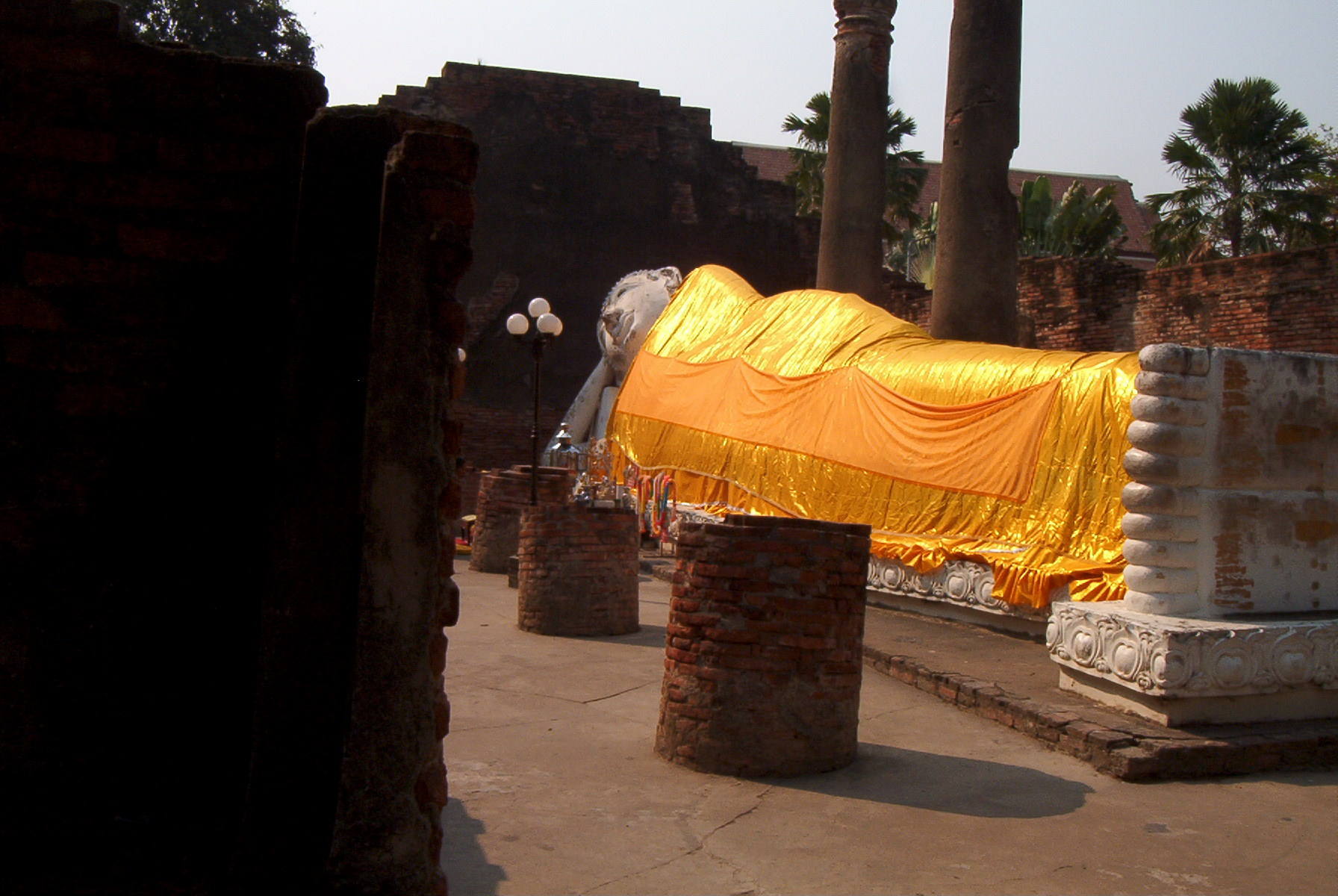
Boudha couché, Wat Phra Si Sanphet
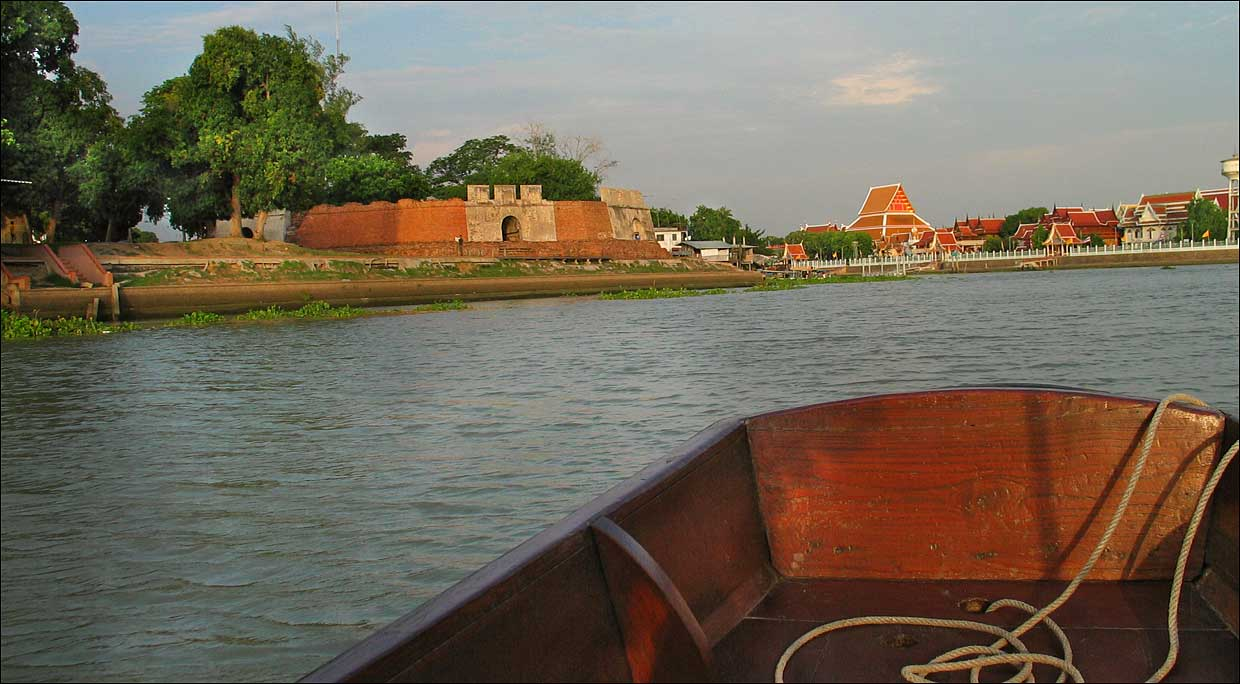
Bastion en briques de Phet Fort (gauche) et Wat Phanan Choeng (en arrière-plan)
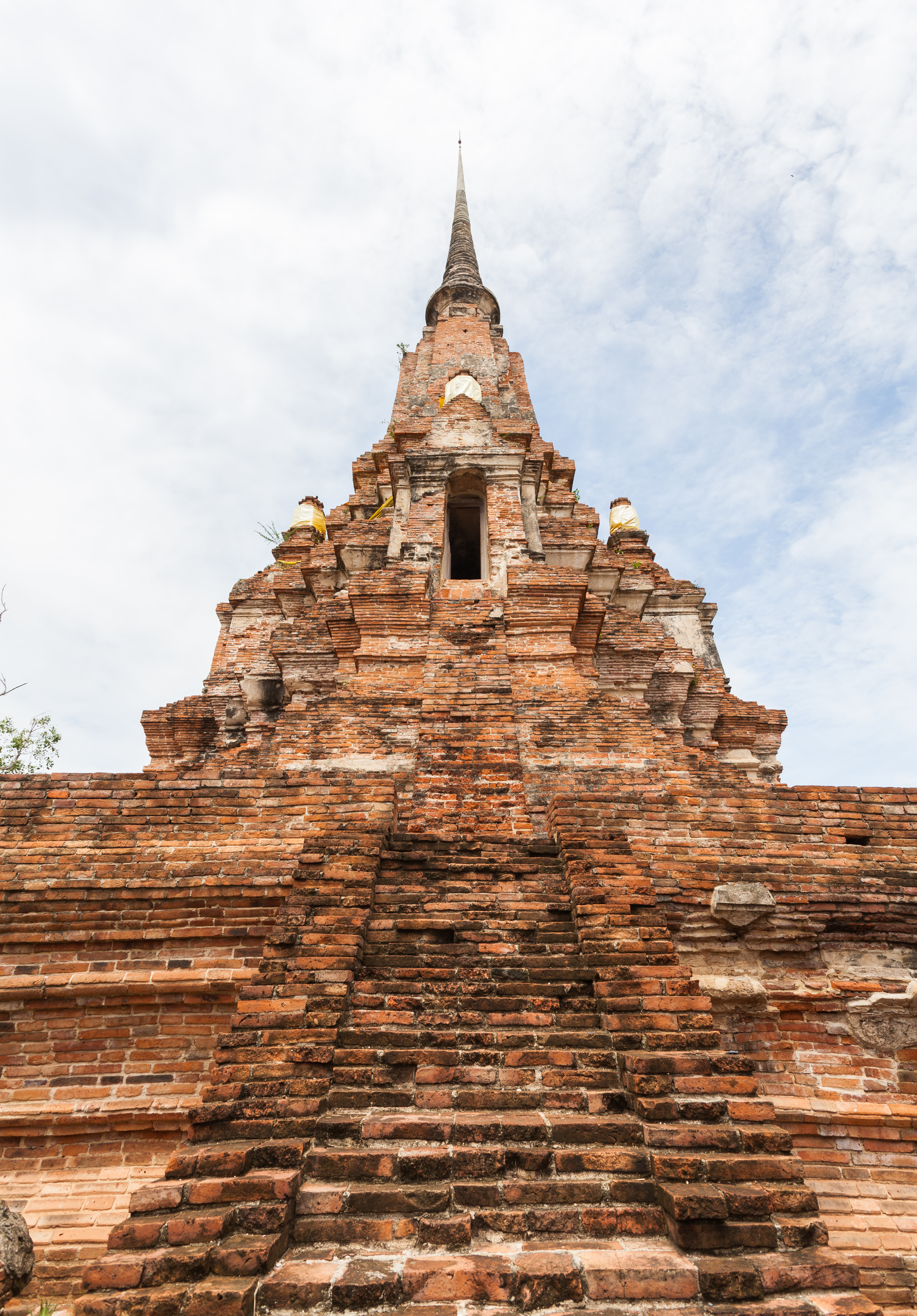
Wat Yanasen

#### Les campements étrangers au sud de la cité d'Ayutthaya

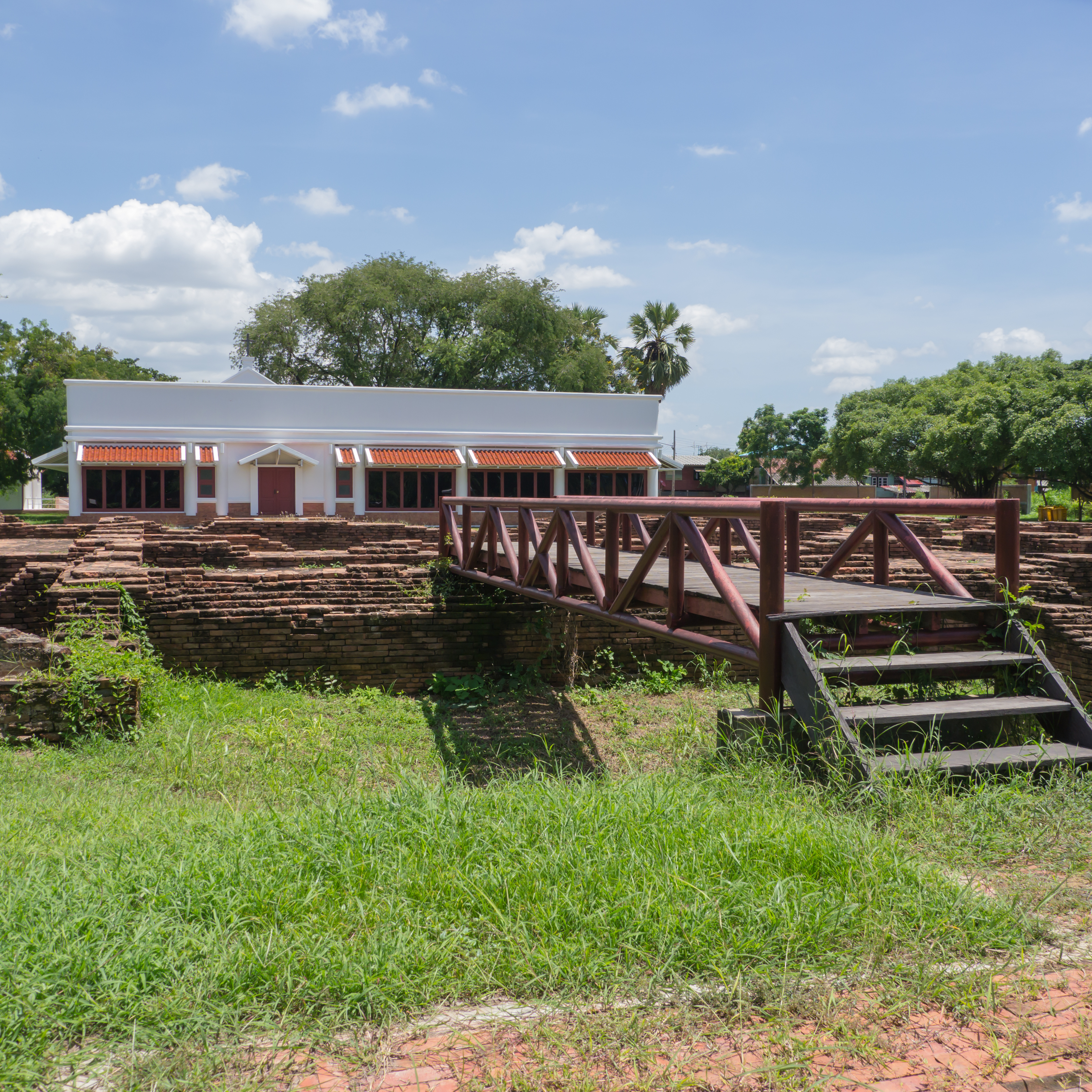
Vestiges archéologiques du campement portugais.
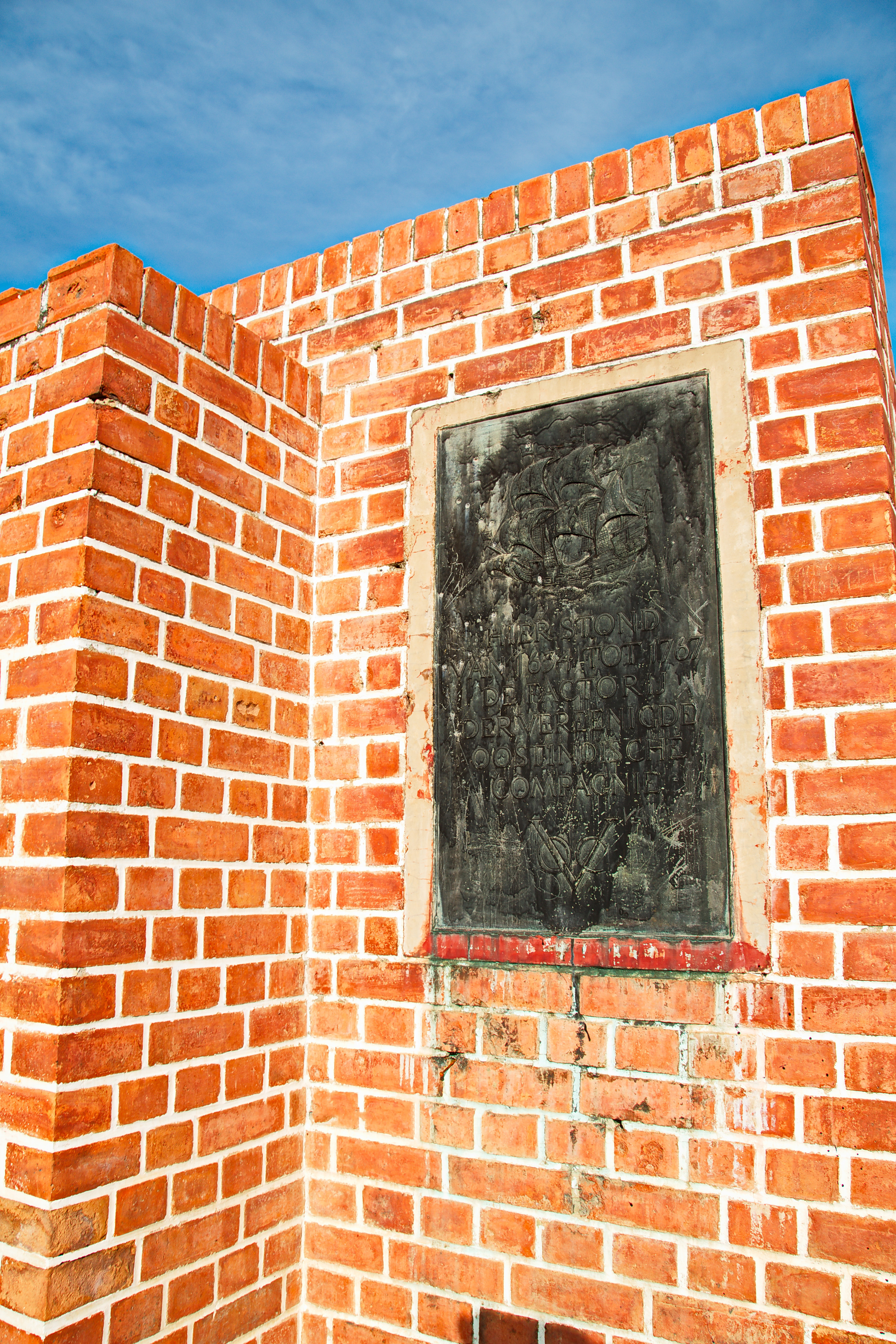
Plaque commémorative signalant l'emplacement du comptoir hollandais.
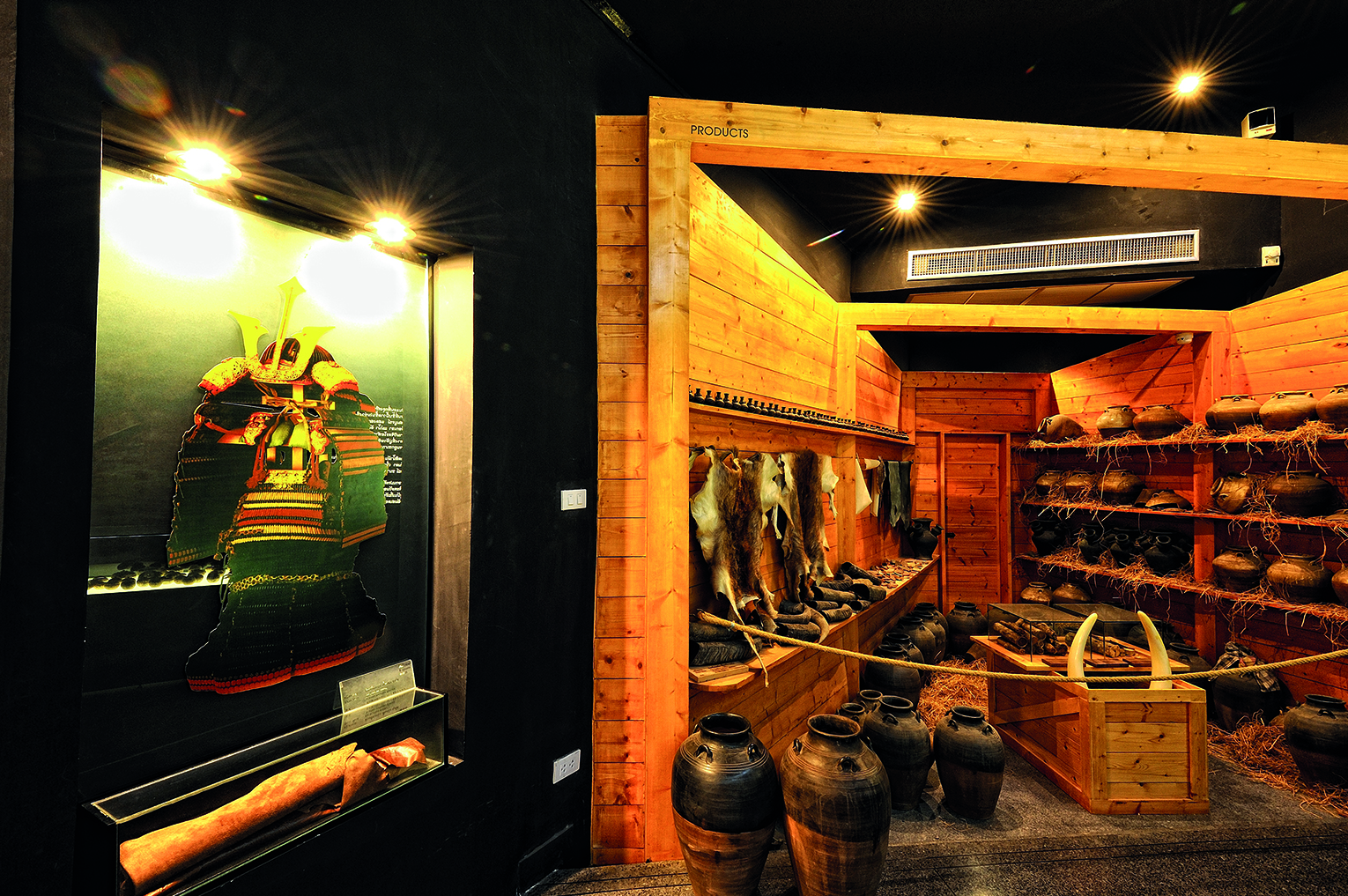
Reconstitution d'un entrepôt du campement japonais.

### Nature à Ayutthaya

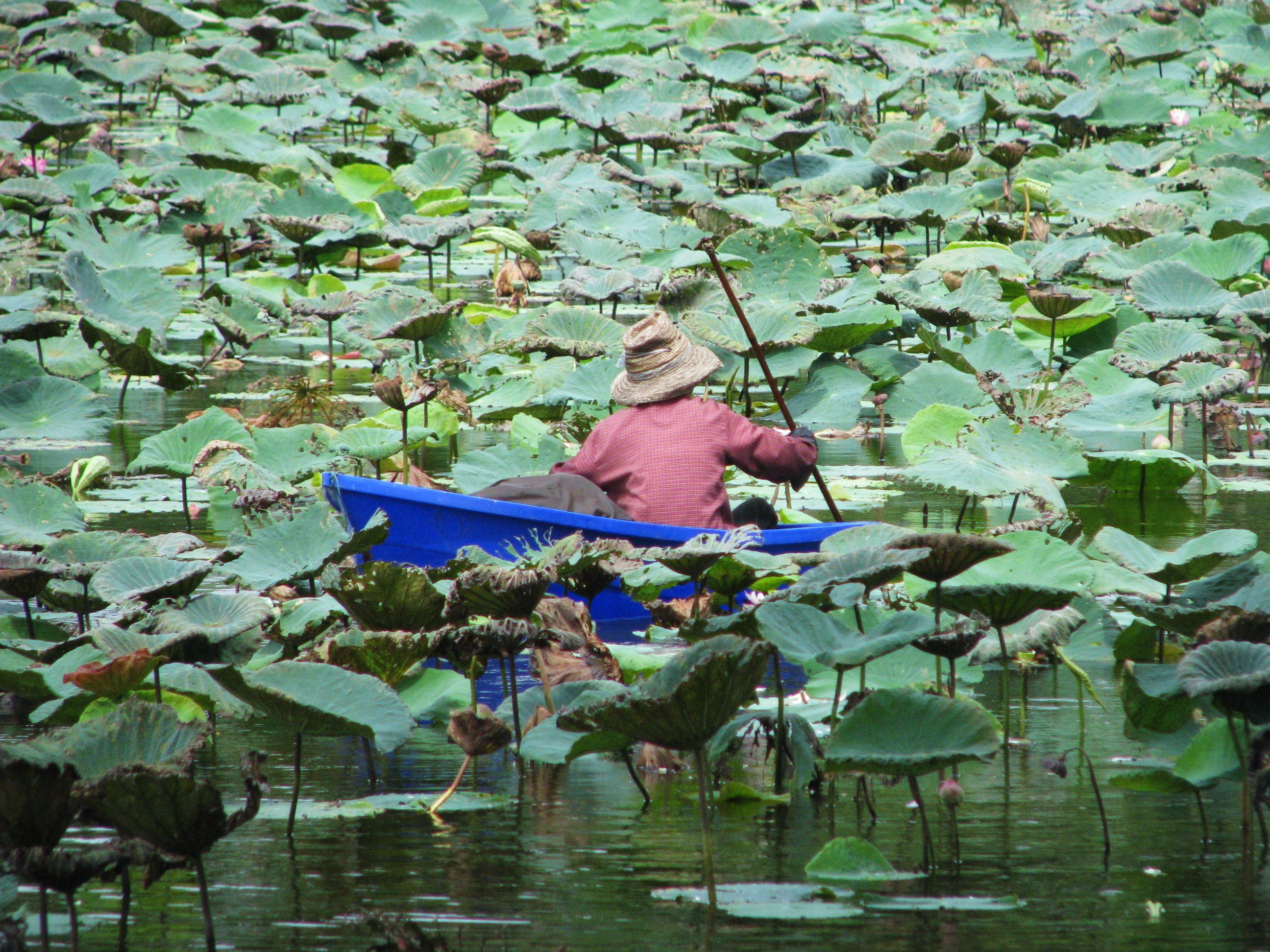
Champs de lotus
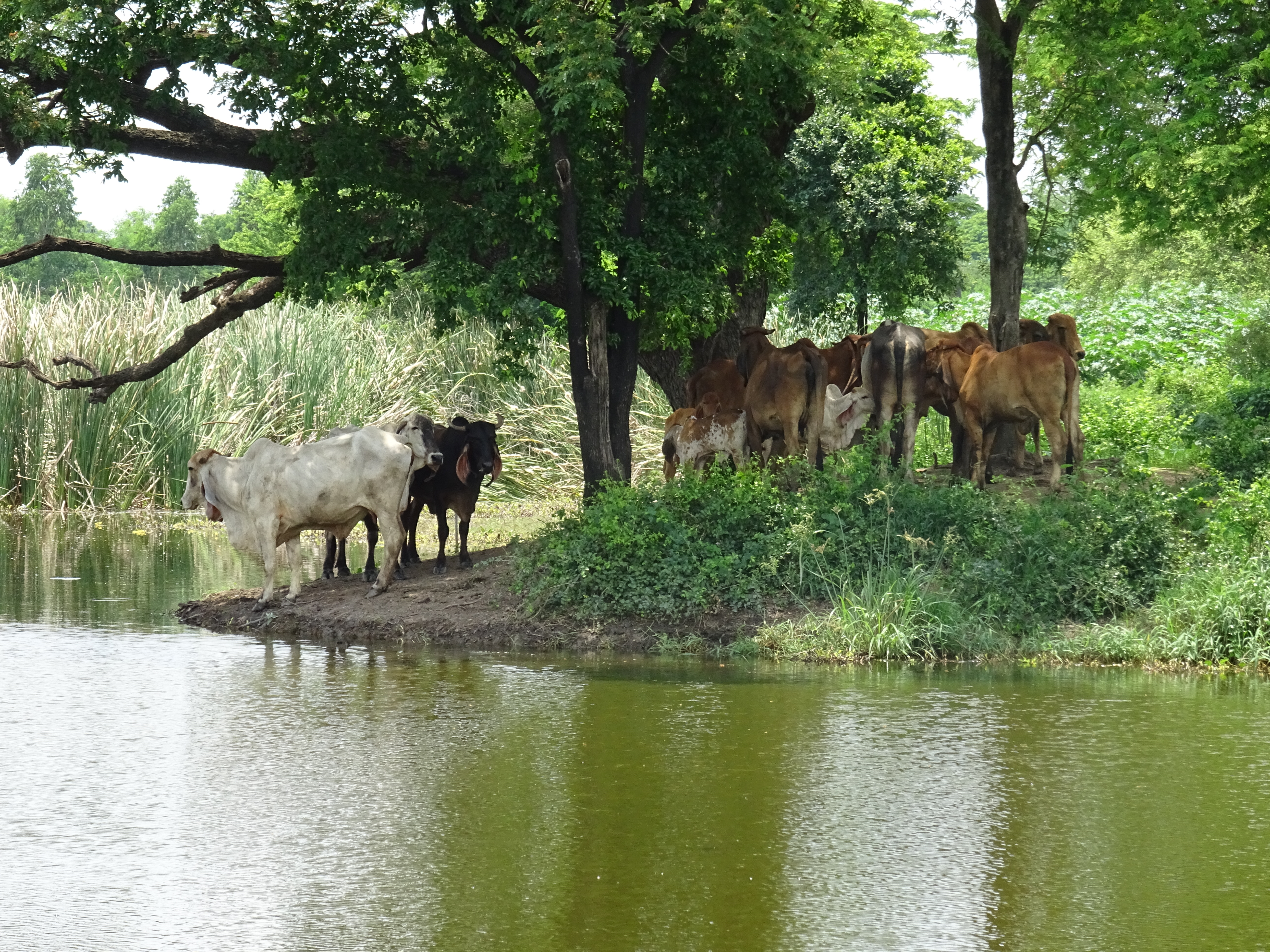
Troupeau de vaches
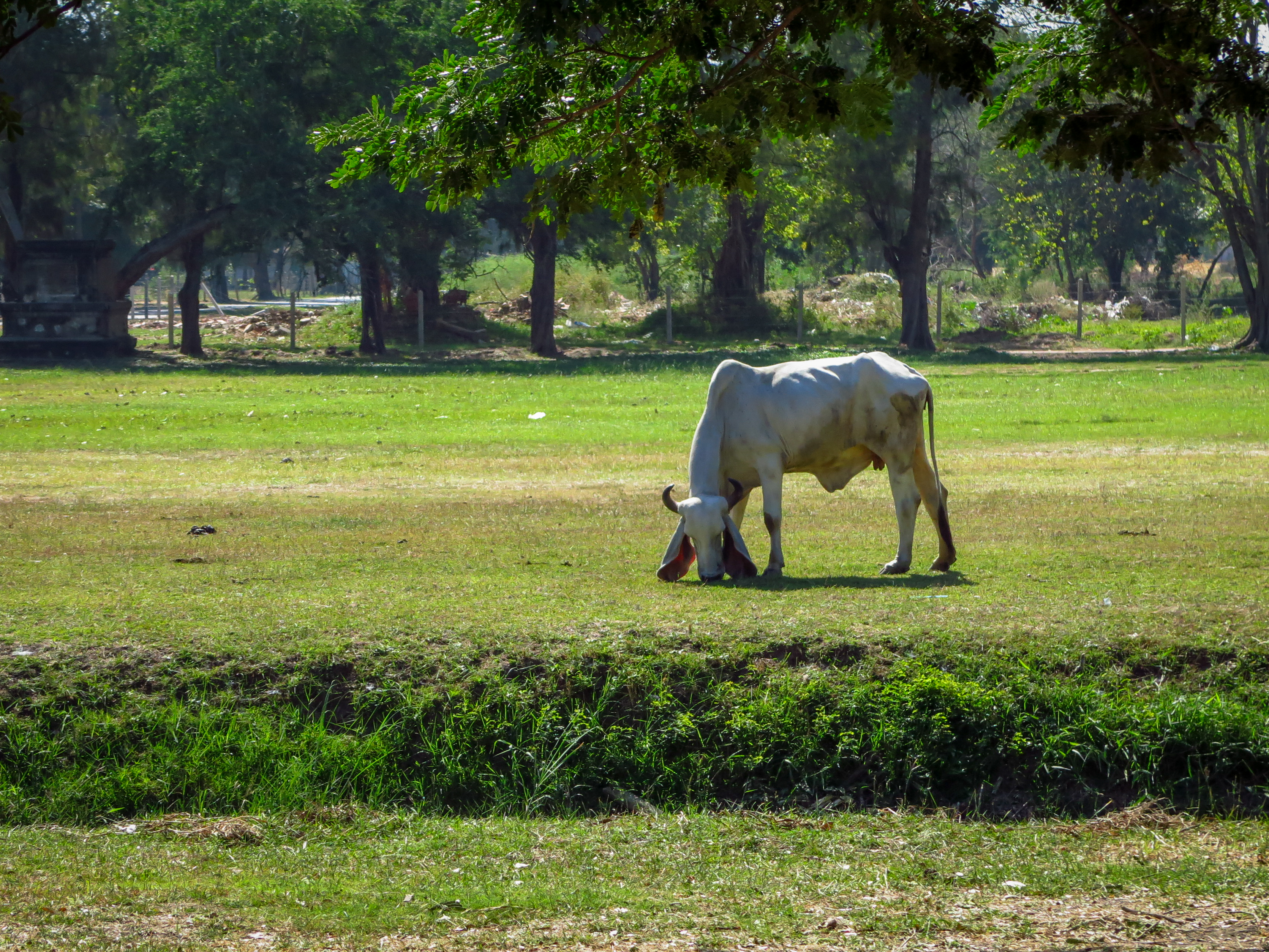
Vache
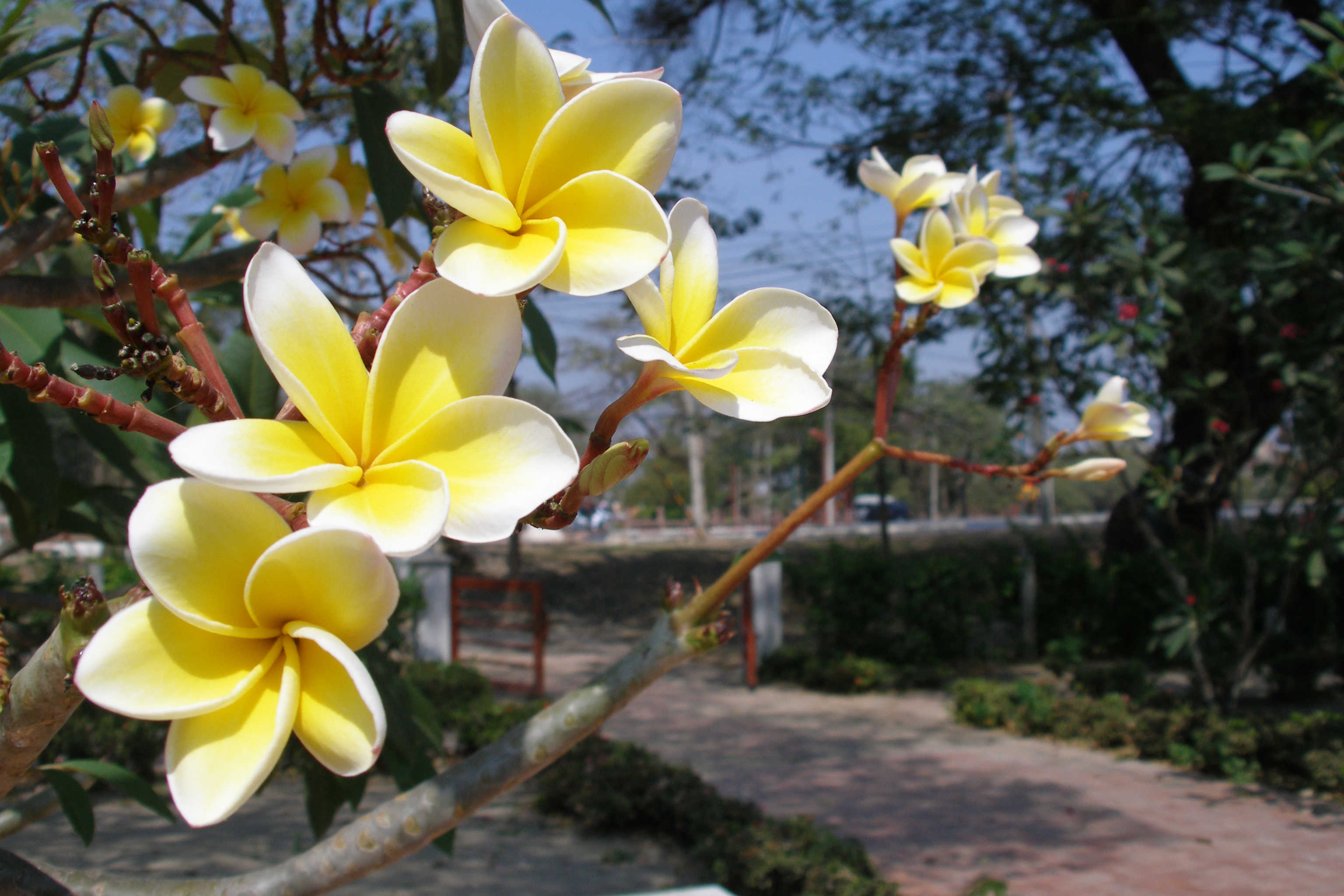
Fleurs jaunes de frangipanier
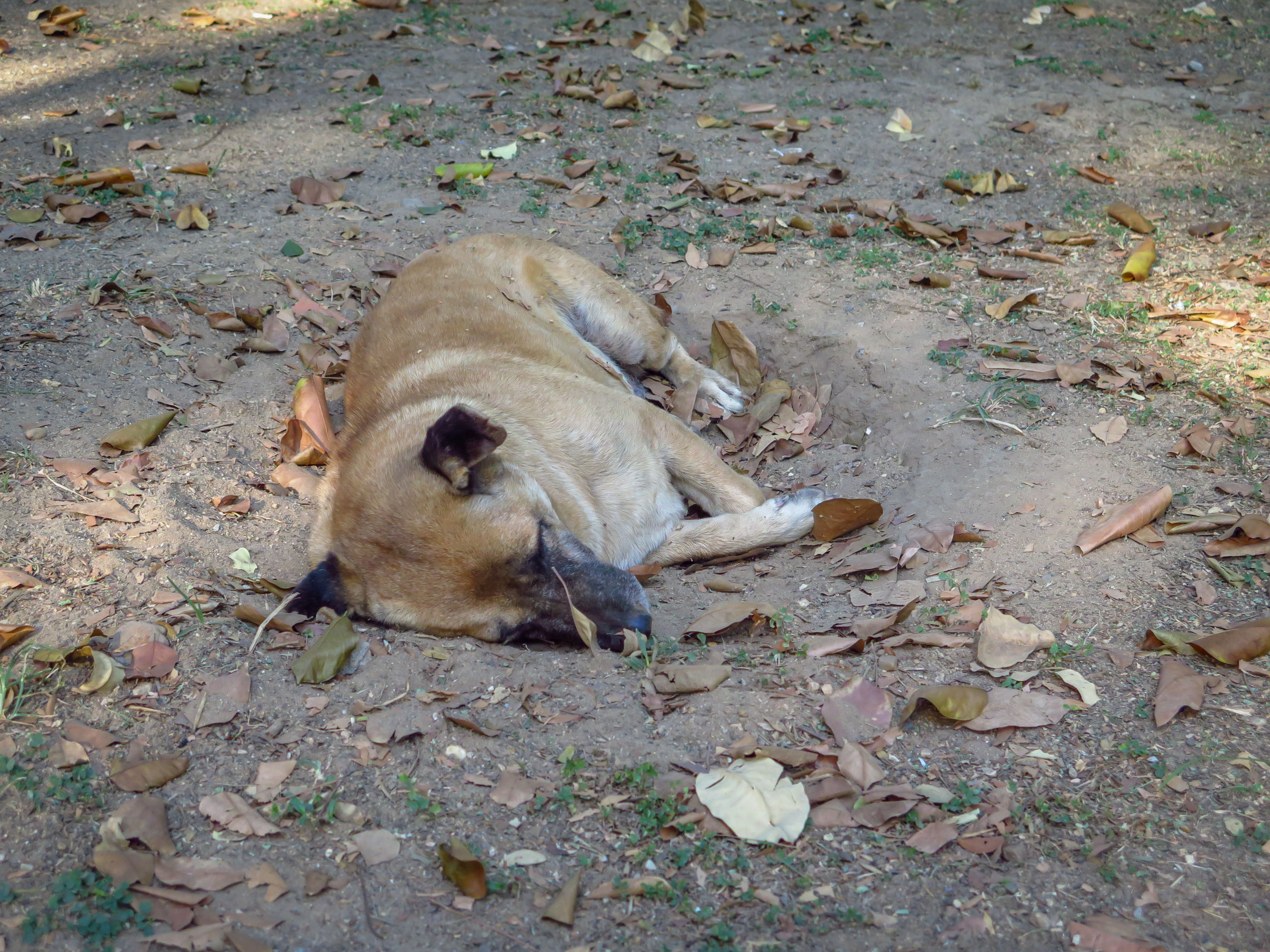
Chien
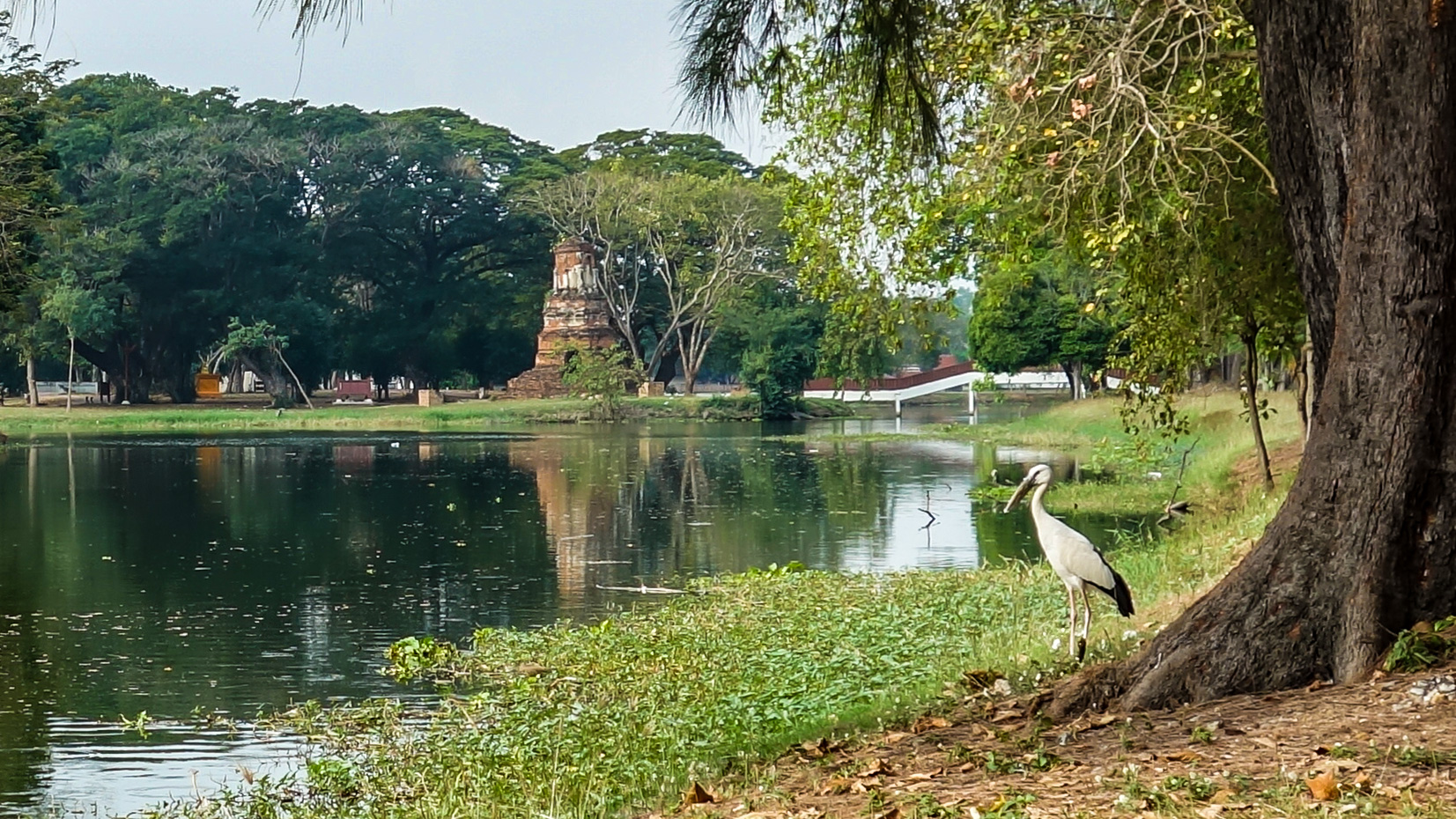
Cigogne
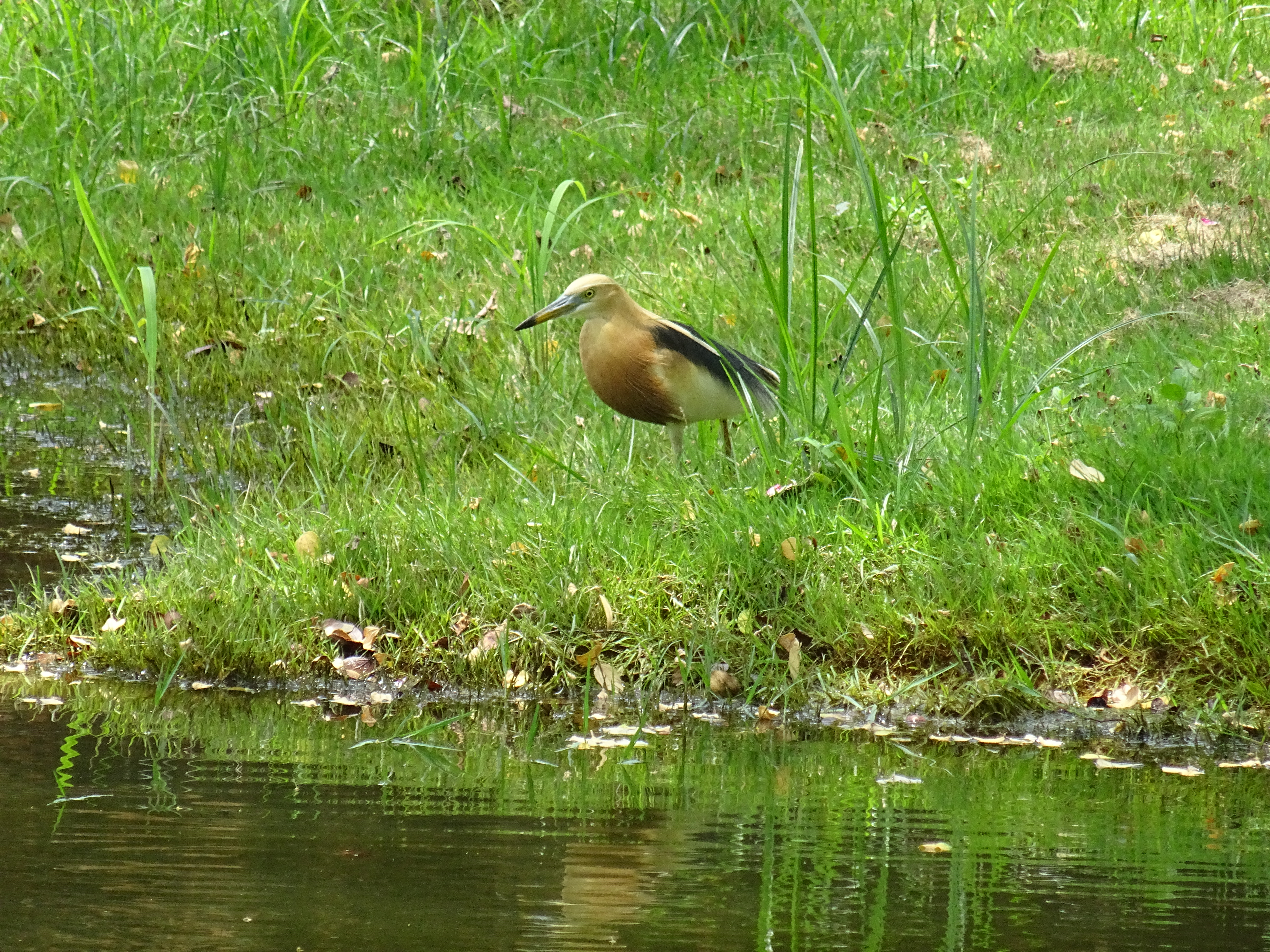
Crabier malais
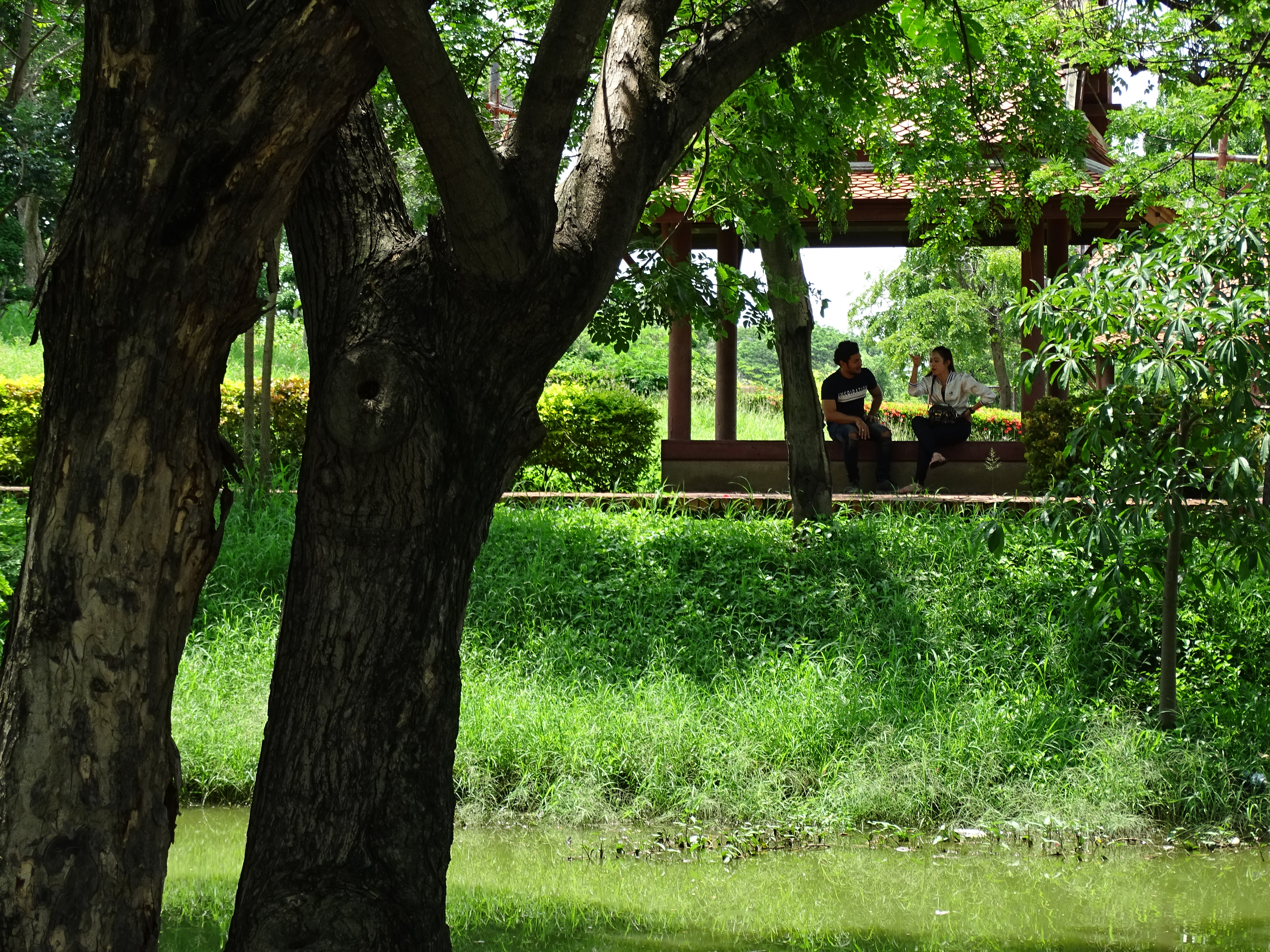
Verdure et fraîcheur